# ブルーロック
『ブルーロック』（BLUELOCK）は、原作：金城宗幸、作画：ノ村優介による日本の漫画。『週刊少年マガジン』（講談社）において、2018年35号から連載中。2021年5月に第45回講談社漫画賞の少年部門を受賞。2025年3月時点で世界累計部数は4500万部を突破している。スピンオフ作品として、『別冊少年マガジン』（同社）において三宮宏太が漫画を担当する『ブルーロック-EPISODE 凪-』（ブルーロック エピソード なぎ）が2022年7月号から2025年8月号まで連載された。同作の部数は2025年2月時点で200万部を突破している。
またメディアミックスとして2022年10月よりテレビアニメが放送され、2024年には『EPISODE 凪』が劇場アニメ化。2023年より舞台が上演されている。
高校生を中心とするサッカー漫画だが、部活やクラブチームとは異なり、各地から招集されたFW選手300名が日本代表となる権利をかけて試合をするといったデスゲーム要素を汲む作風をもつ。また、絆やチームワークではなく、個人の圧倒的な個性やエゴを求めるといった主題が特徴である。一方、日本サッカーや実在の選手を貶めるような描写があり、連載当初は批判の声もあった。以上のことから、「史上最もイカれたサッカー漫画」の異名を持つ。

## あらすじ
日本代表がサッカーW杯を2010年大会以来、8年ぶりにベスト16で終えた2018年。日本フットボール連合は日本をW杯優勝に導くストライカーを養成すべく、ユース年代のFW300人を対象とした青い監獄プロジェクトを起ち上げ、ブルーロックと呼ばれる施設を建設する。失格者は日本代表入りの資格を永久に失うという条件の中、無名の高校生プレイヤーである潔世一は世界一のストライカーになるべく、計画の全権をもつ絵心甚八が課す試験に挑む。
埼玉県高校サッカー選手権大会決勝戦、ボールは一難高校2年FWの潔世一に渡り、ゴールを狙う。潔はゴール前で味方にパスを出したがゴールは外れ、相手チームの吉良涼介にゴールを決められ敗北。その夜、全国を逃したことを後悔する潔のもとに日本フットボール連合から強化指定選手の通達が届く。

### 入寮テスト「オニごっこ」
制限時間：136秒。ボールをぶつけられた者が同室の受験者12名中唯一の「オニ」となる。「オニ」が誰かにボールをぶつけた場合、ぶつけられた者が「オニ」に変わる。制限時間終了時点で「オニ」だった一名のみ脱落する。ハンドリングは禁止行為。
青い監獄プロジェクトの参加者は五つの棟のうちの一つで生活することとなり、一部屋12人の部屋に割り当てられる。潔は偶然にも吉良と同じ部屋に入ることになる。絵心によって入寮テストとして、ボールを当てられた者がオニとなり、タイムアップ時にオニだった者が脱落するオニごっこが行われる。オニになった潔はアクシデントで足を挫いた五十嵐栗夢を狙おうとする。イガグリ(五十嵐)にボールを当てる直前で、今までの人生を変えるために参加したことを思い出し自分より強い者を狙うことに方向転換する。最終的に吉良が脱落となり、絵心は不満を訴える吉良に対して「ストライカーは勝者になることが出来る有権者であり、その責任を背負って最後の一秒まで戦う者だ」と喝破した。残った11人はチームZとして一次選考を戦うこととなる。

### 一次選考「総当たりリーグ戦」
所属する棟内の5チームによる総当りリーグ戦。試合のルールは通常のサッカーに準ずる。勝利数上位2チームのみ通過することができるサバイバルマッチ。ただし、脱落する残り3チームの中からもっとも得点数の多かった「得点王」それぞれ1名も通過者とする。総チーム数は25チームで、総人数は275名。
一次選考開始から、トレーニングの毎日が続く。ある日、他のチームメイトとの実力差や先行きに対する不安を感じていた潔は、彼に関心を寄せるチームメイトの蜂楽廻と自主練を通じて距離を縮める。
一次選考の内容は、総当たりグループリーグマッチという棟内の5チーム（チームV-Z）の総当たり戦。全員FWのチームで、原点からサッカーを始め常識を壊せと絵心から伝えられる。
一方、青い監獄の外では日本フットボール連合による記者会見が行われていた。同時に取材を受けていた世界11傑のMF糸師冴はその様子を見て、日本にどのようなFWが誕生するのか興味を持つ。
第1試合、チームZはチームXと試合を行う。全員がFWのため双方まとまりがなく全員が自分のゴールしか考えない中、チームXの馬狼照英が点を奪う。チームXは馬狼を中心としまとまる一方でチームZはバラバラであったが、蜂楽の提案により1点を狙う潔。潔はゴール前に抜け出す過程で「ゴールの匂い」を感じ、チームZの國神錬介にパスを出す。國神のミドルシュートで1点を取るが、試合は敗北。
試合後、絵心にストライカー各々が自分だけの武器を持つように宣告される。チームZの面々はそれぞれの「武器」を言い合うが、潔だけ自分の武器が言えずにいた。チームが練習を通じて一つになる中、自信を失う潔は國神から「ゴールの匂い」を感じるのが武器ではないかとアドバイスされ、自信を取り戻す。
チームY戦、チームZは千切豹馬とGK役の伊右衛門送人を除く9人が順番にFWを交代する「次俺9」作戦（つぎおれないんさくせん）を実行する。チームYのエース大川響鬼に先制点を取られるも、潔は「ゴールの匂い」の武器を活かし二子一揮がチームYの裏の支配者であることを見抜く。高い身体能力を持つ我牙丸吟と潔が一点ずつ決めて勝利を収める。
Y戦の夜、潔はゴールを決めたことで興奮してモニタールームへ向かう。そこには試合中DFに徹していた千切がいた。千切の言葉から、潔は自身の武器が空間認識能力ではないかと気づく。また、千切から過去に怪我をした経験からこれまでのようにサッカーができないことを恐れ、諦める理由を探すためにブルーロックに参加したことを伝えられる。
チームW戦では、前回の反省を活かし3人3組で交代しFWを担う「3×3（サザン）オールスター」作戦を実行する。チームWの主軸コンビ鰐間兄弟は千切と同じ高校出身で因縁を持つことが明らかになる。一方、チームZのリーダー格久遠渉は先制ハットトリックを決める。しかし、後半で久遠のミスが原因で逆転され、チームで勝つことを捨て1人で勝ち上がるために久遠はチームWと八百長していたことが発覚する。久遠が寝返り勝ち筋を失った中で1人でゴールを決めるため奮闘する潔に触発され、千切は本来の俊足を活かし点を取り引き分けとなる。
伍号棟最強のチームV戦では、久遠抜きの10人で勝つために千切、國神、我牙丸を前線とし守りを固める作戦とするが、凪誠士郎、御影玲王、剣城斬鉄による激しい攻撃に通用せずチームZは戦意喪失する。しかし、蜂楽が武器のドリブルを活かしチームVから1人で点を取ったことで、チームZは士気を取り戻す。また、雷市陣吾のディフェンスにより司令塔の玲王を制圧し、同点に並ぶ。逆転するチームZを見て、今まで玲王の指示でしか動かなかった凪は自分でゲームメイクを行うようになり流れは再びチームVに傾くが、尻込みするチームZに対し雷市は激を飛ばす。それにより再び1点を取り返した。そのゴールまでの過程が予想通りとなった潔は自分の空間認識能力を活かせることを悟る。試合に参加していない久遠は人生を賭けて戦うチームZの姿を見て考えを改め、反撃する凪をレッドカードで止め得点を防ぐ。FKを防ぎボールを持った潔は空間認識と未来予測を活用しゴール前に出る。凪に追いつかれるが、潔が今まで得点を決めたパターンであるダイレクトシュートを決め、勝利する。
この結果、チームZは一次選考を突破することとなる。

### 二次選考
二次選考では他の棟の参加者も加わる。300人中125人が二次選考を受けることとなる。
二次選考（奪敵決戦（ライバルリー・バトル））は1stから5thステージに分かれており、1stステージを突破した者は3rdステージからスタート、3人一組を組み試合に勝ったものは相手から1人を引き抜き、人数に応じてステージが変動する。2ndステージを敗退し1人になったものは脱落というルールである。
1次選考を突破した潔は蜂楽・凪と組み、2次選考ランキングTOP3の糸師凛・蟻生十兵衛・時光青志のチームに挑む。蜂楽のパスセンスと凪のトラップ力の化学反応を起こし点を奪うも、圧倒的な実力に敗北する。
蜂楽を引き抜かれ2ndステージに落ちた際、元チームXの馬狼・元チームZの成早朝日のチームと対戦。高い得点能力を持つ馬狼と凪の接戦の中、異なる欠点と武器を持つ潔と成早は、お互いを出し抜くことを意識して試合に臨む。最終的に潔は成早の武器「裏への飛び出し」をトレースしゴールを決め勝利する。馬狼が引き抜かれ成早は脱落する。
一方、3rdステージでは、國神・千切・玲王が組む。玲王は自分を置き去りにした凪に復讐することを理由に潔・凪・馬狼のチームに挑む。試合中、馬狼の自分勝手なプレーが目立ったが國神の対策により個人技が通用せず、國神・千切・玲王の連携によりリードされる。それでも頑なに自分のゴールしか考えない馬狼に対し、潔は馬狼と協力するのではなく、馬狼を「喰う」ことを考え馬狼を囮にし凪との連携するという戦法で流れを変える。最終局面、自分をフィールドの王様だと考えていた馬狼は潔にその座を奪われたことで1度は絶望するものの、復活し自力でゴールを決め勝利する。逆転された状況でも自分の武器を活かし新たな戦法を編み出した千切が引き抜かれ、國神・玲王は2ndステージに後退する。この試合以降、馬狼は他人の能力や考えを認め、フィールドの悪役として味方を「喰って」ゴールを奪うスタイルを編み出す。
4thステージで潔達は蜂楽を取り返すべく凛達のチームに挑む。潔と同じ空間認識能力や未来予測能力を持ち、フィールドの選手全員の能力を最大限に発揮させる能力を持つ凛に圧倒されるが、自分がゴールを決めることだけを考え味方からでさえボールを奪う馬狼の戦法が鍵となり、反撃が始まる。潔と凛の読み合いで接戦してきた最終局面、今まで自分のサッカーを理解してくれる人間を探すプレーをしていた蜂楽は純粋にサッカーを楽しむ気持ちを取り戻し、ドリブルで潔チームを抜く。結局潔によって蜂楽のシュートは防がれるが、こぼれ球を受けた凛がゴールを決め、凛チームが勝利。凛によって潔が引き抜かれ、凛・蟻生・時光・蜂楽・潔の5人は二次選考突破となる。
一方、2ndステージに進んだ國神と玲王は、粗暴なプレイヤー士道龍聖と元チームZのイガグリのチームと試合が決まる。士道の弱点のない能力と常識を超えたプレーに圧倒され敗北。引き抜かれた玲王はそのまま三次選考へ進出した一方、脱落となった國神は目の前に現れた敗者復活戦の扉に進む。

### 三次選考
三次選考に進んだ潔達は、選考の手初めに絵心が招待した世界選抜プレイヤーと試合をすることとなるが、世界で活躍するトッププレイヤーを前になすすべなく敗退。試合後、世界選抜の1人レオナルド・ルナから、この試合はU-20日本代表の選考であることが伝えられる。
世界選抜戦後、残った選手に数日間英語学習が課される。その後、三次選考を突破した35人は絵心から急遽プランを変更しブルーロックのメンバーでチームを組み現U-20日本代表と試合をすることとなったと伝えられる。そこでチームを作るために適性試験（トライアウト）を行うことになる。適性試験では世界選抜戦を終えた現時点での上位6名（TOP6）を上から2名ずつABCの3チームに分け、さらに3人加えた5vs5マッチを行う。TOP6以外の選手は1人につき1試合のみ、3チームのうち1チームを選択して加入する形式となり、TOP6との相性を試される。凛は1位、士道は2位、凪は6位となる。潔は凛と士道のいるAチームを選択し、七星虹郎、氷織羊とチームとなる。Bチームとの試合、士道が先制点を取るも、3位の烏旅人と4位の乙夜影汰により点を返される。TOP6以外の選手は自分の力を発揮できず、TOP6のみで試合が進行する中で、氷織はパス技術を活かし凛と連携、Bチームの千切は脚を活かし烏・乙夜の戦法に適応する。潔は烏にチームの穴だと判断され徹底マークされていたが、七星のサポートにより力を発揮し流れがAチームに向く。得点が4-4となった局面、潔は氷織から「思考を反射でやってみ」とアドバイスを受ける。Aチームゴール前、氷織がパスを出し凛と士道がシュートを決めようとした瞬間、潔は「思考の反射」を実践し、凛と士道を出し抜きゴールを決め勝利する。
二試合目では、凪のいるCチームを選んだ玲王の試合が始まる。Cチームで5位の雪宮剣優の高威力ジャイロシュートを凪がトラップし先制点を取る。そこで玲王は凪が自分と出会った頃には見せなかった楽しそうな表情を見て、自分では凪が満足させるプレーが出来ないことを改めて悟る。さらに、Aチームの石狩幸雄と蟻生の高身長同士のヘッディングとフィニッシャーの凛によりカウンターされ、玲王自身には彼らのような特別な武器が無いことを痛感する。玲王は自分の能力を受け入れ他人の技を複写（コピー）する戦法を編み出し、雪宮のジャイロシュートを再現しゴールを決める。試合には敗北するも、いつか凪に追いつくことを彼に宣言する。

## 登場人物
声の項はアニメ版の声優。舞台版の俳優は#舞台を参照。

### 青い監獄参加者
絵心の判断により、全国から実力のあるFWの高校生300人が集められる。所属、学年は様々である。吉良、西岡、石狩、大川は有名選手であり多くの選手が名前を認知しているが、彼らより実力があるものの知名度のない選手も数多く存在する。

#### 元・チームZ（伍号棟）
主人公が一次選抜で所属したチーム。下馬評では伍号棟最弱だったが、一次選考を2勝1敗1分けで2位通過する。
潔 世一（いさぎ よいち）
声 - 浦和希、幸村恵理（幼少期）
ランク：299位→一次選考274位→二次選考15位→新英雄大戦1位タイ
青い監獄選抜チームポジション：OMF  背番号：11
新英雄大戦所属チーム：バスタード・ミュンヘン（ドイツ）
本作の主人公。高校二年生。身長175cm。
名門校で二年生エースを張るだけのスペックはあるものの、ストライカーとしての武器といえるものを持たない平凡な選手だった。しかし元から持っていた秀でたスポーツIQと、一次選考でのチームメイトの國神や千切の助言によって優れた「空間認識能力」が備わっていることに気づいてからは、フィールド上を把握して未来を予見し、DFの裏側に抜け出してからのダイレクトプレーで得点するスタイルを確立し、のちにマスコミや海外メディアから「青い監獄の申し子」と呼ばれるストライカーへと成長していく。技術やフィジカルは前述の通り平凡・平均を逸脱しないが、「目」や「脳」の分野においてはワールドクラスの選手にも高く評価されている。進化するためなら自分を壊すことを厭わない「適応能力」に天賦を持つ天才。
幼少期より五感が異様に優れており、常人では目視出来ないようなほど離れた場所にいる蚊や僅かな気候の変化にも敏感に反応するほどで、「空間認識能力」はこの延長線ともいえる。
県大会決勝での決定機、監督から「サッカーは全員でやるスポーツだ」と教育されていたためにフリーの味方にパスを出したが、結果的に敗北に繋がったことに「あの時自分で打っていたら」という後悔を抱えていた。「青い監獄」説明会の際に絵心の言葉に反発はしていたものの、その後悔を強く揺さぶられ、集められた300人の選手のなかで一番最初に駆け出すことになる。
明るい性格ではないが社交性は高く、強くなるために敵味方関係なく物怖じせずに質問しに行く積極性がある。ほぼ最底辺のランクから始まり、自分の武器を自覚していなかった頃は自信の無さが目立っていたが、次第に自信と矜持を身につけていく。「俺のゴールで勝ちたい」という強烈なエゴイズムを秘めており、勝利に対して非常に貪欲。また、勝利の味に酔って敗者を見下ろすことに快感を覚えたり、感情が昂ぶっていると戦意を喪失した味方相手に痛烈な罵倒を浴びせることもある（試合後に冷静になって謝罪している）。たとえどれほどエゴイスティックなライバルにも基本的にリスペクトの精神は持っているが、「新英雄大戦」でのチームメイトであるカイザーとだけは絶望的に反りが合わない。
入寮試験では動けなくなったイガグリに対してボールをぶつけようとするが思いとどまり、「人生変えに来てんだよ、世界一になりに来てんだよ、自分より強い奴に勝たなきゃ何も変わらない」と標的を変更、蜂楽のパスからほぼ無意識に参加者内で一番強かった吉良にボールをぶつけて脱落させる。一次選考では自分の武器を自覚せず最初は低迷していたが、チームが状況を打破するヒントを常に第一に気づき提言する活躍をし、「空間認識能力」に気づいてからは絵心の教えやフィールド上のヒントとともに要所での決定機に得点、最終戦での決勝点でもって「空間認識能力×直撃蹴弾」の方程式を完成させる。二次選考では初戦で敗北を喫し、一次選考からのパートナーだった蜂楽を引き抜かれるものの、凪と二人で臨んだ試合で成早の得意技であるオフ・ザ・ボールの立ち回りと裏への抜け出しをラーニング、脱落した成早に自分の天賦が「適応能力」にあると教えられ、試合中での適応と進化を更に目覚ましいものにしていく。三次選考では新たに氷織から「思考を『反射』で行う」と言う概念を教えられる。「新英雄大戦」では自分と同系統の天才であるカイザーのプレーを観察し、空間認識能力の更に活用し、首振りによってフィールド全体を捕捉し、すべての選手の動向を把握してシミュレーションすることに成功。これを「超越視界（メタ・ビジョン）」と名付け、ビッグクラブのU-20カテゴリ選手たちに食らいついていく。更に、U-20代表戦での糸師冴の発言や、新英雄大戦におけるカイザーの妨害によって浮き彫りになった左半身への接触や体軸のブレによってダイレクトシュートが機能しなくなる欠点を、新たに習得した左足でのダイレクトシュートで克服。右足に比べれば精度は落ちるものの、シュートの選択肢を増やすことに成功。フランス戦では凪のプレーからをヒントを得た左右両式の空中早撃ち二銃式直撃弾（トゥーガンボレー）を土壇場で編み出し、DFやGKとの駆け引きにおける武器を手にする。
新英雄大戦中、多数の選手の様々なエゴに触れていくにつれ、自身が物語の主人公だと思い込む「主人公感」や最優先に考える価値の対象よって分類される「自分型・世界型エゴ」(後に「天才型・秀才型」に発展)といった心理的な分析を自らのロジックに組み込んでいき、相手の心理を掌握するようにエゴを目覚めさせ、自身のゴールの糧にするその姿から、まるで『魔王』のようだと凛に評された。
新英雄大戦では初戦のスペイン戦でバーサーク・ドルトムントから1700万円のオファ―を獲得。イングランド戦以後はバスタード・ミュンヘンから5000万、イタリア戦で2ゴールしたことで1億5000万入札され、凛に次ぐ第2位に躍り出る。最終戦であるフランス戦でも2ゴールし、2億4000万の入札がされ、凛と同率1位になる。
作者はモチーフとなった選手をフィリッポ・インザーギとしている。
蜂楽 廻（ばちら めぐる）
声 - 海渡翼、岡咲美保（幼少期）
ランク：290位→一次選考265位→二次選考16位(最終7位)→新英雄大戦5位
青い監獄選抜チームポジション：LSB   背番号：8
新英雄大戦所属チーム：FCバルチャ（スペイン）
蜂を思わせる、黒髪に金色のインナーカラーをいれた明るい少年。
天然で自由奔放な気分屋。楽天的な性格であるものの、必要と感じれば直接の蹴りやエゴイスティックなプレイすら厭わないという先が読めない人物でもある。なお、サッカーセンスはあるが勉学や教養に関してはからっきしな模様。入寮試験の際に潔を気に入り、一次選考では事実上の潔の相棒として活躍する。
武器は変幻自在のドリブル。相手の頭上や足元を通すように翻弄し、自由にフィールドを暴れまわる。新英雄大戦では世界一のドリブラーであるラヴィーニョに師事し、更にドリブルを進化させたうえ、蜂撃（ビーショット）と呼ばれるシュートも体得する。
メディアで頻繁に取り上げられるほどの芸術家を母に持ち、本人も「かいぶつ」と呼ぶイマジナリーフレンドをその身に秘めているとうそぶくエキセントリックな感性の持ち主。「かいぶつ」は幼少期、同年代の友達になじめなかった蜂楽がひとりでサッカーボールで遊ぶうちに作り出したもの。本来は自由なサッカーを愛するが、部活でも周囲との軋轢の原因となっていたため、その感性を抑え込んでいた。内心は孤独を恐れており、凛には当初のスタイルを「楽しんでいるように見えてひとりで戦うことを恐れている、誰かを探してるサッカー」と称された。
4thステージで潔達と試合をする中で、自分がやりたいサッカーができる友達を探すことで"かいぶつ"に固執していることを悟り、"かいぶつ"と決別し純粋にサッカーを楽しむ気持ちを取り戻す。最後は覚醒を信じた潔に止められてしまうも、それが凛の決定機を作り出し試合には勝利した。日本代表戦では、速さと技巧を持つドリブラーとしてサイドバックを務める。その後半では直感と即興による自由自在なドリブルを駆使し、潔の相棒として活躍。
「新英雄大戦」においては、自身の考えとリーグの方向性に則った上で「選んだ道を正解にする」信念の下でスペインを選ぶ。指導者であるラヴィーニョから自分だけの"世界一"のイメージを作るように教わる。蜂楽のイメージの原点は"かいぶつ"であり、それを乗り越えて強くなった自分は新たに何をイメージすればいいか聞くと、ラヴィーニョから"かいぶつ"を進化させろと言う教えを受けた。進化した"かいぶつ"のイメージを思い描き、ラヴィーニョの「ジンガ」のリズムを取り込むことでさらなる進化を遂げた。
年俸は3200万（第一試合）→6600万（第二試合）→7900万（第三試合）→1億2000万(最終試合)。試合自体は最終戦以外黒星だったが、すべての試合で得点（最終試合のみ2得点）している。
國神 錬介（くにがみ れんすけ）
声 - 小野友樹
ランク：291位→一次選考266位→二次選考50位→敗者復活戦突破→新英雄大戦8位
新英雄大戦所属チーム：バスタード・ミュンヘン（ドイツ）
オレンジ色の髪と無愛想な表情の青年。一目見て「エグい」と言われるほどマッシブで大柄な肉体を持つ。
武器は左足のミドルシュートと馬狼も認める強靭なフィジカル。しかしボールキープ力には難がある。一次選考終盤では無回転ロングシュートを体得し、二次選考で脱落するものの敗者復活戦を勝ち残り復帰。その際、過酷なトレーニングと矯正によって後天的な両足利きとなり、左右でのシュートの打ち分けが可能になったが、プレイスタイルは荒々しく独りで完結したものになってしまった。
無愛想ではあるが正々堂々を好む律義で誠実な性格でスポーツマンシップと漢気に溢れる良心的な人物。サッカーでヒーローになるべく、ワールドカップ優勝を目指している。一次選考初戦において潔のとっさのアシストで得点し、その得点をステーキに引き換えて潔と分け合った。その際に「なぜ雷市ではなく自分にアシストを出したのか」という疑問を潔にぶつけ、それが潔の武器を発見する大きな助けとなった。敗者復活戦以後はそこで起こった出来事や、士道に敗れて脱落したことが尾を引いており、周囲を寄せ付けない刺々しい性格へと変貌。
二次選考では自分を待たなかった潔を倒すという意気込みで千切と手を組み、凪に先を行かれて憔悴している玲王を誘ってチームを結成。しかし二次選考では伸び悩んでしまい、潔たちに敗北した後の2ndステージで士道とイガグリのチームに敗北して脱落。敗者復活戦の扉をくぐることとなり、U-20代表戦には不参加。自分を脱落させた相手ともいえる士道には、敵味方を問わず暴力行為に走る彼を制したことから因縁が生まれ、そのフィジカルや精神性を評価された一方で「フィールドで爆発できない奴はただのゴミ」と切り捨てられた上、新英雄大戦で対峙した時には忘れられてしまっていた。
敗者復活戦参加者で、ノエル・ノアに数値上最も近い者として唯一最終選考への切符を手にする。敗者復活戦を経て身体能力は大幅に向上し、ネックであった右足からのシュート威力も増加している一方で、目からはハイライトが消えたようになって隈が出来ており、性格も自己中心的に変貌していた。潔の「ヒーロー」という言葉に対して、「そんな青臭い戯言は地獄に捨ててきた」と吐き捨てる。しかし、両利きの技能を覚えるために特訓に協力してほしいと潔に願われた際には、肉体のバランスを崩してしまい、才能を潰すだけだと制止する等、「ダークヒーロー」として振る舞いながらももともとの仲間想いの面を隠しきれていない。
敗者復活戦は絵心による「強制的に異なる哲学を教える裏ルート」であり、勝ち抜いた國神は絵心曰く「強制実験体（モンスター）」。「世界最高のサッカープレイヤーであるノエル・ノアと同じ肉体を持つ”器”を創るための実験」というコンセプトに基づき、短期間で後天的両利きになることに成功している。本人曰く両利きになれたのは「自身の骨格と筋肉量があったからたまたまなれただけ」と潔に語っている。
新英雄大戦では能力計測でカイザー、ネスに次ぐ第三位の総合成績を獲得。ブルーロック所属選手として唯一初戦スタメンとして出場するが、スタンドプレーに走りすぎたためにノアと交代。後に「契約」によって出場した潔のアシストによって得点したことで、以後の試合もスタメンに残留する。続くイングランド戦でもコースアウトしそうだった潔のシュートに追撃をかける形でゴールを決め、全試合で通算2ゴールとなった。
フランス戦ではノアの指示により、嘗て自身を蹴落とした士道へのマンマークを任された。
年俸は2400万（第一試合）→4700万（第二試合）→5000万（第三試合）→6600万(最終試合)。
千切 豹馬（ちぎり ひょうま）
声 - 斉藤壮馬
ランク：292位→一次選考267位→二次選考44位→新英雄大戦6位
青い監獄選抜チームポジション：RSB   背番号：4
新英雄大戦所属チーム：マンシャイン・C（イングランド）
長い赤髪と、女性と間違えられるほどの整った顔立ちの美少年。入寮当時はサッカーに対して消極的だったが、試合を通して「熱」を取り戻す。
武器は50m5秒77を誇る快足によるトップスピード。技は俊足を保ったままでの「無減速ドリブル」、新英雄大戦ではクリスの教えを受け、ブルーロックにある自身のデータを元に「44°赤豹狙撃（フォーティフォー・パンサースナイプ）」を会得。ゴールを最も狙える得意なポジションから、青い監獄内で身につけたセンタリング技術をシュートへ応用したもので、限られたスペースからシュートを決めるために必要な威力とコントロールにも優れている。サッカーから離れていた時期があるためスタミナに不安を残す他、一度壊れた足で走っているために常に膝に爆弾をかかえている状態にある。
顔立ちに加えて髪などのケアを怠らないことやマイペースな言動が目立つことから、周囲からの仇名は「お嬢」。しかし試合中は非常に獰猛な性格となる。母と姉も端正な顔立ちをしている美形一家に生まれた。
青い監獄に来る前は名門校の超高校級選手として知られていた。部活では年功序列を撤廃し実力主義を打ち立てるものの、その絶頂期の試合中に右膝前十字靭帯断裂を引き起こし、離脱を余儀なくされる。リハビリの末復帰するも、怪我の再発によってスピードを失うこと（=「自分が自分ではなくなる」）を恐れ、パフォーマンスを発揮できなくなっていた。青い監獄に来たのも「夢を諦めるため」で、入寮当初は試合や作戦会議にも消極的な態度を取っていた。しかし、一次選考のチームWとの試合中に潔に「どけ」と言われたことでプライドが再燃。更にチームメイトたちの諦めない姿勢に感化され、恐怖を克服。全力疾走で敵陣を引き離し、ゴールを奪ったことで、試合を引き分けに持ち込んだ。
3rdステージでは、進行方向にボールを弾くことで自身の弱点であるトラップ時の停止状態を改善した「無減速ドリブル」を編み出し、三次選考では加速力を活かした戦法を存分に発揮し烏や乙夜にも気に入られるなど、機転が利く面がある。日本代表戦では、速さと技巧を持つドリブラーとして蜂楽と共にサイドバックを務める。
前半戦からチーム随一のスピードを活かしてフィールドを駆け巡り、攻守に渡って活躍する。しかし、かつて大怪我した後のブランクが原因で、後半戦が開始して間もないタイミングで右足の痙攣とスタミナ切れを起こし、交代を余儀なくされる。悔しさを隠し切れないままベンチに下がった後、絵心からその態度を叱責され「それがお前の現在地だ」と指摘された。
「新英雄大戦」においては自身のスピードを試したい考えの下で、ラッシュ＆スピードが重要視されるイングランドを選択。自らの黄金領域を発見し、スピードを利用してその領域に飛び込む「44°赤豹狙撃(パンサースナイプ)」を武器にする。
年俸は3000万（第一試合）→5000万（第二試合）→5500万（第三試合）→9000万(最終試合)。得点描写のないイタリアを除く全ての試合で得点している。
雷市 陣吾（らいち じんご）
声 - 松岡禎丞
ランク：294位→一次選考269位→二次選考95位→新英雄大戦21位
新英雄大戦所属チーム：バスタード・ミュンヘン（ドイツ）
金髪とギザギザした歯が特徴的な人物。青監に来る前は碇ヶ丘サッカー部所属。
武器は本人曰くセクシーフットボールの華麗なシュートテクニックだが、作中で得点するシーンはない。フィールド上ではスタミナと体格・粘着質な執念と洞察力を生かしたマンマークによって特定の相手選手を無力化する活躍を見せる。
青い監獄の中でも我が強い人物の一人で、自信家。口が悪く、粗暴で攻撃的な性格。自分の武器を言えない潔を「ヘタクソ」と罵倒していた。一方でメンバーを叱咤激励したりエールを発するなどキャプテンシーもある。一次選考終了時には、チームを裏切った久遠を自身が殴ることで、チームのわだかまりを解消した（曰く「お前の事は一生嫌いだけど、裏切った件はこれで終い」）。
U-20日本代表との試合では、絵心が選んだサブメンバーの一人に選ばれていた。背番号は22であったことがキャラデザインにて明かされた。
「新英雄大戦」はドイツを選ぶ。初試合から活躍する潔に対して一向に結果を出せない自分に苛ついていたが、練習においてフィジカルコンタクトの強さや1vs1でのボール奪取力が評価され、第三試合にあたるイタリア戦ではボランチに任命され、初出場を果たす。スターチェンジシステム時、潔の提案でスナッフィーの半径2m以内での半円限定の徹底マークを試みる。スナッフィーの視界に居座り続ける事で膨大な攻撃パターンを消し、潔が攻撃パターンを先読みして防ぐ『遠隔守備連動』でユーヴァースの攻撃を防ぐなど活躍をした。スナッフィーからも評価された体幹や執念の強さを認められ、イタリア戦後に1800万の年俸を獲得する。フランス戦後の最終年棒は2700万だった。
我牙丸 吟（ががまる ぎん）
声 - 仲村宗悟
ランク：296位→一次選考271位→二次選考88位→新英雄大戦12位
青い監獄選抜チームポジション：GK   背番号：1
新英雄大戦所属チーム：バスタード・ミュンヘン（ドイツ）
武器は肉体のバネ（本人曰くは肉弾戦）。それを活かした変則的なシュートやブロックを得意としている。
青い監獄内での身体能力のGK適正最高値を叩き出し、U-20戦ではゴールキーパーを務める。当初は自身がゴールキーパーを務めることに驚いていたが選考理由を聞くと納得した。
食べ物を素手で食べたりするため「野生児」と言われている。また、休みの時には山の中で獣の毛皮を着ているなど、野生児らしいものの私生活は謎に包まれている。
一次選考のY戦では潔が外したボールを「ナイスパス」と押し込み得点。V戦ではスコーピオンシュートなど前線で活躍した他、凪のフェイント気味のゴールキックに誰よりも反応して飛び出し見事に防いだ。GKになって以降もそのバネと超反応を活かし、パンチングなどでU-20エースである閃堂の攻撃を数回防いでいる。ペナルティ・エリア外に出てのヘディングや、一度読みを外しても逆立ちしてブロックするなど、士道のシュートもブロックしている。
「新英雄大戦」においては、ドイツを選択。本人は普通にトレーニングして意識していなかったもののGKとしての適性は尋常じゃなく高く、イングランド戦ではバスタード・ミュンヘンのスタメンGKを退けGKに抜擢された。イングランド戦では、パワーアップを果たした玲王の強力なシュートを見事に止めて見せた。試合後には、2800万のオファーを獲得。
イタリア戦では馬狼のシュートをキャッチングしカウンターの起点となった。試合後、3200万に年俸を上げている。
フランス戦では、潔とカイザーの連携ブロックによって軌道を逸らせるもゴール軌道上にあった凛のシュートを防ぐスーパープレーを披露し、年俸を5000万に上昇させた。
五十嵐 栗夢（いがらし ぐりむ）
声 - 市川蒼
ランク：300位→一次選考275位→二次選考108位→新英雄大戦36位タイ（脱落）
新英雄大戦所属チーム：バスタード・ミュンヘン（ドイツ）
実家が寺だからか坊主頭が特徴で、通称「イガグリ」。
武器は自称「諦めない心」だが、チームV戦序盤では完全に士気を失っていた。後に相手からファウルをもらう「ずる賢さ（マリーシア）」を身に付けた。
お調子者な性格で、頭をつかうのは苦手。実は寝相がとても悪い模様。
実家の寺を継ぐことが嫌で「日本代表になれれば継がなくても良い」と父親と約束し、ブルーロックに参加する。。
自己主張は強いが、実力が劣っていることを自覚している節がある（しかし、U-20日本代表との試合ではベンチ入りを果たした）。
1次選考を伍号棟の個人ランク最下位で通過し、2次選考の通過順位も判明している中では（111位ながらTOP6に選ばれた士道を除いて）最も低い。上述のU-20日本代表戦も、登録メンバーリストの掲載順は最後であった。
「新英雄大戦」においては、ドイツを選び、フランス戦でノアと同時にSBで交代出場。スターチェンジシステムの時間中(実質2分)だけでも凛の猛攻撃から二度ファウルを貰うなど、マリーシアを存分に使いこなし、300万の年棒を獲得した。脱落であることに悔しさを感じつつも、オファーを貰いプロ入りを果たせたことでサッカーを続けられるという目標を達成したことに満足しながら青い監獄を後にした。
ちなみに、原作者の金城はイガグリを（潔以上に）「読み手を普通に戻してくれる存在」と思っており、作画のノ村も「超重要な存在」と言っている。
久遠 渉（くおん わたる）
声 - 中澤まさとも
ランク：293位→一次選考268位→二次選考97位（脱落）
微笑んでいるような表情とくせ毛気味のミディアムヘアが特徴。
武器は本人曰くジャンプ力、作戦の立案。
チームZでは仕切り役で主に作戦の立案をしているが、公式サイトのキャラ説明やアプリゲーム内で作戦名のネーミングセンスがあまりない（独特）な事が判明する。また、コミュ力も高い。
青い監獄に来る前は無名の高校でサッカー部を創設し、全国制覇を本気で目指す自分と高校の部活気分でサッカーを行うチームメイトとの温度差に苦しんでいた。その過程で「自分だけでも勝ち続ける」という考えを持つようになる。
当初はチームプレイやチームの輪を重んじる発言や行動が目立ったが、チームの先行きに危機感を覚えチームWに八百長を持ちかける。チームV戦では試合に一切参加しなかったが、人生を懸けて戦うチームZの姿を見て改心しレッドカード覚悟で相手チームを妨害、それ以降（雷市に盛大に殴られはしたが）チームと和解する。
二次選考では裏切った悪評が出回り、誰ともチームを組めなかったが、クリアが遅くなった「出遅れ組」の伊右衛門と今村とチームを組むも脱落する。
伊右衛門 送人（いえもん おくひと）
声 - 綿貫竜之介
ランク：298位→一次選考273位→二次選考101位（脱落）
武器はオールラウンドなところ。
國神同様、青い監獄の良心と言える人物。頼まれると断れない性格。見た目同様に精神的にも大人であり面倒見が良く、久遠の裏切り後はチームZのまとめ役となる。本人曰く、字が綺麗らしい。
上記の性格から、一次選考では全試合に渡ってチームZのゴールキーパーを引き受け、元々FWのためゴールを決められまくるものの、終盤のPKでファインセーブを決めて見せた。
二次選考では「出遅れ組」で同様の今村と裏切りでペアが居なかった久遠とチームを組むも、選考突破ならず脱落。このため、FWはおろかフィールドプレイヤーとしてのプレーが描かれていない。
今村 遊大（いまむら ゆうだい）
声 - 千葉翔也
ランク：295位→一次選考270位→二次選考104位（脱落）
武器はスピード&テクニック。
一見やる気なく見えるがノリの軽い女好きのチャラ男でサッカーを恋愛に置き換えて考えている。
二次選考では伊右衛門同様「出遅れ組」となり、裏切りの悪評によりチームに入れず残っていた久遠と3人組を作るも、脱落。
成早 朝日（なるはや あさひ）
声 - 梶田大嗣
ランク：297位→一次選考272位→二次選考38位（脱落）
武器は裏への飛び出し。DFの目線を読み、DFラインの裏へと抜け出すステップワークを得意とする。
よく他人の食べ物をつまみ食いをするなど、ひょうきんでやんちゃな言動が目立つ。
6人兄弟の長男。事故で両親を亡くし貧しい生活を送っており、アルバイトや家事をしながらサッカーの練習に励んでいた苦労人。日本代表になって稼ぎ家族を助けるべく、青い監獄に参加する。
2次選考2ndステージの潔・凪に敗退し、引き抜きで馬狼が選ばれ脱落。潔と同じく自身が個人能力では劣る点を認めており、脱落が決まった際には、その潔が情けをかけず馬狼を選んだことに感謝し、潔に涙ながらにエールを送り、ブルーロックを去った。
吉良 涼介（きら りょうすけ）
声 - 鈴村健一
ランク：289位（脱落）
松風黒王高校のエースストライカーで、青い監獄では潔世一と同じチームZに所属していた。
"日本サッカー界の宝"と呼ばれU18に飛び級召集される噂が立つほどの実力者（しかし入寮テストでは合格していた場合、最下層のチームZとなる組に配属された）で、イガグリやスピンオフの玲王などに顔と名前を覚えられていた。
紳士的で正義感のある人物で、初対面の人物にも気さくで友好的。
当初はブルーロック計画及び絵心の考えを猛批判し、自身がトップに立つことで絵心の考えは間違っていると証明すべく参加したが、入寮テストで敗退してしまう。
これは皮肉にもランクが高かったために、ジャイアントキリングに燃える蜂楽や潔に狙われてしまったことで発生した悲劇であった。
潔と青い監獄で最初に会った時は気さくで紳士的な振る舞いをしていたのだが、自身が失格と告げられた時は納得いかず、普段の自分をかなぐり捨てて口汚く声を荒げながら絵心に猛抗議をする。しかし、ストライカーとして本質的に必要なことと「勝負から逃げたお前の負けだ」と告げられ、去り際に潔に向かって怒りと憎悪の表情を向ける。

#### 元・チームX（伍号棟）
エースの馬狼を絶対的な支柱としたチーム。当初、チームメイト達は馬狼の強さに心酔しきっていたが、己のルールで勝ち進む馬狼を扱いきれず、遂には3連敗してしまう。最終戦であるチームV戦時には、チームメイト達は馬狼への不満を顕にしていた。一次選考の最終成績は、1勝3敗の勝ち点3と得失点差-3で5位。
馬狼以外のチームメイトはキャラブックにて名前が公開された。
馬狼 照英（ばろう しょうえい）
声 - 諏訪部順一、石上静香（少年期）
ランク：一次選考250位→二次選考18位→新英雄大戦4位
青い監獄選抜ポジション：LWG（交替枠）
新英雄大戦所属チーム：ユーヴァース（イタリア）
「王様（キング）」を自称して憚らない、髪を逆立てた強面の少年。ドイツ対イタリア戦時には右側の前髪に三本の稲妻のような赤いメッシュを入れている。その傲慢に見合った実力を有しており、青い監獄で潔に最初の敗北を刻みつける。当初は潔を「ストライカーの才能がない」と見下し歯牙にもかけていなかったが、やがて立場を問わず潔と影響を与え合うライバルのような関係を構築していく。
恵まれた体格とフィジカルによる突進、それを後押しするドリブルをはじめとしたテクニック、更にゴール右上隅への正確無比な27メートル射程のミドルシュートを武器とする、様々な面においてハイレベルな能力を持つ選手。本人の才能もさることながら、プレーを支える能力の多くが幼少期から愚直な努力を重ね続けた鍛錬の結晶。二次選考では絶望を経て弾き（チョップ）ドリブルを混ぜ込んだ鋭角ドリブルをアドリブで編み出し、更に新英雄大戦ではもともと片鱗を見せていた「対象の隙を突く」能力を発展させた、GKとの一対一の駆け引きに競り勝つための中心視「捕食者視界（プレデターアイ）」、及び敵味方含めた選手でGKの視界を幻惑することで作り出した隙にシュートを打ち込む「隠密殺撃蹴弾（ステルス・キル・ショット）」をスナッフィーの教導により習得。更にスナッフィーから授けられたチームと戦術を、自分自身も積極的なプレスディフェンスを行い、そこを起点にチームメイトを運用して攻め込む戦い方へと更に進化させるなど、名実ともに「王様」としての覚醒を繰り返している。
「自分と同じようにサッカーに命を懸けてきた人間を、己のゴールで主役の座から引きずり下ろす快感」のためにサッカーをしている。周りのプレイヤーを「愚民」と称するかなりの自信家かつ傲慢不遜な性格で、自分をルールだと言い張る極めて自己中心的な性格。口も悪く、「てめえ」「殺すぞ」など、物騒な言葉づかいすらしている。その一方でサッカーのみならず非常にストイックで真面目な性格で、意固地になることもあるが、普段は向上心と研究心の塊である。また、超几帳面で神経質かつ拘りが強く、モノの整理整頓や自身が習慣としているトレーニングの実施を徹底しているだけでなく、公共の場でも高い意識でマナーを守っており、周囲の人物に対しても整理整頓やマナーを守ることを遵守させようとしている。アプリゲーム内でもルーティーンを厳守したり、主人公が差し入れたタオルや水の置き方に苦言を入れたり、プロテインの配合にも拘っている、ボールを片付けない凪に苦言するなど、いかんなく発揮している。趣味はボウリングで、マイボウルやマイグローブを所持している上、腕前も一流。
サッカーのプレーにおいて周囲の人間は自分を目立たせるために存在すると考えるようになり、自分がやりたいようにゴールをすることしか考えていない。この考えは幼少の頃サッカーを始めた時からであり、当時からその才能や実力を発揮しては自分を磨き続けていたものの、他者への理解を諦めるようになる。二次選考3rdステージでは潔がゴールを奪うために利用され、大きな挫折を味わうことで、フィールドの悪役としてゴールを奪う活路を見出し勝利する。それ以降、基本的な性格は変わらないものの潔の能力や考えを認めるような発言をするようになり、良い意味で精神的な変化も見られるようになる。プレースタイルも、味方の能力を利用し合って高めていくものへと変化する。ノアからは「ストライカーとしての資質だけならU-20カテゴリの中でも世界最上位ランク」と、その才能を高く評価されている。
三次選考は知っている人とチームを組んでも成長に繋がらないという理由から、凪のチームを避け、チームBを希望する。TOP6以外で点を決めた数少ない選手。U-20日本代表戦ではスタメンには選ばれなかったものの、絵心から指名された最後の交代枠、ジョーカー（切り札）として乙夜に代わり出場。味方である潔を執拗に付け狙うという奇策によってフィールドに混沌を呼び、相手DFを混乱させるが対応される。最後は潔と凛の動きを読み切り、潔から凛へのラストパスだけを狙い続け、愛空をも出し抜いてそのまま得点した。だが興奮のあまりユニフォームを脱いだことでイエローカードをもらう。
「新英雄大戦」においてはイタリアを選択。当初は指導者であるスナッフィーの「サッカーは仕事である」という哲学に対してひとり反発していたが、その態度が彼の興味を買い、1on1で自分を圧倒したスナッフィーから「ユーヴァースの王」という後継者に指名される。それに対してもまた固辞するものの、ロレンツォとの会話を経て自分を「世界の王」としてプロデュースすることと引き換えに、スナッフィーから「眼」の使い方と戦術、更に自分を中核としたユーヴァースというチームを授けられる。しかしドイツ戦で戦術に則った動きで得点が伸び悩んだため「退職願」を叩きつけ叛乱。負けても全ての責任はスナッフィーが負うというチームの体制に「絶望が足らない」と吼え、チームを乗っ取った。失敗すれば人生が狂うほどの絶望を天秤に掛けて戦い、潔とカイザーの守備を縫い、二人の指導者がフィールドにいる状況で二点目を叩き込んだ。その後スナッフィーに打ち勝つため、彼の引退を撤回させる。
年俸額は0円（一試合目）→1億円（二試合目）→1億3000万円（三試合目）→1億5000万円（最終結果）。
明治 心（めいじ はあと）
声 - 藤澤奨
ランク：一次選考251位(脱落)
背番号6番のオールバックの選手。
チームZ戦で馬狼にマークを集中させている隙をついて1点ゴールを決める。
38話にて脱落時のランクも251位から変動していなかった。
森永 大弥（もりなが だいや）
声 - 内田修一
ランク：一次選考246位(脱落)
背番号4番。チーム内の司令塔をしていた描写が原作、スピンオフ共に確認出来る。
番区 柔（ばんく やわら）
ランク：一次選考249位(脱落)
背番号3番。最終戦であるチームV戦において、馬狼の独りよがりなプレーに対する不満特に顕にしていた。
江崎 千尋（えざき ちひろ）
声 - 篠原彰宏
ランク：一次選考253位(脱落)
背番号5番。最終戦であるチームV戦において、番区同様に馬狼の独りよがりなプレーに対する不満を特に顕にしていた。
三賀 理安（さんが りあん）
ランク：一次選考243位(脱落)
背番号11番。
大堂 無頼（だいどう ぶらい）
ランク：一次選考244位(脱落)
背番号9番。
土戸藻 優座（どこも ゆうざ）
ランク：一次選考245位(脱落)
背番号1番。
高良 流斗（こうら ると）
ランク：一次選考247位(脱落)
背番号8番。
大塚 昂生（おおつか こうせい）
声 - 杉林晟人
ランク：一次選考248位(脱落)
背番号7番。
英油 使輝（えいゆ つこてる）
ランク：一次選考252位(脱落)
背番号2番。

#### 元・チームY（伍号棟）
不気味なほど組織的なチーム。大川が中心だと思われていたが、実際は裏で二子がチームを操っていた。一次選考の最終成績は、1勝2敗1分けの勝ち点4と得失点差-8で4位。
二子 一揮（にこ いっき）
声 - 花江夏樹
ランク：一次選考255位→二次選考63位→新英雄大戦15位
青い監獄選抜チームポジション：CB  背番号は3番。
チームYの司令塔。武器は潔と類似した空間認識能力とチームを支配する頭脳。
前髪が長く目が隠れている。話す相手が同年代でも敬語や丁寧語で話すが、自信に満ちた発言をすることもあり、冷静と慇懃を併せ持つ性格。
中学生までは遊戯王を趣味としており、公式大会でも優勝するほどの実力を持っていた。趣味以外のことには基本無頓着で、クラスメイトのサッカー部員によるいじめに対しても無関心だったが、大切にしていた遊戯王のカードを破られたことで激昂。その際に「君の大切にしているものを潰す」と100日後にサッカーの試合を宣戦布告した。当時二子自身はサッカー部員ではなかったが、自身の持ち前の運動神経に加え、趣味で鍛えられた戦術眼を駆使して的確な指揮を取り、他部活のエースの寄せ集めチームでありながらサッカー部相手に圧勝した。この勝利の暁にサッカー部へ入部し、高校でもサッカー部を続けていた間にブルーロックへの招待を受ける。
一次選考初戦のチームV戦において既に空間認識能力を発揮しており、先陣のボールの奪い合いによるこぼれ球を奪い取った（しかし、直後に一次選考の素質を見破った玲王により奪われた）。
続くチームZ戦では司令塔に徹し、ゴールは同チームの大川に任せていたが、敗北して以降自分でゴールを狙うプレースタイルに変更。結果的に大川からチーム内得点王を奪取し、二次選考に進出する。
二次選考では斬鉄・柊とチームを組み、4thステージから降格した凪・馬狼・千切チームと対決する。柊による弱点分析を元に前半は優勢をとっていたが、試合中に弱点を克服されたことで一気に劣勢に追い込まれ敗北。この際「データ以上の存在が都合よく奇跡的に生まれるなんてあり得ない」と吐き捨てた柊に対し、「そんな存在を生み出す場所が青い監獄であり、それを見誤っていたことが敗因だった」と冷静に分析し、さらに生まれ変わるべく闘志に火をつけた。この試合で斬鉄を奪われ、さらに柊とも別のチームで突破したことから、少なくとも2敗していることが窺える。
U-20日本代表戦日本代表戦では高さもスピードも並みだが、ボール奪取力と空間読解に長けた頭脳を買われ、センターバックを務める。前半戦、絵心が一目置くほどの空間認識能力と読みの深さを活かしたディフェンスで、カウンターによる反撃に繋げる活躍を見せる。後半戦が開幕してすぐ、決死のブロックにより士道の攻撃を防ぐことに成功するが、その際に足首を負傷。試合の最中にDFとして相手FWを潰すことに快感や面白さを覚え始め、潔に自身の心境を「君と出会ってから自分が変わって行く事が怖くない」と語るが、足首の負傷に伴い玲王との交替を命じられる。
「新英雄大戦」においてはイタリアを選んだ。スナッフィーの選手1人1人の個性を活かした無数の戦術パターンや、それを自分達が失敗しなければ勝てると言う哲学を面白いと考え、ここで生き残ったら間違い無くド成長できますと他のメンバー達に言った。初戦のフランス戦には出場はしておらず、スペイン戦では詳細は不明だが、2350万の年俸でのオファーを獲得した。
ドイツ戦でのポジションはMFであり、『超越視界』のような空間認識能力を発揮し、潔とボールの動きから危険なポイントを予見することで潔のブロックに成功した。このときまで無自覚に能力を使用していたが、潔の解説を聞き、『超越視界』の言葉に強く興味を持ち、意識して使うようになった。しかし、まだ不完全なため全体を見ることは出来ておらず、潔の動きによって背後から迫った雷市に気づくことが出来ず、ブロックされた。馬狼がチームを乗っ取った際には一瞬戸惑ったが、スナッフィーに叩き込まれた無数の戦術を思い出して即座に対応した。試合後には、年俸を3000万に上昇させている。
イングランド戦後には、年俸を4000万に上昇させている。
大川 響鬼（おおかわ ひびき）
声 - 新祐樹
ランク：一次選考254位(脱落)
名は体を表すが如く、モヒカン頭でヤンキー風の見た目をしている。
武器はGKのタイミングを外すフェイントを駆使したシュートテクニック。本人曰くメンタルコントロールが上手いらしい。
熊本県大会得点王の実績を持ち、吉良と同様に知名度が高い。
一次選考で二子がエゴに目覚めたのもあってかパッとしないまま、チームY敗退に伴い脱落。

#### 元・チームW（伍号棟）
エースコンビの鰐間兄弟を主軸としたチーム。一次選考の最終成績は、1勝1敗2分けの勝ち点5と得失点差-1で3位。
鰐間 淳壱（わにま じゅんいち）
声 - 鈴木崚汰
ランク：一次選考233位→二次選考79位→三次選考30位（脱落）
チームWのエースコンビ。鰐間兄弟の双子の兄の方。弟の計介からは「お兄」と呼ばれる。千切とは同じ高校。
武器は計助との以心伝心連携（アイコンタクト）。
普段はとんがり気味の髪、丸まり眉毛にへの字口と計介との違いがわかりやすいが、笑うと眉以外瓜二つになる。
基本的に計助が淳壱の言葉を代弁して会話しているが、実際は喋ることが出来る。
雷市、我牙丸らと共に二次選考を突破している他、2人に対して喋ってコミュニケーションをとっている様子も確認できる。2人のプレースタイルをべた褒めしたうえで二次選考のチームに加えてもらうように説得したことが番外編で明かされている。
「新英雄大戦」ではイングランドを選んだ。フランス戦後に400万、イタリア戦後には820万のオファー年俸を獲得する。脱落による退出時、ジャージを着ていたことから、最終戦であるスペイン戦は未出場であったと考えられる。
アプリゲーム内では「口下手」が強調され、計介が居ないときには身振り手振りで伝えるシーンが有る。また「口下手」である事等で計介に頼りきりなのを悩んでいる、弟の前でいいところを見せようとするなど、キャラが掘り下げられている。
鰐間 計助（わにま けいすけ）
声 - 鈴木崚汰
ランク：一次選考232位（脱落）
チームWのエースコンビ。鰐間兄弟の双子の弟の方。千切とは同じ高校。
双子の兄・淳壱とのコンビネーションプレイを得意とし、アプリゲーム内ではその場に居なくとも淳壱の動きがわかるらしく、それを利用した練習をしている事が発覚した。
普段は笑っている顔と短い眉と兄・淳壱より短い髪で違いがわかりやすいが、兄・淳壱が笑うと眉以外瓜二つになる。
一次選考でチームW敗退に伴い、脱落。兄の淳壱がサッカー選手で有名になったら、モノマネ芸人「計助・デビッドソン」としてやっていくとのことである。

#### 元・チームV（伍号棟）
凪・玲王・斬鉄の主力ストライカーによる、凄まじい攻撃力が持ち味のチーム。伍号棟最強のチームと呼ばれている。一次選考の最終成績は、3勝1敗の勝ち点9と得失点差+14で1位。スピンオフ作品「EPISODE 凪」では、一次選考はこのチームをメインに物語が進行される。
凪 誠士郎（なぎ せいしろう）
声 - 島﨑信長
ランク：251位→一次選考221位→二次選考7位(最終6位)→新英雄大戦24位（脱落）
青い監獄選抜チームポジション：OMF   背番号は7番。
白宝高校2年生。サッカー歴半年の天才FW。スピンオフ作品「ブルーロック-EPISODE 凪-」では主人公。
武器は桁外れのトラップ力。桁外れなトラップ能力の高さは、全身の筋肉のしなやかさと流動性によるもの。トラップ時に衝撃を受け止める脱力に関しては世界トッププレイヤーのクリスから俺以上と評価されている。また、様々な体勢・状況でシュートを打ちに行けるほど身体能力も高く、自身のトラップ力を活かしたドリブルやパスにも優れている。トラップでチャンスからフィニッシュに繋がる力は高いが、チャンスを作る技術に関しては持っておらず、またサッカーを始めて半年なため、サッカーの知識や経験不足による『創造性（クリエイティブ）』の欠如などの弱点がある。良くも悪くも味方のサッカー能力に依存してしまうためクリスから「パートナーがそっぽを向けば存在が無価値になる」と警告されている。
伍号棟のトッププレイヤーで玲王とは同じ高校。当初はサッカーに興味が無かったが、玲王から才能や潜在能力を見込まれ誘われる形でサッカーを始める。
ルーズな性格であり、私生活や練習の合間を見ては携帯ゲームをよくやっている。試合や練習が無い日はゲームセンターでアーケードゲームに興じていることもあり、ゲームの腕前は本物だが、面白そうなゲームがあれば友人との約束をそっちのけにしてしまうほどのゲーム脳であり、知る人からは窘められている。
親元を離れて一人暮らしをしており、めんどくさくない話し相手が欲しいという理由で、「チョキ」と命名されたサボテンを育てている。青い監獄に行っている間は玲王の世話係であるばあやに預けている。
最初は選考に参加することに乗り気ではなかったが、玲王の熱意に押される形で「最後までいっしょにいる」ことを玲王に約束して、選考に参加する。
チームZに敗北はしたものの、サッカーの面白さを知るようになる。これ以降、認めた相手には強い信頼を寄せる一面が目立っていく。二次選考からは空き時間でも、トラップの上手い選手の動きを参考にトラップの勉強をするようになったりと、向上心も見せ始めている。
閃きと潜在能力を開花させ試合を重ねるごとに大幅に進化し、周囲を驚嘆させている。U-20日本代表戦ではそのトラップ能力と常識を越えるシュートを評価され、潔と共にオフェンシブミッドフィールダーを務める。
前半戦では糸師冴に1点取られるも、凛を起点にした反撃と味方のプレーによってチャンスを作り、自身のトラップ力を遺憾なく発揮したシュートで同点ゴールを決めて見せた。
「新英雄大戦」においてはイングランドを選択。イングランドチーム「マンシャイン・C」の指導者クリスやエースFWであるアギの提案により、自分の弱点である創造性の欠如を踏まえた上での、練習テーマとして「能動的なフットボール」を目指して、トラップを起点としたゲームメイクに挑戦する。
ドイツ戦中盤にて、「今の玲王となら、潔にも勝てる」という"夢"から玲王に再び手を組むことを望む。玲王のアシストから五連式回天空砲蹴撃（ごれんしきリボルバー・フェイク・ボレー）を決め、2点目を上げる（なお、このプレーに再現性は無いと潔や絵心は言及している他、クリスの指導に背いて玲王にゲームメイクを任せたことからアギにも失望された）。このプレーによって世界中を魅了させたことで、試合後には8800万のオファーを獲得した。
しかしフランス戦では、凛を相手に奮闘している姿はあったものの1点も獲得できず、年俸も4300万に下落した。イタリア戦では、ロレンツォの妨害に反応が遅れ、点を逃すなどプレーの粗が目立っていた結果、4000万に年俸が下がることとなり、最終試合ではチームに献身的な動きをして生存を狙うものの、決定機に恐怖に飲まれ、玲王にパスをだしてしまったことで蜂楽にカットされ敗北。最終年俸は2400万まで下落し、脱落となった。
フランスやイタリア戦後、凛や馬狼に対して「自分の目標を達成した後はどうするつもりか」と問いかけるなど、自身の目標を見失い暗中模索している描写が見られたが、最終的に自身の脱落した原因は「才能以上の成功体験をしてしまったこと、そしてその成功体験に満足してしまったことで才能を枯らしてしまったから」であったと脱落時に絵心より指摘された。この指摘を受け入れ、玲王にこれまでの感謝の言葉を遺しながら、青い監獄を後にした。
御影 玲王（みかげ れお）
声 - 内田雄馬、稗田寧々（幼少期）
ランク：250位→一次選考222位→二次選考10位→新英雄大戦7位
青い監獄選抜チームポジション：CB（交代）背番号:14
チームVのリーダー格で凪と同じ白宝高校出身。凪同様サッカー歴は半年。
全ての能力が高レベルで纏まっているオールラウンダーで、得点の起点としてゲームメイクを行う。作戦の立案を担当している参謀格でもある。三次選考からは、後述にある「相手の技やプレーを自身の器用さを遺憾なく発揮してコピーする」という新戦法「複写変化（カメレオン）」を編み出した。
総資産7058億円を誇る「御影コーポレーション」の御曹司。幼いころから全てに恵まれており人生を退屈に感じていた中でサッカーW杯優勝を夢見るようになったが、両親からは反対されていた。どうやって成し遂げようか悩んでいる時に凪と出会い誘った経緯がある。育ちもあってか、自分本意な考え方や短気な性格といった精神的な未熟さもある。
サッカー歴半年でありながらコネの力を利用してサッカー部のキャプテンに上り詰める。名門校である青森駄々田高校との練習試合を視察に来ていたアンリの目に止まったことがきっかけで、凪とともに青い監獄へ招待される。
二次選考で凪が自分ではなく潔とチームを組んだことから敵対心を抱き、さらに自分以上に進化する凪との差を痛感している。
適性試験では凪と同じチームになり、「複写変化（カメレオン）」で雪宮のジャイロシュートを複写（コピー）し、ゴールを奪い新たな進化を遂げる。その試合には敗れるも、一度は見切りを付けられた凪との関係に修復の兆しが見えた。
U-20日本代表戦ではベンチ入りを果たし、後半戦、二子の負傷による交代で士道を抑える役割として出場。U-20チームのDF陣のそれぞれの守備能力をコピーして士道を迎え撃つ。また、誰よりも一番見てきた凪のプレーであるトラップ技術のコピーを行うことでカウンターに繋げた。
「新英雄大戦」においては「金の匂いがする」という考えの下でイングランドを選ぶ。また、偶然ではあるが凪と同じチームともなった。クリスからどんな選手になりたいかと理想を聞かれた問いかけには「俺一人の力で世界一になれる力が欲しい。」と答え、クリスの元で練習を重ねてドイツ戦ではMFとしてスタメンに選ばれている。試合では自身の器用さを遺憾なく発揮するために、身体能力の強化と自分が現状で想像できる理想のプレイスタイルとして糸師冴と凛の兄弟のプレーを組み合わせた戦いを習得した。さらにドイツ戦終盤にて、潔の得た"超越視界（メタ・ビジョン）"も会得した描写がされている。
ドイツ戦にて、凪の強い"夢"を聞き入れ、封印していた凪とのイマジネーションを解放、ラストパスを凪に出し、得点に繋げた。クリスから最初に言った自身の理想を諦めたのかと聞かれると、クリスに元々自身の夢は「W杯優勝」で、そのためなら自身が凪の右腕になってもいいし、"青い監獄"も踏み台にしてやるとエゴを語った。また、最後のプレーでは潔の予想すらをも上回る立ち回りをして雪宮のシュートに対してブロックを試みたが、雪宮の新たな武器『剣撃墜弾』（ソードスクリュー）の前にシュートを止められず敗北した。しかし、攻守共に優れたプレーが評価され、試合後には4000万のオファーを獲得した。
しかし、フランス戦では大きな活躍が無かったのか、3600万円に下落した。イタリア戦では、さらに年俸を3400万円まで下落させており、アギから「共依存」だと言われ、共倒れになる前に凪から離れるよう忠告を受けていた。
スペイン戦では、凪を気にかけつつもチームを勝たせることを最優先にした戦法に変更し、千切へのアシストで先制点を上げた。さらにスターチェンジシステム中に、クリスのアシストと鼓舞を受け、乙夜の動き出しをコピーすることで自ら得点、7800万まで年俸を上昇させた。
なお、「新英雄大戦」において外国人選手を招聘した際には、超高性能な翻訳機が御影コーポレーションによって全選手に提供されている。
剣城 斬鉄（つるぎ ざんてつ）
声 - 興津和幸
ランク：241位→一次選考223位→二次選考53位→新英雄大戦19位
武器は爆発的な加速力と、左足の正確なシュート。
あまり頭はよくなく、自身もよく理解しきれていない熟語や横文字を用いても上手く伝わらず、その度に玲王と凪からは「バカ斬鉄」と呼ばれている。一方で、激昂した玲王を諫めたりする等、冷静な一面も持つ。
親しくない人からバカと呼ばれることを嫌う。小学生時代、交通料金の計算が苦手なことを周囲からバカにされることが嫌で公共交通手段を使わずに走って移動し、その際に自身の足の速さに気づき、サッカーを始める。サッカーで頂点に立ち、世界一尊敬されるバカになることを夢としている。
予選時（オニごっこ開始時）は棟内最高順位であった。
二次選考において二子・柊とチームを組んでおり、凪・千切・馬狼チームに敗北するも引き抜かれる形で三次選考へと進出した。
U-20日本代表との試合では、絵心が選んだサブメンバーの一人に選ばれていた。試合には出なかったが、キャラデザインにて背番号は15であったことが明かされている。
「新英雄大戦」においては「頭良さそうに見える。」という理由でフランスを選んだ。
イングランド戦後に、800万の年俸が付いた。スペイン戦では士道を中心としたフォーメーションに就き、年俸を2300万円に上昇させる。最終戦のドイツ戦では、士道をマンマークしていた國神を一時的に剥がすなどの活躍をし、最終的に3300万での入札があった。
実家は歯医者を経営している。
根本 蒼太（ねもと そうた）
声 - 杉林晟人
ランク：一次選考226位→二次選考進出(脱落)
背番号3番。長髪の上からヘアゴムを巻いている。
アニメでは潔より先に二次選考を突破したように描かれており、二次選考待機シーンでモブとして描かれていた。
初戦後の献立はきんぴらごぼう。
土方 喜三郎（ひじかた きさぶろう）
声 - 藤澤奨
ランク：一次選考228位→二次選考脱落
背番号1番。
チームZ戦ではGKを務めていた他、「EPISODE 凪」においてチームリーダーとして選手分析を行っていた描写も確認出来る。
初戦後の献立はひじき。
温芽 真澄（あたため ますみ）
ランク：一次選考224位→二次選考脱落
背番号6番。初戦後の献立は肉まん。
海老名 修平（えびな しゅうへい）
ランク：一次選考225位→二次選考脱落
背番号7番。初戦後の献立は天ぷらそば。
鳥飼 漢二（とりかい かんじ）
声 - 杉林晟人（9話、11話）、善養寺恭平（10話）
ランク：一次選考227位→二次選考脱落
背番号8番。初戦後の献立は親子丼。
保灰 力也（ほはい りきや）
声 - 篠原彰宏
ランク：一次選考229位→二次選考脱落
背番号4番。初戦後の献立はほうれん草のおひたし。
練馬 烈（ねりま れつ）
声 - 善養寺恭平
ランク：一次選考230位→二次選考脱落
背番号2番。初戦後の献立はカニカマ。
緑川 平和（みどりかわ ひらかず）
ランク：一次選考231位→二次選考脱落
背番号5番。初戦後の献立はシューマイ。
舐岡 了（なめおか りょう）
声 - 木村昴
ランク：252位(脱落)
サッカー全国大会常連校・青森駄々田高校のキャプテン。玲王の父による差し金として白宝高校に試合を挑み、敗北。その後、チームV内で凪・玲王と再会するが忘れ去られていた。
傲岸不遜な性格であり、白宝高校との練習試合時は相手を「ザコに毛が生えた程度のボンボン学校」と見下していた。
高校生離れした肉体を駆使して力押しする戦術を得意とする。
入寮テストで、凪の放ったシュートを斬鉄が避け、その背後にいたところを直撃し、そのまま戦闘不能になり脱落した。
本編には登場せず、スピンオフ作品である「EPISODE 凪」にのみ登場している。

#### 上記以外の参加者
潔達とは別の棟にいた参加者。同じ棟に居た者同士や同じチームだった者同士の面識が曖昧であることが多く、かつて同じチームであったはずが赤の他人であるかのように描写されていることもある。
糸師 凛（いとし りん）
声 - 内山昂輝、寺崎裕香（幼少期）
ランク：一次選考221位→二次選考1位(最終1位)→新英雄大戦1位タイ
青い監獄選抜チームポジション：CF  背番号は10番。誕生日は9月9日。身長186cm。血液型はA型。16歳。神奈川県鎌倉市出身。
青い監獄の現トップランカー。天才MFとして有名な糸師冴の実の弟。兄同様下まつげが特徴的であり渾名に使われやすい。
基本的に同格以下の相手には高圧的で高慢な部分が目立つものの、認めた相手には実力や潜在能力を評価したりする公正さも持つ。また、英語を流暢に話せる語学力も持っている。
日本代表となって、兄である冴を超えるために青い監獄に参加した。
冴とはかつて、自身がサッカーを始めたころはどこに行くにも離れない仲の良い兄弟で、「冴が世界一、凛は世界二のストライカー」の夢を追いかけていた。冴が海外に渡って以降、自身も腕を磨き続けたことで自身が所属しているチームを日本一に導いていく選手になっていく。そんな中、不意に帰ってきた冴が目の前に現れ夢を「世界一のMF」へ切り替えたと打ち明けられた際は、納得できずに反論し1対1の勝負をするも、世界に揉まれレベルの高さを知った彼に惨敗する。冴と夢が追えないならサッカーをやる意味が自分にはないと本音を打ち明けた際は、冴から兄弟とはとても思えない非情な言葉をぶつけられ、憧れていた冴と決裂した。
「技術」「戦術眼」「身体能力」全てを高次元で兼ね備え、2つのシュートを空中でピンポイントで命中させるほどのキック精度の持ち主。潔と同じ空間認識能力も持ち合わせている。本領は相手の思考を思うままに操って支配する戦法で、フィールド全体に操ることが可能。仲間の潜在能力ギリギリのプレーを引きだすことができる。
サッカーを命を懸けた殺し合いだと考えている。また、作中でも随一のストイックさを持ち、格上の相手でも決して諦めることなく全力で戦う姿勢を最後まで貫けるほどに精神力も強い。二次選考4thステージ以降、潔を多少認めるようになる。
適性試験での得点率は最も高く、U-20日本代表戦におけるチームの中心としてセンターフォワードに選ばれる。U-20日本代表戦の前半は攻撃の中心となってプレーしながら、兄・冴とマッチアップしていくも、敵わず終いになってしまう。それでも前半戦が終了する直前でオリヴァ・愛空を出し抜いた見事なゴールで逆転して見せ、チームメイトの懸命なディフェンスもあって、前半戦は1点リードで終わらせた。
後半戦において冴にボールが渡った際、「自身が冴だったらどうするか」と考えを張り巡らせ、自陣のペナルティ・エリアまで走り込み、士道にパスが渡る前にブロックに成功した。後半戦終盤、冴のコーナーキックに対して読みを外し、さらにそれを潔に止められたことから「青い監獄が俺をひとりにさせてくれない」と自身を取り巻く全てのものに気持ち悪さを覚える。そして今までの合理的な戦術を捨て、相手の得意な分野を引き出しつつそれを真っ向勝負で潰しにかかることに歓喜する、冴の「美しく壊す」とは対極ともいえる「相手を醜く壊す」戦術へと変わる「FLOW」へ突入した。集中力が極限まで高まっているせいか、目を常に刮目し、口を開けたまま舌を垂らした状態で固定化され、尋常ではない様相になる。
最終盤で冴と最後の一騎打ちになった際は、叶わず終いだった前半戦と打って変わり一歩も退かない攻防の末、動きを読み切って見事なディフェンスでボールを弾き飛ばしたことで一瞬ながら冴を超えて見せた。そしてそのボールを潔が決めて見せたことでチームは勝利した。終了後は潔から自身がいなければ出来なかったと感謝の言葉を伝えられるも、自分が決め切ることの出来なかったゴールを決められた屈辱と、更には冴から日本サッカーを変えるのは潔かもしれないという言葉を聞いたことが怒りと憎悪を滾らせ、この瞬間から潔は自身の宿敵（ライバル）だと宣言。さらに「忘れるな、絶対殺すって意味だ」と言い残した。
「新英雄大戦」においてはフランスを選び、初戦の相手であるイタリアから2点を獲得、イングランド戦ではハットトリックに成功、スペイン戦ではさらに1ゴールを決め、それぞれ3600万、1億8000万、1億9800万の年棒を獲得した。
最終戦であるドイツ戦では自らの破壊衝動が「命懸けで凄い奴を破壊したい」という"生命を懸けた破壊"であることに気づき、その衝動に身を任せるようにプレーし、1ゴール獲得、最終的にレ・アールより2億4000万円で入札された。
蟻生 十兵衛（ありゅう じゅうべえ）
声 - 小西克幸
ランク：二次選考2位→新英雄大戦13位
青い監獄選抜チームポジション：CB   背番号は2番。栃木県出身。
武器は高いジャンプ力と195cmという高身長からの日本人離れした四股による長いリーチ。
美意識が強く、ナルシストな性格。自身が思う「オシャ」にあてはまれば敵であっても敬意を示すものの、自分の古風な名前にコンプレックスを持っており、それを指摘されると激しく動揺する。
「オシャ」という言葉を多用する、セリフの「俺」が大きい太字になるといった独特な話し方をする。
U-20日本代表戦では高さと手脚のリーチの長さを買われセンターバックに選ばれる。前半戦終了間際、糸師冴の強力かつハイレベルなシュートで追いつかれそうになったところを自身のリーチの長さと執念で止めて見せ、前半戦リードで終了する立役者となった。
「新英雄大戦」においては「フィレンツェが俺を呼んでいる。」という考えの下でイタリアを選んだ。初戦からDFとして参戦するも、試合相手のフランスチームに敗れる。最初の入札年俸額は500万円で、スペイン戦後には2500万、ドイツ戦後には3500万、イングランド戦後には4500万の最終年俸を獲得した。
第1話の強化選手が並ぶ場面に登場しており、当初はモブとして扱うつもりで描いていたが、原作担当の金城が気に入り、キャラとして採用されたことがキャラブック内で明かされている。
時光 青志（ときみつ あおし）
声 - 立花慎之介
ランク：二次選考3位→新英雄大戦25位（脱落）
17歳。新潟県出身。
武器はケタ違いの俊敏反応（クイックネス）。さらに馬狼と互角以上のフィジカルや体幹、無尽蔵のスタミナを持つ。
お人好しではあるものの、かなりネガティブな性格。ただし一応勝ちたい気持ちが勝つのか試合では全力を出す。後ろ向きな発言や無自覚に煽る発言をして相手を困惑させたり怒らせることが多い。
世界的に有名なサッカー選手の名前は勿論、異名や特筆すべき部分を細かく覚えているほどのサッカーオタクでもある。
U-20日本代表との試合では、絵心が選んだサブメンバーの一人に選ばれていた。試合には参加しなかったが、背番号は20であったことがキャラデザインにて明かされている。
「新英雄大戦」においてはフランスを選んだ。イングランド戦後には、1000万の年俸を獲得した。スペイン戦では、凛を中心としたフォーメーションに就き、2300万の年俸を獲得した。
ドイツ戦ではノア相手にファウルを取ってしまったこともあり、年棒は2200万に下がり脱落した。
蟻生同様、第1話の強化選手集合が並ぶカットにモブとして登場しており、原作担当の金城にキャラとして採用された。
士道 龍聖（しどう りゅうせい）
声 - 中村悠一
ランク：二次選考111位(最終2位)→新英雄大戦3位
U-20選抜特別参加（後半戦）。
東京都出身。メンバーで唯一の無所属。
色黒の肌で金髪にピンクのグラデーションがかった派手な髪型が特徴。潔とは別の棟の得点王。暴力を振るうことに躊躇いのない粗暴な性格。一方で試合中や普段の生活の中でも、ひょうきんな発言をすることが多い奔放なところも目立つ。
身体能力やセンスが非常に高く、どのような体勢や状況でもペナルティエリア内ならばゴールポストに背を向けた状態からシュートを決めることすらできる得点力を持つ。一方でゲームメイクやディフェンス力は荒削りでペナルティエリア以外では相手に後れを取ることもあるが、初めて戦った國神や玲王の特性を瞬時に見抜くなど観察眼にも長けている。
サッカーを「生命活動」と発言するなど、独特な言い回しが多い。「俺ほどサッカーを正々堂々愛する男はいない」と言い切る等、強い価値観や美学を持ち、自分が満足しない相手には暴力を振るうが、認めた相手は素直に褒める公正さを持つ。
自分がゴールを奪うことだけに集中しているプレースタイルであるため、合理的思考で点を奪うスタイルの凛とは相性がかなり悪い。実際、三次選考での試合中や終了後に凛との罵り合いや殴り合いが絶えなかった上に凛からパスどころか見向きすらされない場面もあり、三次選考における全試合終了後は凛に惨い暴言と決して軽くない怪我を負わせた。
後に糸師冴の希望により（絵心が凛を中心とするチームにしていくのに士道は合わないという意向もあるが）、士道はU-20日本代表の一員として引き抜かれ、倒すべき相手として立ちはだかる結果になってしまった。
U-20日本代表との顔合わせのミーティングにおいて、エースである閃堂と諍いを起こし、愛空に抑え込まれて沈静化するもチーム内の不和を起こしたことなどから序盤はベンチに下げられる。しかし、ハーフタイムにおいてU-20に失望した冴を留めるための愛空の指示により、後半戦開始時に出場。冴と抜群の化学反応で圧倒的な攻撃力を発揮し、冴のFKから同点ゴールを決める。その後も冴の放つ「挑戦のパス」に向き合い続けた結果、青い監獄選抜チームよりも先にFLOWへと突入、ペナルティエリア外からオーバーヘッドというスーパーゴールを決めることにも成功する。また、そんな冴に対し実力やポテンシャルを誰よりも認めるようになり、友好的に接しては連絡先の交換を自ら申し出るくらい親しげになっている（当の本人は士道の馴れ馴れしさを煩わしく思いながらも、「ハットトリック決めたら考えてやる。」と返している等、それほど憎からず思っている）。
最終盤、冴が凛の考えを超えたパスを出しハットトリックを決めかけるも、読み切っていた潔にギリギリ止められてしまう。その後も点を取れず潔が決勝点を決めたことでU-20日本代表は敗北してしまう。しかし、冴が凛との1対1でミスしなければ決められていたという理由で3点目とカウントし、その後冴と連絡先の交換を果たした模様。
「新英雄大戦」においてはフランスを選んだ。初戦から1点を取る活躍をし、試合後に2000万円の年俸がかけられると「肉がいっぱい食える」と胸を躍らせていた。イングランド戦後は2500万の年俸を獲得し、続くスペイン戦では決勝点含む2ゴールを決めたことで、年俸を1億円まで上昇させた。最終戦であるドイツ戦では、シャルルとの爆発的な化学反応を見せ、「最高の共鳴」によるノールックでのシュートを決め、先制点をあげた。以降國神によるマンマークもあり、大きな活躍こそ無かったが、最終的にP・X・Gより1億6000万で入札された。
烏 旅人（からす たびと）
声 - 古川慎
ランク：一次選考チームV→二次選考69位(最終3位)→新英雄大戦11位
青い監獄選抜チームポジション：DMF   背番号は6番。大阪府出身。
泣きボクロと関西弁が特徴。氷織とは元々同じ関西のユースチームに所属していた。氷織よりも年齢は1つ上。自ら「分析屋」を名乗っており、人間観察を趣味とするなど、他人の行動や心理に興味を示す。しかしその趣味は折り紙つきで、氷織の心理状況を一プレーで見抜いたうえ、氷織の零した言葉に対して「まずは自分に『期待』しろ」と核心を突いたアドバイスを残している。
自身が何一つ面白くない「凡」であることにコンプレックスを抱いており、そんな自身の本心を悟られまいとする防衛本能から、自然と人間観察をするようになった。「凡」な自身を凌駕する才能を持った人には、敬意として「非凡」と呼ぶ。
二次選考4thステージでは、乙夜・清羅・日不見と共に凪・馬狼・千切・斬鉄に挑み、敗北する。
三次選考ではTOP6入りを果たし、乙夜と共にチームB代表に選出される。乙夜とは一次選考からの付き合いで、表裏の無い乙夜に対しては、自身の本心を読み合わずに済むことから気に入っていた。
相手の重心をずらすフェイント技術と長い腕を用いたハンドワークで自身に有利な領域を確保しながらボールをキープすることを得意とする。マークした相手の弱点をつき徹底的に追い詰める戦い方を好むことから、「殺し屋」の異名で恐れられている。「EPISODE凪」ではどんな時でも熱くなって判断力を低下させない「冷静」こそが自分の武器と自覚している。
対日本代表戦では、青い監獄No.1のボールキープ力と分析力を活かした心臓役としてボランチを務める。
攻守に渡って攻めのチャンスを作ったり、ディフェンス立て直しまでの時間稼ぎ、更にはシュートを決めるきっかけの一つを自ら作るなど、得点は出来なかったもののチームの勝利には貢献できた。
「新英雄大戦」においてはフランスを選んだ。初戦はMFとして参加し、試合相手のイタリアチームに勝利する。スペイン戦ではロキの指導のもと、士道を中心としたフォーメーションに就く。ドイツ戦終盤では超越視界を習得した描写も見られた。
イタリア戦後に1200万、イングランド戦後に2400万、スペイン戦後には3500万、ドイツ戦後に5500万の年棒を獲得した。
乙夜 影汰（おとや えいた）
声 - 河西健吾
ランク：一次選考チームV→二次選考33位(最終4位)→新英雄大戦9位
青い監獄選抜チームポジション：RWG（前半）RSB（後半） 背番号は9番。
アシンメトリーな白髪に緑色メッシュの入った髪型。ローテンションな振る舞いが特徴の選手。深く考えずにノリで生きている。「ちゅーす」が口癖。とてつもない女好きで本人も非常にモテるチャラ男。
二次選考4thステージでは、烏・清羅・日不見と共に凪・馬狼・千切・斬鉄に挑み、敗北する。
三次選考ではTOP6入りを果たし、烏と共にチームB代表に選出される。
忍者の末裔であり、忍者の如く相手の影をすり抜けるように突破する高い俊敏性を持つ。相手を引きつける烏の特技と非常に相性が良く、一次選考から培われたそのコンビネーションの完成度は青い監獄内でもトップクラスと言われている。日本代表戦では、雪宮と共にウイングを務める。氷織が出場してからはサイドバックにポジションを変更した。そして馬狼が出場してから彼と交代する。
「新英雄大戦」においては情熱の国というイメージからスペインを選ぶ。第一試合から蜂楽と共にスタメンに選ばれて出場し、得点こそ取れなかったが、蜂楽を他のチームメイトと見事な連携でフォローする活躍を見せた。ラヴィーニョ曰く誰とでもノリを合わせることが出来るスペインのダイナモ。華々しく活躍する蜂楽の影で、新英雄大戦後半からは自らも得点をあげるようになる。
ドイツ戦後に900万、イタリア戦後に2200万の年俸を獲得した。フランス戦では、描写こそ無かったものの1ゴールを決めており、年俸を4200万に上昇させた。最終試合となるイングランド戦では蜂楽へのアシストに加え、指導者であるクリスの裏を取って得点。さらに凪のフェイクを阻止するなど攻守で活躍し、6300万の年俸を獲得する。
雪宮 剣優（ゆきみや けんゆう）
声 - 江口拓也
ランク：二次選考23位(最終5位)→新英雄大戦14位
青い監獄選抜チームポジション：LWG    背番号は5番。
丸眼鏡に柔らかで謙虚な物腰が特徴だが、本人曰く負けず嫌いでストイック。サッカー選手の傍ら、モデル活動もしている。試合時はゴーグルを着用。
疲労時に視界が狭くなる視神経の病気を患っており、進行を遅らせることは可能だが止めることは出来ないことから、「俺には時間が無い」と焦燥する様子も度々見られる。眼の疾患については周囲に隠していたが、絵心は入寮前の身辺調査で既に知っていた。
二次選考は烏・乙夜と同じチームを組んで勝ち上がった。
三次選考ではTOP6入りを果たし、凪と共にチームC代表に選出される。
パワーとスピードを駆使したドリブルを得意とし、1on1の近接戦に持ち込めば日本最強と自負している。また、高く打ち上げて急降下するようなジャイロ回転を用いたシュートを打てる等、技術にも優れている。日本代表戦では、乙夜と共にウイングを務める。
乙夜との交代で出場した馬狼によってかき乱されたフィールドにて、他の選手を障害物に見立てて掻い潜るストリートスタイルのドリブルを新たに開発する。FLOWに突入シュートを放つが、先にFLOWに入っていた愛空のギャンブルとも言えるディフェンスで防がれる。
「新英雄大戦」においてはドイツを選ぶ。自身よりも初期評価の低かった潔がスペイン戦で抜擢されたことから焦りを感じ始め、潔に強く当たる。続くイングランド戦ではベンチに置いとくには惜しい逸材とノアに評価されたことで、黒名と共にSBに抜擢される。試合の終盤では、自身がまだ活躍出来てない焦りや眼の疾患などによる焦燥感から潔のボールを強奪するなど、暴走を始める。ドリブルを駆使して6人抜きを達成し、そのままシュートを撃つもゴール手前にてクリスにゴールを阻止される。さらにその後、潔から自分と黒名と組もうと提案されるも、その内容が「潔へのアシスト」だったことから潔と口論になり、潔をカイザーと同類のマウントクソ野郎と言い、自身の主張を言うも、潔から「子供じみた思考」と一蹴され、「気持ちいい夢を抱いて沈んでイッてろ泥舟が」と酷評され、潔と断絶する。最終局面では潔からボールを奪ってゴールを決めようとするが、自身の動きを予見した潔に囮として利用され捨て駒とされたことで完全に意気消沈し、絶望する。
しかしカイザーにゴールを阻止されることを予見していた潔から、アシストを受ける。絶望の最中に潔だけが自分を見ていた事実と、「自分の結末（ゴール）を潔が勝手に決めるな」と言う潔への反抗心がごちゃ混ぜになっていた中で、「自分の"運命（エゴ）"だけは神にも渡さない」という思いから、試合の中で見ていたクリスの『制御不能歪曲弾』と自身のジャイロ回転のシュートを融合させた、斜め回転量をさらに上げることで二度の急降下弾道を描く新たなシュートである『剣撃墜弾（ソードスクリュー）』を開発し、決勝点を上げる。試合後、潔に対して「お前だけが俺を見ていてくれた」と感謝し、試合の最中の互いの言動を謝罪して改め、「いつでも刺し違えようぜ」と潔を好敵手と認めた上で和解した。
イングランド戦後に2900万円で入札され、絵心が眼の疾患について知っていたこと、雪宮本人が言わなかったから公表をしなかったこと、雪宮を入札したチーム（アヤヤックス）に眼の疾患を含めたメディカルデータを送っていた事を聞かされる。しかし入札したチームからは、「眼の治療に協力したい」「治療費は全て出す」と最新鋭の治療を受けられる好条件の返答が来ていた。雪宮自身はこのオファーに対し、「途轍もなく嬉しい」と喜ぶも今回の活躍は潔に貰ったような物だと言い、「新英雄対戦が終わるまでの自身を見てから、もう一度判断してほしい」と、これ以上の好条件が来る保障は無いのを覚悟の上で保留してもらうよう絵心に伝えた。自身はもう神に祈ることはしないと断言し「"運命"は自らの手で勝ち取る」と宣言した。
イタリア戦でもSBとして出場。攻守で活躍し、試合後は3600万円（当時9位）に年俸を上げたが、これもアヤヤックスが継続して入札している。
最終戦であるフランス戦では終盤にイガグリと交代で出場。自分の信念に固執するあまり孤立してしまったネスに嘗ての自身を重ねていた。入札元は不明だが、最終的に4200万で入札された。
氷織 羊（ひおり よう）
声 - 三上瑛士
ランク：一次選考291位→二次選考27位→新英雄大戦16位
青い監獄選抜チームポジション：RWG（交代）⇒RSB(背番号:16)
京都弁で話す中性的な顔立ちの選手。誕生日は11月30日。身長183cm。血液型はB型。16歳。髪色は水色である。烏とはブルーロック参加以前から同じ関西のユースチームである等の馴染みがある。七星と共にブルーロックでは貴重な「はんなり」とした常識人で、トライアウトで組んだ潔は普通の会話が成立するだけで感動を覚えた。しかし内心は激情家でサディスティックな気質もあり、本人曰く極S。
おとなしい雰囲気に反して長身かつ強靭なフィジカルと精密なボールタッチ、広い視野とスポーツIQ、更に左足のキック精度を併せ持ち、烏から「非凡な天才」と惜しみなく賞賛され、特にその静かなプレイスタイルと精密なパスが際立ち、潔に倣って『超越視界』の使用も可能。その一方で「ゴール前の執念が凡」と分析される通り、自分で得点することには興味がないというストライカーとしては致命的な欠点を抱えている。後述の経緯によってサッカーそのものがあまり好きではなかったが、新英雄大戦において自分が夢中になれるサッカーがストライカーを生み出すパスを放つ「創生（プロデュース）」であると発見し、以後は生き生きとサッカーに取り組むようになる。思考能力や傾向が潔と似ており、新英雄大戦では同志（バディ）となって活躍。彼と議論を交わして状況を整理するシーンも多い。
趣味はテレビゲームで相当なゲーマー。プレイしているジャンルはRPGやシューティングゲームなど多岐に渡り、ニーアオートマタのサウンドトラックがお気に入り。三次選考最終盤で潔が得た反射能力を『ぷよぷよ』や『テトリス』の落下速度が上昇した状態で盤面を判断することに喩えて説明する。
柔道全日本銀メダリストの父と走り高跳び日本2位の母との間に生まれ、自らの果たせなかったトップアスリートになってほしいという期待を背負って、愛情をかけて育てられてきた。しかし、その愛情が氷織自身ではなく氷織の才能にしか向けられていなかったことに気づく。サッカーは好きではないしやりたくないけれど、両親がバラバラにならないために続けていると自身を「そういう境遇のキャラ設定」と見なして「もう誰も自分に『期待』すんな」と考えることで自我を保っていた。青い監獄は、そんな両親から逃げる場所と考えている。
青い監獄選抜チームではスタメンには選出されなかったが、サブメンバーとして選出。U-20戦後半でスタミナの切れた千切との交代で出場。視野の広さとキックの正確さを活かしてチームの均衡を取り戻し、FW陣も息を吹き返す。馬狼の出場後はサイドバックにポジションをスライドした。
「新英雄大戦」においてはドイツを選ぶ。イタリア戦のスターチェンジシステム終了後、潔の「新しい発想を吹き込む"変革者"が必要」という希望に伴い、チーム内の数値は低かったが「失敗したらレギュラー剥奪」を条件にSBとして出場する。潔のもう一つの眼として相手の守備の穴を塞ぐように動き、かつ潔の期待するもう一手先の未来の創造を試みる。試合の中で、馬狼が独善的な動きだが、チームメイトや周囲を惹きつける何かを持っており、愛される意志と才能（世界一のストライカーが持つ資質）のある人間だと感じとる。さらに、潔の覚醒の鍵は自身が持っていると気づき「自身が潔を王にする」と言う自身が見つけた未来への願望の元にプレイをするようになり、『演出家（パサー）』と言うエゴイストに目覚める。その際、「潔の期待に応えようとする自分」に気づき親のことを思い出して葛藤するが、烏の「自分に『期待』しろ」という言葉を思い出し、「誰かの期待を言い訳にして生きてきた」自分を捨て、最終的に自身のエゴに従ってシュートを試みる。
そのシュートを閃堂にブロックされたことでサッカーを辞める決意をするが、それでもなお自身に期待を向ける潔を見て、潔の期待が嫌じゃなかったのは「氷織自身」ではなく「ゴールという目標」への期待だったからと気づき、潔を中心に進化するドイツチームに連動。これが最後のサッカーと決めて続けていくうちに「自分を中心に世界が変わる瞬間を体感してみたい」という強いエゴを抱えるようになり、「自分に期待する感覚」を初めて理解する。そして考えを「反射」させ、潔とともにお互いを視ることなく理想のプレーを共有し合い、潔の決勝点へのアシストに成功する。
試合後、「潔とのサッカー」を辞めるとともに、「世界一のストライカーを"創生（プロデュース）"するサッカー」をすると宣言し、同時に「自分の理想に付いて行けなかったら潔であろうと振り堕とす」と容赦なく宣戦布告するも、潔に自分は極Sだと笑顔で語った。イタリア戦で付いた年俸は2000万だった。フランス戦では、同じく秀才パサーであるシャルルとの読み合い対決を繰り広げ、3900万で入札された。
七星 虹郎（ななせ にじろう）
声 - 波多野翔
ランク：二次選考99位→新英雄大戦23位
訛りの入った方言を話す、ブルーロックのロゴマークの入ったヘアバンドを頭に巻いた選手。三次選考で潔と同じチームとなる。一年生であるため潔達には敬語で話す。さん付けや君付けが曖昧なことが多い。腰が低く穏やかな性格で、潔・氷織と3人揃った環境は「優しい世界線」と呼称される。
選考試合中は、自身の行動で追いつくことが出来る潔のフォローに徹する。
U-20戦のサブメンバーに選ばれており、アニメのキャラデザインにてその時の背番号が17であったことが明かされた。
「新英雄大戦」ではフランスを選ぶ。選考を勝ち残るために凛に特訓を懇願し、その特訓の中で自身が「先天的な両利き」であることが凛の指摘により発覚する。(このときの順位は24位であったため、両利きが発覚したのはスペイン戦後と思われる。)
第二戦であったイングランド戦で出場しており、300万の年俸が付いていた。続くスペイン戦では、ロキの指導のもと凛を中心としたフォーメーションに付き、1600万の年俸を獲得した。最終戦であるドイツ戦では、先述の両利きを活かして凛のポストプレーに徹したことで、年棒を2500万円に上昇させ、紙一重で生き残った。
黒名 蘭世（くろな らんぜ）
声 - 小林千晃
ランク：二次選考4位→新英雄大戦18位
ギザ歯と三編みが特徴的な選手。誕生日は9月6日。身長168cm。血液型はO型。16歳。独り言を話す際は同じ単語を二度繰り返す癖を持つ。
二次選考4thステージにて士道・五十嵐・玲王・曽倉と対決。玲王にチームの主力と見抜かれながらも3点を獲得しており、敗北するも引き抜かれる形で二次選考を通過した。
三次選考最終盤で決勝点に繋がるパスをしている様子が描かれ、青い監獄選抜チームではサブメンバーの一人に選ばれていた。
「新英雄大戦」ではドイツを選択。潔のプレースタイルに順応するために自ずとSBの適性を上げるトレーニングを行い、イングランド戦ではSBに抜擢される。
イングランド戦では主に同じサイドの潔との連携プレーや潔のサポートなどで活躍した。イタリア戦でもSBで出場し潔の先制ゴールのアシストを決めたが、試合の途中で潔の「超越視界」による動きに「超越視界」を持たないが反応しついていき続けたために脚をつらせてしまい、スターチェンジシステムを使ったノアと途中交代した。
武器であるスピードと小回りの効いたドリブルを駆使して、「惑星」の如く潔の周りを隈無く動きアシストする。二次選考で最終的に同チームであった玲王も、「新英雄大戦」でマッチアップしたときは厄介者扱いしていた。
イングランド戦後の入札年俸は2400万円。イタリア戦後の入札年俸は3400万円。フランス戦ではごく短時間しか出場していなかったものの3500万に年棒を上げていた。
清羅 刃（きよら じん）
声 - 加藤渉
ランク：二次選考21位→新英雄大戦22位
少し目つきの悪いボサボサな髪型をした選手。無愛想な少年で、「あい」と返事するのが癖。
髪と目の色は紺色（孔雀青）だが、アニメ1期制作時点では明確なキャラ設定がされていなかったことから黒髪に赤目で描かれていた。
ブレイクダンスが趣味であることが単行本26巻にて明かされている。
165cmという、判明している中では青い監獄内の最低身長の小柄な選手。しかし凪に激突されても倒れず、足だけではなく手も軸にしてプレーを続行する強靭な体幹を持つ、スピードとフィジカルコンタクトに秀でる選手。更に自分のプレーを低身長を活かしたボールを浮かさない地這技術（グラウンダー）に特化させており、趣味のブレイクダンスのようにアクロバティックな動きからのパス供給や、地面すれすれを進むボールを放つシュートなど、様々な局面で活躍できる万能型。
二次選考4thステージにて、烏・乙夜・日不見とチームを組んでおり、凪の予約していた練習場を誤って使っていたことがきっかけで凪から宣戦布告を受ける。結果、凪のチームに敗北し、引き抜かれる形で三次選考に進出した。
青い監獄選抜チームて、はサブメンバーの一人に選ばれていた。
「新英雄大戦」ではドイツを選ぶ。イタリア戦でスターチェンジシステム終了に伴いノアが下がる際、交代要員として指名されるも、潔が氷織を希望したため出場は叶わずとなった。その際にノアから、次のフランス戦での出場を確約されるとともに「その刃を腐らせるな」と激励された。約束通りフランス戦では最初からSBとして出場している。
出生児から生死の境界線に立たされ、三人兄弟の真ん中に生まれるなど「境界線」に立たされる人生を送ってきた。その経験から「負けてる方に加担し勝利に導くことで、自身の手柄とする」ことを哲学に、試合の境界線を虎視眈々と狙う。潔に対して劣勢なカイザーに対し、潔を囮にしたバックスピンのグラウンダーパスを回し、「カイザーインパクト・廻」を成功させるきっかけを創り出した。2600万の年棒を獲得し、1試合しか参加していないにも関わらず残留した。
ダンスに精通しているためか、英語も多少話せるようで、三次選考世界選抜戦では凪がトッププレイヤー達に問いかけた質問を通訳していた。
西岡 初（にしおか はじめ）
ランク：二次選考29位→新英雄大戦36位タイ（脱落）
「青森のメッシ」と言われる選手。第1話から名前が登場し、有名選手であることが示されている。
二次選考では馬狼・成早とチームを組むも負け上がりで引き抜かれ、途中経過は不明だが最後は二子と同チームで通過している。
三次選考の世界選抜戦にて負傷するも、選考には継続して参加。1度もプレーが描かれていないものの登場頻度は高く、名前が出る度に「青森のメッシ」という異名が強調される。
「新英雄大戦」ではイングランドを選ぶ。イタリア戦に出場しており、300万の年俸を獲得していた。
石狩 幸雄（いしかり ゆきお）
ランク：二次選考13位→新英雄大戦圏外（脱落）
身長は200cmで、高校No.1高身長の選手として有名である。西岡同様第一話から言及されている。バスケットボールを趣味としており、こちらでもプロ入りを目指している。
作者曰く「最初はモブキャラだった」とのことで、試合の描写が描かれる以前から顔が変化している。また、三次選考進出時にランクの誤植もあった（潔より先に二次選考1stステージを突破していたにもかかわらず、ランクが25だった）。
三次選考2戦目にチームAに配属。玲王の高軌道パスに対して高身長を活かしたブロックに成功した他、同じく高身長の蟻生との連携プレー（蟻生により「ハイタワー連立政権」と命名）も披露した。
上記の活躍もあり、青い監獄選抜チームではサブメンバーとして選ばれていた。
「新英雄大戦」ではイタリアを選ぶも、一度も出場することなく全試合を終えてしまった。
田中 信玄（たなか しんげん）
声 - 武田太一
ランク：二次選考5位→新英雄大戦圏外（脱落）
老け顔のドレッドヘアの選手。三次選考ではアフロヘアーになっている。おまけでは鼻くそをほじるなど、粗相を見せた。
名前が明かされる以前も作中で何度か描かれており、人気投票では1票を獲得している。
「新英雄大戦」ではイタリアを選ぶも、一度も出場することなく全試合を終えてしまった。
皿斑 海琉（さらまだら かいる）
声 - 橘龍丸
ランク：二次選考51位→新英雄大戦圏外（脱落）
目つきの悪いドレッドヘアのオールバックの選手。「湘南のプレデター」の二つ名を持つ。
三次選考初戦にBチームとして指名されるが、FWとしての活躍はないまま試合を終える。「流れ」というセリフを多用する。
「新英雄大戦」ではイングランドを選ぶ。
志熊 恭平（しぐま きょうへい）
声 - 田所陽向
ランク：二次選考55位→新英雄大戦圏外（脱落）
色黒でガタイの良い無口な選手だが、実はおばあちゃん子。「鹿児島の巨神兵」の二つ名を持つ。
雷市や我牙丸らと共に二次選考を突破しているが、彼らは志熊のことを初見であるかのような言い方をしている描写がある。
皿斑同様、三次選考初戦にBチームとして指名され、FWとしての活躍はないまま試合を終える。
「新英雄大戦」ではイタリアを選ぶも、一度も出場することなく全試合を終えてしまった。
柊 零次（ひいらぎ れいじ）
ランク：二次選考22位→新英雄大戦29位（脱落）
青い監獄選抜チームでは、サブメンバーの一人に選ばれていた。白目と長髪が特徴。
「エピソード凪」において、二子・斬鉄両名とチームを組んで、4thステージから降格した凪たちに宣戦布告していたことが明らかになった。アプリでの占いが趣味。統計学を学んでおり、統計から相手の行動パターンを予測し追い込み、型に嵌めて翻弄する巨大情報網（ビッグデータ）サッカーを哲学とする。本人は理性的なプレースタイルと、走行中のトラップからのシュートが得意技で、潔と凪のハイブリッドともいえる。占いも統計を元にしており、二子と斬鉄から得た情報で凪・千切・馬狼の三人を挑発した。
しかし潔を失ったことと、「弱点克服」のために躍進・成長する三人を次第に制御できなくなり、「占いサギ男」「タロット嘘男」という屈辱的な渾名で呼ばれた挙げ句、データを凌駕した三人に敗北する。その際、潔との違いとして「他人を情報でコントロールし、自分の想像の中にハメようとする」という傾向を凪によって分析されていた。
斬鉄を奪われた後、二子とも別のチームでクリアしていたことから、少なくとも2敗していることが窺える。
「新英雄大戦」ではイングランドを選ぶ。フランス戦後に500万、イタリア戦後に900万、スペイン戦後に1100万のオファー年俸を獲得する。
日不見 愛基（ひみず あいき）
ランク：二次選考77位→新英雄大戦31位（脱落）
蛇のように2枚に分かれた舌と右目が隠れる長髪が特徴。
お互いへの愛が冷めきっているにも関わらず、良い父母を演じていた両親の元で育つうちに、「嘘を見抜く力」と「他人の嘘を暴くことで快感を得る性格」が形成された。プレースタイルにもそれが反映されており、連続フェイクで相手を翻弄させることを得意としている。
二次選考にて烏・乙夜・清羅とチームを組んでおり、清羅にトレーニング場を賭けて競り負けた(元々は清羅が予約したトレーニング場を間違えただけだが、)凪を煽ったことで怒りを買い、凪から宣戦布告を受ける。スタミナが切れかけた千切に対して連続フェイクで煽り、脚への負担を心配した凪に止められた千切の隙をつき1点を得た。
「新英雄大戦」ではスペインを選ぶ。フランス戦に出場し、700万の年俸を獲得した。
灰地 静（はいじ しずか）
ランク：二次選考19位→新英雄大戦32位（脱落）
黒目とボサボサした付箋のような髪質が特徴。
「新英雄大戦」ではスペインを選ぶ。フランス戦に出場し、600万の年俸を獲得した。
曽倉 哲（そくら てつ）
ランク：二次選考20位→新英雄大戦圏外（脱落）
短髪と揉み上げが特徴。二次選考では、2ndステージから上がってきた士道・五十嵐・玲王のチームに敗北し、引き抜かれる形で選考通過となった。
「新英雄大戦」ではスペインを選ぶも、一試合も出場はなかった。
猿堂寺 暁（えんどうじ あきら）
ランク：二次選考59位→新英雄大戦圏外（脱落）
星形の目が特徴。
「新英雄大戦」ではフランスを選ぶも、一試合も出場はなかった。
柚 春彦（ゆず はるひこ）
ランク：二次選考98位→新英雄大戦圏外（脱落）
「新英雄大戦」ではフランスを選ぶも、一試合も出場はなかった。
劈 大河（つんざき たいが）
ランク：二次選考100位→新英雄大戦圏外（脱落）
「新英雄大戦」ではイングランドを選ぶも、一試合も出場はなかった。

### U-20日本代表
潔が青い監獄招集された年に選ばれた20歳以下のサッカーワールドカップU-20の日本代表チーム。「堅守速攻」を信条にしている。主将オリヴァ・愛空を始め大変有望な選手を多く抱えた年でもあることから、メディアでは「ダイヤモンド世代」と呼ばれている。青い監獄選抜チーム戦においては糸師冴を迎え入れ、試合することが決定している。
選抜チーム戦後絵心に招待され、青い監獄に合流する形で選考に参加する。
オリヴァ・愛空（オリヴァ・あいく）
声 - 日野聡、藤原夏海（幼少期）
ランク:新英雄大戦10位
U-20日本代表。ポジションはCB。チームの主将。
無造作に下ろされた黒髪とオッドアイが特徴の青年。誕生日は6月30日。身長190cm。血液型はB型。19歳。ストックホルムで生まれ、スウェーデン、ドイツ、日本のミックス。
基本的にチームの輪や協調性を重んじる一方、チームを勝利に導くために他者の意見よりも自分自身が決めた賭けに委ねて行動する等、どこか利己的な一面も持っている。また、U-20日本代表戦の参加に渋る冴に士道や自身の現状や願いを伝えて選手として最後まで参加するように訴え実行させたりと結構したたかな人物でもある。サッカー選手としては頼りがいがある一方、試合や練習がない日は複数の女性と遊んではそれがバレて手痛いしっぺ返しを喰らいがちと私生活はだらしない方である。
U-20日本代表の主将に相応しく、身体能力・視野の広さ・リーダーシップはずば抜けており、イタリア1部リーグからも「大型新人」と注目されているほど。暴挙を起こしかけた士道を難なく組み伏せる等、体術やセンスにも優れている。
対青い監獄戦において自身のチームの力を試す「賭け」として、士道をスタメンに加えずに闘いたいと冴に交渉。試合当日、自身の能力で驚異的な守備力を見せるも、凪と凛に点を許してしまう。前半戦を通してチームの非力さを痛感するが、失望し試合を降りようとする冴を士道の出場によって引き留める（「賭け」を持ちかけた時からこの流れは想定していた模様）。
嘗てはFWに所属していたが、「チームのため」を方針とした日本ストライカーのプレイスタイルに嫌気が差し、また自身がそれに染まってしまったことに幻滅した経験から、DFへ転身した。
青い監獄チームを「日本サッカー界に咲こうともがく新しい花の芽」、また、かつての自身が選ばなかったアナザーストーリーと思っている。その上で青い監獄の実力を試しているだけでなく、自らを「日本サッカーが生まれ変わる最後の砦」と断じ切り立ちはだかる。
試合の最終盤、閃堂が蜂楽のシュートを死守したこぼれ球を拾い、冴にパス。U-20日本代表の熱を感じた冴を起点にチームの攻撃が始まり、自らも元ストライカーである経験や矜持に従い前線へ。シュートを決めかけるが阻まれ、最終的にはチームは敗れてしまう。
試合終了後、潔の強さと姿勢、そしてU-20日本代表に勝って見せたブルーロックを認めた。
2週間の休暇後、U-20日本代表の全権を握ることとなった絵心によって、元レギュラーメンバー10名はブルーロックに招聘される。「新英雄大戦」においてはイタリアを選ぶ。初戦からDFとして参戦するも、試合相手のフランスチームに敗れる。
フランス戦の試合後にかけられた入札年俸額は1500万円である。スペイン戦後には、2700万の入札を獲得した。
ドイツ戦で潔が言った『超越視界』についての詳しい内容を聞いたことで自身も『超越視界』を使える様になり、潔の動きだけで無く能力も見抜いて、潔が新たに身につけた左足でのダイレクトシュートの完成度が右足よりも不完全だと見抜いた。試合後には、3800万に年俸を上昇させた。最終試合であったイングランド戦後には、年俸を6000万まで上昇させた。
閃堂 秋人（せんどう しゅうと）
声 - 若山晃久
ランク:新英雄大戦17位
U-20日本代表。ポジションはCF。チームのエース。10月7日生まれのB型。身長181cm。
ツーブロックとアシンメトリーの髪型が特徴の青年。サッカー日本国内1部のレギュラーフォワードも務めている。
フォワードとしてのプライドは高く、召集された糸師冴の発言に最も噛みついていた。一方、チームメイトからは相応の期待と信頼を寄せられているようで、冴が閃堂をメンバーから外すなら青い監獄との試合はボイコットすると声が上がっている。
青い監獄戦を通して自身の実力を痛感し、またエースとしてのプライドから本気で世界を目指すよう奮い立つ。
愛空さえも止められなかった蜂楽のシュートをゴール前で死守する。その後すぐに自陣に戻り、玲王によるセカンド・ボールを拾うといったファインプレーをしている。
「新英雄大戦」ではイタリアを選択し、スペイン戦後に1750万円の年俸が入札された。
ドイツ戦ではスタメンであったが、足をつったことでスターチェンジシステムで出てきたスナッフィーと途中交代する。スナッフィーが下がった際に再出場する。ドイツ戦後に、2000万のオファー年俸を獲得する。
続くイングランド戦では、馬狼の放ったシュートが千切に止められたときにルーズボールに食らいつき決勝点をあげ、年俸を3700万（暫定13位）まで上昇させた。
ドイツチームと再開した際、雷市に「万堂」と苗字を間違えられた。
仁王 和真（におう かずま）
声 - 佐藤拓也
ランク:新英雄大戦27位（脱落）
U-20日本代表。ポジションはCB。オールバックの髪型と20歳以下に見えない老け顔が特徴の青年。自身を「ドーベルマン」と称する。速いプレスとそれを遺憾なく活かすフィジカルが武器。4月14日生まれのA型。身長184cm。
「新英雄大戦」ではイングランドを選択した。フランス戦後は600万、イタリア戦後には1000万のオファーを獲得した。
蛇来 弥勒（だらい みろく）
声 - 白井悠介
ランク|新英雄大戦28位（脱落）
U-20日本代表。ポジションはRSB。インド人を思わせる見た目と古風な言葉遣いが特徴の青年。相手の動きを先読みする眼力とそれを封じるための立ち回りが武器。
「新英雄大戦」ではスペインを選択し、イタリア戦後に1600万の年俸を獲得したが、フランス戦後では何故か1500万円になっている。
音留 徹平（ねる てっぺい）
声 - 土岐隼一
ランク:新英雄大戦圏外（脱落）
U-20日本代表。ポジションはLSB。高校生にも見えるひょうきんな顔たちと言動が特徴の青年。千切や雪宮に劣らぬスピードと敏捷性が武器。
「新英雄大戦」ではドイツを選択したが、元U-20代表としてもドイツ選択者としても唯一一試合も参加することはなかった。
颯 波留（はやて はる）
声 - 小野賢章
ランク:新英雄大戦26位（脱落）
U-20日本代表。ポジションはDMF。長身でツンツンヘアーの選手。相手ボールになったときに一枚目の壁として立ちはだかり、DF陣の体勢を整えるための時間稼ぎをする役割を担っている。後半戦ではFWに上がった。
「新英雄大戦」ではスペインを選択し、イタリア戦後に1300万円の年俸が入札された。
若月 樹（わかつき いつき）
声 - 坂泰斗
ランク:新英雄大戦33位タイ（脱落）
U-20日本代表。2月27日生まれのAB型。身長178cm。ポジションはDMF。後半戦で士道と交代した。
「新英雄大戦」ではスペインを選択し、フランス戦後に500万の年俸を獲得した。
超 健人（ちょう けんと）
声 - 笠間淳
新英雄大戦33位タイ（脱落）
U-20日本代表。ポジションはFW。台詞の一文字目だけを離す、独特な話し方をする。
「新英雄大戦」ではフランスを選択し、スペイン戦後に500万の年俸を獲得した。
狐里 輝（きつねざと てる）
声 - 梶原岳人
新英雄大戦35位（脱落）
U-20日本代表。ポジションはFW。
「新英雄大戦」ではスペインを選択し、フランス戦後に400万の年俸を獲得した。
不角 源（ふかく げん）
声 - 小林親弘
ランク:新英雄大戦20位
U-20日本代表。ポジションはGK。
「新英雄大戦」ではイタリアを選択した。対ドイツ戦で、ミヒャエル・カイザーがゴールを決めた際に、脇腹を負傷した第1GKのカナーリと交代で出場する。試合後には、500万のオファーを獲得した。イングランド戦では、描写こそ無かったものの年俸を2800万まで上昇させており、活躍があった可能性が窺える。

### 青い監獄プロジェクト関係者
絵心 甚八（えご じんぱち）
声 - 神谷浩史
日本をW杯優勝させるために雇われたコーチ。嘗てはサッカー選手としても活躍しており、世界一のストライカーとされるノエル・ノアは現役時代のチームメイトで自身にとって最初のライバルだったとノアから語られている。ノアからは「世界一に取り憑かれたただの亡霊」と言われている。
集めた優秀な18歳以下のストライカー300人の中から、世界一のストライカーを創ろうと画策する。
日本サッカーの組織力は世界一ではあるが、それ以外は二流だと思っている。日本サッカーに足りないのはエゴだと豪語する。
要所で選手に対して辛辣な言い方をするが、同時に選手に必要な本質を的確に教えていくなど、選手を強くしていこうとする姿勢は本物。
U-20日本代表戦では総監督としてベンチで青い監獄メンバーの戦いを見守り、後半の失点直後には状況の変化に応じてメンバー交代を行う。逆転を許してしまう中でも泰然とした振る舞いを通し、潔から助言を求められた時には本人曰く、「青い監獄はもう既に勝ってる」と断じ切った。それは、たとえ青い監獄が消滅し自身がサッカー界から永久追放されても、この試合を通して青い監獄が世間に知られれば選手達の道は開けるという狙いからであり、「それだけのパフォーマンスをお前らはしたんだ」と語った。
しかし、潔からは「そんなコトどうだっていい」と一蹴され、将来の保証や日本サッカーの未来なんて自分たちには関係無く、目の前の勝利以外や世界一以外は何もいらない、「勝たせろクソメガネ」「このエゴはアンタが教えた感情だろ」と活を入れられる。そして、青い監獄の中で育ったエゴが自分の想像を上回っていると感じたことで、「自分にも読めない未曽有の計画」として馬狼の投入を決断し、この布陣でU-20を攻め潰せとサインを出す。そして死闘の末、潔が決勝ゴールを決めたことでチームは勝利、静かに勝利のガッツポーズをした。
帝襟 アンリ（ていえり アンリ）
声 - 幸村恵理
日本フットボール連合新入職員。日本代表のW杯優勝が夢で、その救世主として絵心甚八を指名した。日本フットボール連合の男性幹部にも強気な物言いをする、男勝りな性格。巨乳でスタイルがかなり良く、スリーサイズは上から88・57・84（自称）。
夢への情熱と想いは本物だが、新入職員なのもあってか少々早合点や思い込みが過ぎる一面も散見され、その度に絵心から悪態交じりに窘められている。
U-日本代表戦においてもマネージャーとして参加し、試合の行く末を不安と期待を胸に見守り、最後は勝利したブルーロックイレブンを「あなた達を誇りに思います。」と賛辞をかけた。
不乱蔦 宏俊（ぶらつた ひろとし）
声 - 島田敏
日本フットボール連合会長。サッカーは金儲けのビジネスだと思っており、青い監獄プロジェクトに対して否定的。そのため、絵心に対して何かと噛み付くばかりか、金儲けにならないことには頭ごなしに相手や計画を頓挫させようと必死になるほど幼稚な一面も見られる。
ブルーロックとU-20日本代表戦以降はブルーロックの存在を認めたのか、マスコミには都合のいい対応をしていた。同時にそれが、ブルーロックの計画が更に壮大なモノになっていくこととなった。
テレビアニメでは、肩書が「特別顧問」に変更されている。
法一 保守（ほういち やすもり）
声 - 関俊彦
現U20監督。不乱蔦と共にブルーロックチームとの試合で、金儲けと青い監獄プロジェクトを潰すことを画策する。不乱蔦同様にサッカーを金儲けの道具だと考えているが、自分のチームが侮辱された際に怒りを表すほどには自分のチームに対する思い入れと監督としてのプライドがある。
協会の言うこと以外聞く耳を持たないことから、「耳なし法一」という渾名を付けられている。
テレビアニメでは法一 正次（ほういち せいじ）に名称が変更されているほか、第1期においては出番そのものがカットされていた。

### トッププレイヤー
作中、世界最強と言われている選手。ジュリアン・ロキ、レオナルド・ルナ、パブロ・カバソス、アダム・ブレイク、ダダ・シウバの五人は潔達のチームが三次選考に進出した際に対戦するために絵心に招待される。
糸師 冴（いとし さえ）
声 - 櫻井孝宏、三瓶由布子（幼少期）
MFとして世界中のクラブチームが注目している若手有望選手。レ・アールの下部組織に所属。新世代世界11傑に選ばれている。糸師凛の実の兄。
選手としての技術・才能は非常にレベルが高く、プレー一つ一つに高等テクニックや戦術が盛り込まれている。MFながらも得点能力は本職のFWと同等以上に優れ、相手の動作やリズムを見極め一瞬の内に抜き去っていくカウンタードリブルを得意としている。凛曰く、「美しく壊す」サッカーを真髄としているとのこと。
基本的に傲岸不遜かつ大胆不敵な性格と言動をしており、自分についてこれるようなFWがいない現在の日本サッカーに失望していた。しかし、パスポート切れで日本帰国中の間に伝え聞いた「青い監獄計画」の存在を知って以降、興味を持つようになる。自身が大なり小なり認める相手には、不遜な態度は残しつつも相手の話や要求に少なからず応じたりと相手を受け入れる度量がないわけではない。
三次選考二次ノルマ「適性試験（トライアウト）」後のU-20日本代表チームと青い監獄選抜チームの試合にて、青い監獄から士道龍聖をU-20側に加えることを条件に参加し、青い監獄イレブンと正面からぶつかることになる。
青い監獄選抜チームとの試合では、ゴールラインギリギリの位置からからの縦直下回転シュートで先制点をあげる。「自分より得点力がない者をFWとは認めない」と言って憚らず、冴が作った決定機を外された苛立ちからシュートを打った。その後に弟・凛とマッチアップし最初は互角に見えたが、凛に「俺の弟でいる間は俺を超えられない」と言い捨て抜き去り、世界で戦う選手としての実力差を見せつけた。前半戦の残り3分でU-20日本代表を焚きつけるが、1点リードされたまま前半戦終了となった。
U-20日本代表の実力をそこで見限り、試合を降りようとするが、U-20側が士道の投入に踏み切ったことで留まる。
そのためゴール前で得点することに特化した士道とは非常に相性が良く、FLOW状態になった彼との化学反応で強烈な攻撃力を発揮する。試合の終盤からは相手の潜在能力と勝利への意志を感じたことで遂に本気を見せていき、何度もブルーロックイレブンをピンチに追いやるも、最終盤における凛との1対1の末、遂に凛から競り負けてしまい潔が決勝ゴールを決めたことでU-20日本代表は敗れることとなった。士道があれこれと理由を付けながらも連絡先交換を約束した。その後は凛の下に自ら歩み寄り、日本サッカーに失望していた自身の考えを改め、日本サッカーを変えるのは潔のような人間かもしれないこと、日本サッカーはまだ変われると日本に希望を見出した。
U-20日本代表戦以降、メディアからは戦犯扱いするような記事や質問もあったが、本人は「見た通りの結果だ。」と言い切っていた。
かつてのポジションはFW。「世界一のストライカー」の夢を追いかけていたが、海外に渡って世界を知ったことで「自分より優れたFWがいる」ことを知り、「世界一のMF」を目指す夢へ切り替えたが、それが自分に憧れていた凛との亀裂になり、決裂した。
レオナルド・ルナ
声 - 神尾晋一郎
スペイン代表。27歳。
レ・アールの貴公子と呼ばれる。糸師凜のことは、彼の兄である糸師冴がヨーロッパで活躍していることもあって、少なからず興味を持っている。一見すると爽やかな好青年に見えるが、本来は無自覚ではあるが口が悪く、満面の笑みで皮肉を言ったり、他人を罵ることも辞さない。凛の死角からボールを奪い、凜との1on1であっさり抜き去りシュートを決めるほどの実力を持つ。
パブロ・カバソス
声 - 駒田航
アルゼンチン代表。23歳。
そぼかすベイビーの異名を持つ通り、そばかすに童顔が特徴で、自分のことを一番可愛いと思っている。武器は、速い振りの蹴りと高いパス精度。
アダム・ブレイク
声 - 高橋大輔
イングランド代表。26歳。
ゲットゴールジャンキーの異名を持つ。武器はブレない体幹。女好きであり、日本の着物を着た女性に興味がある。シウバ曰く女狂い。
ダダ・シウバ
声 - ロバートウォーターマン
ブラジル代表。28歳。
重戦車の異名を持つ。武器は高いジャンプ力。スラム街出身であり、金に対して執着があるような描写がある。
ミック・ムーン
故人。かつてのスナッフィーのチームメイトだった選手。
若さに明かせてプレーしていたが、優勝経験の後に安定した結果を出せず凋落していき、復活のためにマイナークラブからやり直そうというスナッフィーの「大人」の選択を固辞し、彼を「負け犬大人（アンダードッグ）」と唾棄し決別。その後にも復活できずに薬と酒によって自殺する。「いつだってガキの戯言が世界を変える」という理想を口にしていたが、それを叶えることができなかった。ミックの死はスナッフィーの心に濃い影を落とし、彼のその後の生き方を決定づけた一因となった。

### 指導者ストライカー
ノエル・ノア
名実ともに世界一のストライカー。フランス代表。31歳。現在はドイツのクラブチーム「バスタード・ミュンヘン」の絶対的エースとして活躍している。ブルーロック創始者である絵心とは元チームメイトであり、自身にとって人生最初のライバルで戦友であったと述べている。
フランスのスラム街で生まれ育つ。「味方にアシストして1-0で勝つより俺がハットトリック決めて3-4で負ける方が気持ちいい」と発言している稀代のエゴイスト。一方、指導者ストライカーとして招集され監督という形で参加した際は、成長に悩む潔に厳しい意見を投げかけると同時に成長に必要な哲学と考えを教える等、指導者としてのメンタリティーも一流である。
「新英雄大戦」においてドイツチームの指導者として参加。絶対の数値主義を打ち立てて潔たちを試す。沈着冷静で感情や印象を信じず、極めて合理的に世界一となるべく己のすべてを費やすという哲学で生きている。そのせいかコーチとしては基本的に放任主義であり、聞かれたことには答えるが進んでチームの指導を行う様子は見せていない。
しかし、選手育成に対しては積極的で、スターシステムで相手チームの指導者ストライカーが出たタイミングで彼らを止めるために自らも出場しており、特にイングランド戦では他の選手を差し置いて決勝点を決めようと出しゃばったクリスを「指導者失格」と言い、クリスを妨害するために自らも出場して本来のポジションのFWのポジションでは無くて、DMFに就いた。イタリア戦では、閃堂が足をつったタイミングでスターシステムで出場したスナッフィーに対して「出てくんなよ」「こっちの仕事増やしやがって」と文句を言って、自身もスターシステムを使って閃堂と同じタイミングで足をつった黒名と交代して、SBで出場した。
スペイン戦前に潔から相談を受けた時には、様々な質問を投げかけて最後に「自分に勝てるか？」と聞き「わかりません」という答えを聞くと「わからないを持ち込むな」と言って、潔に「思考のやり直し」を要求し、「お前の理論はここで破綻した」と言って、潔へ自身の哲学を伝えた上で「俺に勝つ理論を持ってこい」と指標を与えた。 イングランド戦で潔が『超越視界』を使って辿り着いた理論によるプレーを見ると「最高だ潔 世一。お前が見つけたその世界一への”挑戦理論（チケット）”はこの俺まで届き得るぞ」と評価していた。
イングランド戦で自分が出た時には選手に「俺はこの戦場で最も合理的な人間につく」と宣言。そして最終局面では、自分は潔のサポートにつくと宣言して潔につき、ノアの協力で見えた複数のゴールのルートの中でどのルートを選ぶか迷っていた潔へ、欲望が多すぎるといって「精神性の取捨選択」だと言って「心に合理性」を持つように言い、「この瞬間に、一つしか叶えられないのなら何を望む」問いかけ潔が出した答えに「それが真理（答え）だ」と言った。試合後に意識を失って倒れた潔が意識を取り戻した時には、潔へ次の目標を聞き、潔が出した答えやそれを達成する新たな方法の言語化出来るか聞き、潔がイングランド戦で新たに得られた脳と頭の使い方である『超越視界』と『主人公感』らの理論を聞いたことで、潔が言った思考やサッカー理論が絵心から10年以上前に聞いたことから、だから絵心は潔を選んだのだと納得していた。潔へかつて潔が自分へ言った思考や理論は昔絵心から聞いたことがあると言って、自身と絵心の過去を話し、どう言う関係なのかと詳しく聞こうとした潔に「ただの戦友」と返した。
フランス戦でもロキの出場に合わせて出場。ロキを「自身を最も脅かす才能」と評価している。出場後、自身が新英雄大戦に参戦した目的として、「自身を脅かす"宿敵"であるカイザーの進化を促し、その存在によって自身をさらなる進化へと強制させるため」であることを明かし、また潔は「そのための踏み台」としていたことを明かした。この真意を知ったカイザーからは「指導者のクズ」と罵られ、潔からはスターチェンジタイム終了後の交代際に「足速く生まれただけの傲慢野郎(ロキ)と同類」と怒りや不信感を顕にし、「アンタを超える理論を持ってってやるから、世界一のまま待ってろ」と宣戦布告された。
合理を突き詰めて最短で進むドリブルのスピードとそれを実現するフィジカル、ブロックに来た相手プレイヤーを躱すテクニックも当然ながら世界トップレベル。最大の特徴はその脚が完全なる両利きであり、どちらの脚からでも遜色ないシュートを決めることができる天性の持ち主。
ジュリアン・ロキ
声 - 下野紘
神速神童（ゴッドスプリンター）。フランス代表。弱冠17歳で代表入りした天才中の天才で、フランスのクラブチーム「P・X・G」のエース。
世界選抜の5人として潔たちの前に現れ、圧倒的な実力を見せつけて彼らの実力を見極めた。その後、同チームのMFであるシャルルを、自らを世界一に導くパサーへと育成する目的で、「新英雄大戦」のフランスチームの指導者ストライカーとして参加する。
謙虚で礼儀正しく、物腰の柔らかい態度で潔達に接する少年。その一方で、自分の実力に絶対の自信も持ち合わせており、トッププロと肩を並べるにふさわしい大胆不敵な風格の持ち主。
武器としているのは、他の追随を許さないスピード。離れた間合いから一瞬で潔のボールを奪い、凄まじい速度のドリブルで潔たちを圧倒したほか、新英雄大戦ではフリーキック時にカイザー・インパクトが放たれたことを視てから動き出して、ブロックするという突然変異のようなスピードを見せつけた。
自身の渾身のアシストを受けた凛のシュートを潔、カイザー、我牙丸の連携でブロックされたため、スターチェンジシステムから退場際に凛に対し「この状態じゃあ日本から世界一のストライカーが生まれるのはあと何万年後かなあ」と愚痴を零したことで潔の逆鱗に触れ、「足速く生まれただけの傲慢野郎」と罵られる。
ラヴィーニョ
舞踏技師（ダンスマン）。ブラジル代表。スペインのクラブチーム「FCバルチャ」のエースにして、指導者ストライカー。
色黒の肌と上半身に多く彫られたタトゥーが特徴な陽気な男で、感覚、イメージを重んじている。性格こそラテン系を思わせるフットワークの軽い人物であるが、後進育成にも労力を惜しまず本気で強くなろうとする相手にはアドバイスも積極的にする等、指導者としての能力と気概は本物である。そのため蜂楽や乙夜という自分の指導対象にも惚けた顔でサッカーを直接教えるということはせず、「自分だけのイメージを作れ」という指標とそれの構成するサポートを惜しみなく行い、進化を促した。
彼自身のイメージは自由な「蝶（バタフライ）」。ブラジルに伝わる「ジンガ」という概念を主軸とし、音楽的な感性でサッカーに望んでいる。その生き方が、芸術家の血筋である蜂楽に強い影響を与えることになった。
武器は究極のテクニックによって実現するドリブル。相手を「意表を突く」ことにおいては世界に右に出る者がおらず、そのドリブルに翻弄された相手は「敗北のダンス」を踊らされたように倒れ伏していき、ノアも一目置いている。一方、過去にノアとはヨーロッパのチャンピオンズリーグ準決勝で敗れたことを因縁に突っかかった際は、感性とイメージを重要視する自身と数値主義なノアとは対照的な考えもあり、強気な姿勢で対抗意識を燃やしている。
クリス・プリンス
完全英雄（パーフェクトヒーロー）。イングランドのクラブチーム「マンシャイン・C」に所属している、指導者ストライカー。
フィジカル面ではほとんど隙が無い鋼の肉体の持ち主であり、世界一のストライカーと称されるノエル・ノアと人気を二分する世界的ストライカー（しかし実際の人気に関しては、ヨーロッパ最優秀選手賞を決める投票ではノアに4倍近い圧倒的大差をつけられている）。
爽やかな容姿と常に前向きな発言を行う自信家であり、積極的に相手の身体に触れるスタンスで、相手の筋肉の構造から得意分野やプレイスタイルを判別することが出来るほどの筋肉ソムリエで、自身の筋肉に見合った得意分野を理解し、それをコントロール出来る者こそが真のプロフェッショナルであるという信念を持つ。誤ったトレーニングで自分の才能を潰してしまった者たちを多く見てきており、ブルーロックのメンバーに「自覚のない才能は枯れるよ」と忠告して、「天才が消えていくプロセス」を教えた。
自身も多くの失敗や挫折といった『壁』にぶつかりながらもそれらを乗り越えて、自身の理想を外れることを決して許さなかった事から得られた強靭なメンタルによる「確固たる理想」を獲得しており「理想の自分」と現在の自分の対比をブルーロックのメンバーたちに呼びかけ、理想に近づくためのサポートを行う。
また、スポーツドリンク「プリンスウォーター」を初めとした様々なトレーニング用品をプロデュースしているようで、ブルーロックが全世界に放映されていることを利用してそれらを宣伝するといった抜かりの無さも併せ持っている。
その実態は、かなりの目立ちたがりかつ自己中心的な性格であり、ドイツ戦では自チームが2点目を決めた直後に自身が決勝点を決めて目立つべく参戦し、ノアに「目立ちたがりナルシスト」と呆れられていた。そのため、試合で自身がノアを超えるために編み出した『制御不能歪曲弾（アンストッパブルナックル）』を止めた潔の事を自身がノアを超える瞬間を世界に見せるのを阻んだと、試合後も根に持っている。
ドイツ戦後には雪宮を自身のCM撮影にモデルとして追加するよう頼んでおり、CM撮影後には雪宮に「次はW杯で逢おう」と言い、潔にもそう伝える様に頼んでいる。
マルク・スナッフィー
王冠配達士（クラウン・メッセンジャー）。イタリアのクラブチーム「ユーヴァース」に所属し「勝利の旅人」と称された、指導者ストライカー。高い鼻と大きな瞳、バンダナが特徴的な男。絵心の現役時代やノアとのライバル関係も知っている。
移籍したチームを常にチャンピオンに導き続ける優勝請負人。筋金入りの戦術マニアであり、選手それぞれを研究し尽くして構築した戦術と統率により、彼が率いるユーヴァースは軍隊のような雰囲気を醸し出している。試合でユーヴァースの戦術による連携プレーを体感した潔は、「11人が戦術・思考・選択肢を共有する一つの生命体」と実感した。サッカーを「仕事」と断言する非常に高いプロ意識を持っており、チーム全体をひとつの会社とみなして試合を「経営」選手を「社員」と例え、プロ選手としての在り方をブルーロックの選手らに説く。そしてブルーロックの選手達のデータから自身が作った選手それぞれの特徴を活かした膨大な量の戦術パターンを作り上げ、もし自身の作って無いパターンによって負けたとしたら、負けたのは「社長」である自分の責任と言い、ブルーロックの選手達に「仕事狂」に行こうと語った。
彼にとってセリエＡは唯一優勝を成し遂げていない欧州リーグであり、五大リーグ制覇達成後に現役引退を発表している。引退後は、指導者に転身する予定である。なお、現実で欧州五大リーグを四つ以上制覇している選手は存在しない。
ドイツ戦では、ノアが創ったバスタードミュンヘンのカイザーと潔の２軸（ダブル・スタンダード）チームを変態的なチームとノアに言い、「壊してやる」とノアに宣言して、スターシステムで足がつった閃堂と交代して出場する。
柔術を取り入れたことで培った体さばきと、世界一のボールキープ技術、更に超越視界と頭脳でもってフィールドを支配する。ノア曰くストライカーとしては自身の方に分があるが、どのポジションをやらせても超一流の実力を発揮する万能型であり、ノアも総合力においては自身を超えるNo.1プレイヤーと認めている。試合では自ら点を取りに行くのでは無くて、チームの戦術を成立させるための黒子としてプレイをし、統率されたプレイで相手チームに思考する暇を与えずに高速展開する猛攻を指揮し、1on1ではノアを抑え込んでみせた。潔からスナッフィーの攻略法を聞かれるも、ノアも攻略法を見出せずに「わからん」と言っている。
嘗て親友であるプロ選手ミックと共に自身の才能に全てを乗せるように生き、二人で欧州5大リーグを全て制覇できると信じて疑わなかった過去を持つ。その親友は練習不足から怪我をし、そのままレギュラー剥奪やスキャンダルにより精神を追いやられ自殺してしまう。この出来事がきっかけで現在の哲学に至り、ブルーロックの選手らに「サッカーを失ったら何が残る」、「天才でなくなった自分を好きでいられるか」と問いかける。
自分の才能にすべてを懸ける馬狼を「最高だ」と評し、彼を直々に自分に代わるユーヴァースの王に指名する。一度は馬狼に手を払われるものの、ロレンツォの説得によって「自分を王にプロデュースしてみせろ」というオーダーを受けて馬狼中心のチームを構築。試合中において馬狼が四度シュートを防がれたことで「仕事を降りる」と宣言して暴走した際も、戦術を含めてチームを乗っ取り、栄光と天秤にかけるほどの「絶望」を欲した彼を更に評価し、作戦設計にない馬狼のギャンブルシュートをまるで道を開けるかのようにアシストした。
馬狼のシュートが成功し、2点目を取った時には馬狼に「お前の勝ち」と称賛したが、馬狼からは結果論と一蹴され、スナッフィーとの仕事を終えて、1人のフットボーラーとしての馬狼の意見として、自身の生き方を2流ストライカーと言われ、自身との決着がついてないから引退を撤回しろと言われる。その発言を聞くと、ミックの最期の言葉を思い出し、ミックの言葉を今なら信じられると思い、馬狼に「現役続行だ」「世界一は俺だぜ」と「5大リーグを制覇したら現役を引退して指導者に転向する」と自身の表明を覆して、引退をせずに現役続行を決断した。
スターシステム終了後は閃堂と交代してベンチに下り、ノアに「潔と馬狼を見ていると、ノアと絵心の腐れライバル関係を思い出す」と言い、潔や馬狼らがこのまま伸びて行けば「日本がW杯で優勝するって戯言も夢じゃ無くなるかもな」と評価した。

### 海外選手
ミヒャエル・カイザー
声 - 宮野真守
『新世代11傑』のストライカーに選ばれているNo.1ルーキー。誕生日は12月25日。身長186cm。血液型はA型。19歳。ドイツの名門クラブチーム「バスタード・ミュンヘン」の下部組織に所属するU-20カテゴリの選手で、チームの絶対的エース。
金髪の襟足から二本の長い房を伸ばしたヘアスタイル。青く染めた毛先と、首から左腕にかけて刻まれている同色の青い薔薇のタトゥーが特徴の美少年。すでに3億円の年俸を勝ち獲っているが、ノエル・ノアを不動のエースとしている「バスタード・ミュンヘン」ではこれ以上の躍進を望めないと考え、他のビッグクラブからそれ以上の評価を獲得するために「新英雄大戦」に参加し、世一たちの前に姿をあらわす。
秀でた眼と頭脳を駆使しながらの首振りによってフィールド全域を把握し、戦況を予見する能力（「超越視界（メタ・ビジョン）」）による完璧なポジショニング、優れたフィジカルとハンドワークで自らの姿勢をキープする能力にも長ける、「世一の才能の延長上にいる天才」。唯一無二の武器として、全身のバネを集結させた世界一のスウィングスピードを発揮する右足による、高速かつ超精密な無回転シュート「皇帝衝撃波（カイザーインパクト）」を持つ、「0を1に変える絶対的なストライカー」。「皇帝衝撃破」はその脚によるシュート全般を指し、オーバーヘッドの姿勢から地面に叩きつけて軌道を変化させる「地弾型（バウンディング）」、マグヌス効果を利用した高速カーブシュート「廻（マグヌス）」などのバリエーションが存在する。
芝居がかった口調と振る舞いをする一見優雅な性格だが、その口からは「クソ◯◯」という乱暴な口癖と、絶対的な実績と自信からなる他者へのマウントが後を絶たない。マウント癖はノアにも常々諌められる程だが、本人は尽く聞き流している。他者に勝手に役柄を当てはめる癖もあり、U-20日本代表戦での戦勝インタビューをしていた世一に興味を持ち、「自分を主役と勘違いした哀れな道化」と罵倒。そこからプレー中に執拗な妨害をするようになり、味方でありながら「新英雄大戦」における世一の最大の障壁となる。ノアからエースの座奪う事ができず思い悩んだり、格上の選手相手に積極的に勝負を挑まない消極性を覗かせることもある。
舞台演出家の父親と女優の母親の間に生まれたが、出生後すぐに母親が出ていったことで落ちぶれた父親との父子家庭で育つ。ギャンブル狂いの父親の指示で万引きを繰り返すという劣悪な環境で、母親への憎しみを燃やす父親に「汚物以下のクソ物（ぶつ）」と呼ばれて育った。唯一自発的な意思で購入したサッカーボールを大事にしていたが、宝石強盗の濡れ衣をかけられた際にサッカーボールを父親に破壊されかけたことで激昂、サッカーボールだけで警官7人を昏倒させるという事件を引き起こしたことでPIFAエージェントのレイ・ダークの目に留まり、サッカー選手の道を開く。自分は「望まれて生まれた存在」ではないと考え、生育環境や友人の裏切りを受けた過去もあり「望まれて生まれてきた人間」に対して勝利することで自分の存在を傷として刻みつける「悪意による存在証明」に快感を見出しはじめる。以後はネスを「悪意に服従する犬」として洗脳して配下に置き、選手としての頭角を現す。やがて「すべてのフットボール選手を絶望させる」ために世界一を目指すようになった。内面には「愛されたい」という承認欲求が潜んでおり、対フランス戦でそれを再確認する。
登場当初は世一に対してプレー中の妨害を繰り返すものの、彼が自分と同じ眼の使い方（「超越視界」）を学習し始めたあたりから少しずつ苛立ちを募らせはじめ、対イングランド戦で彼に思考の上を行かれたことで対等のストライカーとして認める。続く対イタリア戦では、自分の仕掛けた得点勝負で世一にビハインドを喫し敗北。「皇帝衝撃波・廻」を発明するものの、最終試合となる対フランス戦でミスショットとなってから完全に崩壊。絶望の淵で一度は屈しかかるが、世一への執着がいつしか「自分のすべてを奪われる恐怖」「かつてのような暮らしに戻りたくない」という感情によるものだと気づき、評価を最優先とした守りに入った生き方をしていたと自覚。最大の逆境において自分が持つ余計なすべてを捨てて「０（ゼロ）」に戻ることを決意。周囲を操るプレースタイルへと切り替えて雷市や國神と連携し、清羅のアシストによって「廻」を成功させ得点、超英雄（スーパースター）として覚醒する。
年俸額は登場当初3億円。イタリア戦を経て世界最強のクラブ「レ・アール」から3億2000万円のオファーを獲得。海外選手のためランキング対象ではないが、「新英雄大戦」参加者では判明している中で最高額を獲得している。
アレクシス・ネス
「魔術師」と呼ばれる選手。ドイツのクラブチーム「バスタード・ミュンヘン」のMFであり、チームのリーダー格にしてカリスマのカイザーに絶対的な忠誠心を抱いている。異様に柔らかい足首によるボールタッチと、後出しで動きを変えられる柔軟な立ち回りでベストなプレーを自在にできるフットワークの持ち主であり、「チームの心臓」と評されている。
スペイン戦の試合後にかけられた入札年俸額は、5000万円である。
科学者の家に生まれ、兄、姉も両親と同じ道を志す中、本人は魔法やファンタジーに憧れ家庭内では落ちこぼれの扱いであった。やがて成長するにつれ、自分は科学的に説明できない物事に興味があるという個性を自覚。あるときサッカーの試合を観戦しスタジアムの興奮や熱狂を体感したことからプロのサッカー選手を志し、地元のクラブで実力をつけバスタード・ミュンヘンに入団するチャンスを得る。
トライアルテストでは自身の理想とするプレースタイルをチームメンバーが共有できなかったため悲願が破れかけるが、カイザーの登場により状況は一変。彼のハットトリックの立役者となった事で合格を果たすと共に、カイザーの信奉者となる。
中性的な美男子で表向きは柔和そうな青年に見えるが、上述の来歴ゆえにカイザーの意にそぐわず彼の存在を脅かそうとする人間に容赦が無く、敵愾心を剥き出しにした毒舌を吐くことはおろか、プレーの妨害も辞さない。
イングランド戦後、カイザーの意識が自身ではなく潔に向けられたことで、潔に対する嫉妬と憎悪を抱く。
フランス戦の途中で、カイザーが今までの自分と決別しプレースタイルを一新したため関係も自然とリセットされる事となり、信じてきたものを見失いチームのお荷物となってしまうが、自身も「カイザーと世界一になるサッカー」を捨て変化する事を決意。國神からのルーズボールを拾い渾身のパスを放つ。しかし、未練を完全に捨て切れておらず、これは世一に供給され決勝弾につながってしまう。
エリック・ゲスナー
ドイツのクラブチーム「バスタード・ミュンヘン」のFWであり、ツーブロックに刈り込み逆立てた金髪と細目が特徴。
カイザーほどではないが、口がかなり悪い。
早く精密なドリブルが武器。
ベネディクト・グリム
ドイツのクラブチーム「バスタード・ミュンヘン」のFWであり、縦ロールとウェーブヘアをいっしょくたにした髪型と儚げな風貌が特徴。
カイザーやゲスナーのように口や態度は悪くないものの、物事を何でも悲観的に捉えたがるペシミスト。
儚げな風貌に似合わず、早く力強いドリブルが武器。
名前がイガグリと同じ「グリム」であることに加え、蟻生のような性格であったことから雷市に「オシャグリ」という俗称をつけられた。
アギ
イングランドのクラブチーム「マンシャイン・C」FWの黒人選手。
自他ともに認める変態級の分析好きであり、周囲からは「Dr.」と呼ばれている。
凪の天才的なプレイスタイルに興味を示し、凪のゲームメイカーとしてのトレーニング指導に自ら進んで買って出るが、凪が自らの指導に背いて玲王にゲームメイクを任せるプレーを始めた際に、凪に対する興味を失った。
手足の長さを活かした空中戦を得意とする他、凪のプレイングを早速自身の戦法に取り入れたりするなど、サッカーIQも非常に高い。
ドン・ロレンツォ
新世代11傑のひとり。ポジションはCB。イタリアのクラブチーム「ユーヴァース」に所属している。
痩せ型で目の落ちくぼんだ、ゾンビを思わせる不気味な風貌の選手。全ての歯を金歯にしており、カイザーからは「全金歯（フルキン）野郎」と呼ばれていた。うなじにコインを飲み込む唇のタトゥーを入れている。「ユーヴァース」の指導者であるマルクを強く慕っている。
金銭に対する執着心が非常に強く、対戦相手のことを年俸額で呼ぶ。ある程度面識がある相手は愛称をつける。自分の価値を示すために最も年俸額の高い相手チームのエースを徹底的にマークして潰すスタイルから「主役喰い（エースイーター）」の異名を持つ。優れた予測力と身体能力で相手の攻撃をあっさりと潰して見せ、相手に重心を読ませない上半身と下半身の動きがバラバラに動く奇怪なドリブル「死者蹴舞（ゾンビステップ）」による突破力やボールキープ力も非常に高い。更にボールを奪取した後にはポジションをMFにスイッチし、攻撃の主軸となって最前線へとボールを運ぶ「死者長距離反撃（ゾンビロングカウンター）」の中核選手。
外見とは裏腹に陽気な性格。「だぁー」という奇妙な唸り声や、犬猫の鳴き声を真似することが多い。チームメンバーにも好意的で、馬狼にも物怖じせずに話しかけに行くコミュニケーション力も持っている。好きなものはキャラメル味のポップコーン。
もとは親に捨てられたストリートチルドレンであり、行き倒れかけていたところをマルクに拾われた。トレードマークの総金歯はマルクに保護された直後に本人の要望で治療されたもので、ロレンツォはこの法外な要求が飲まれるか半信半疑だったが、マルクがそれをあっさりと快諾したため、「夢をくれる大人」として彼の信奉者となった。
基本ポジションはCBだが、圧倒的な守備能力や身体能力でボールを奪取するとMFにシフトし、重心を読ませない奇妙なドリブルや連携プレーを駆使して前線までボールを運ぶを戦術とする。スペイン戦では、この戦術を使って馬狼までボールを運ぶことで、馬狼のハットトリックに繋げた。
シャルル・シュヴァリエ
フランスのクラブチーム「P・X・G」のU-20の超新星MF。15歳。優秀なパサーとしての実力を持っている。
彼の育成のためにロキが新英雄大戦の指導者として参加することを決定するなど、彼から世界一の切符として多大な期待を寄せられているが、シャルル自身は非常に気まぐれな天邪鬼であり、天才中の天才であるがゆえのモチベーションのムラっけが欠点。
凛と士道、両者の性格を理解し、それらに見合ったパスの打ち分けを行って得点機を創出する「P・X・Gの心臓」。天邪鬼な性格の通り、困難なコースへのパスを進んで選択する悪癖がある。士道と「夢中」の連鎖を行い、潔と氷織がフランスで成し遂げた最高同士の化学反応を感覚的に引き起こした。

### その他の登場人物
多田 友也（ただ ともなり）
声 - 藤澤奨
世一の一難高校でのチームメイト。
県大会決勝戦でゴール前で世一にパスを要求したが、フリーであったのにも関わらず外してしまった。対U-20代表戦後の休暇で帰宅した世一と再会するほどに仲の良い間柄だが、そこで世一の決勝点を「ごっつぁんゴール」「たまたま落ちてきただけ」と彼の活躍を無自覚に否定してしまい、世一に自分の変化を自覚させることとなった。
一難高校監督
声 - 小山力也
世一の所属していたサッカー部の監督。
ワン・フォー・オール、オール・フォー・ワンのスローガンを掲げ、県大会決勝で敗退した部員たちを号泣しながら賞賛した。部員たちの多くも涙していたが、世一が胸のなかで「勝ちたかった」という後悔を募らせるようになってしまった。
潔 一生（いさぎ いっせい）、潔 伊世（いさぎ いよ）
声 - 相馬康一（一生）、中原麻衣（伊世）
世一の両親。サッカーのことはよくわかっていないが、世一の夢を全力で応援している。
県大会決勝戦の夜にとんかつで験を担いでしまうのんびりした夫婦。
玲王の両親
声 - 東地宏樹（父親）、早見沙織（母親）
御影コーポレーションを取り仕切る社長夫婦。
決して玲王との親子仲は悪くないが、息子にW杯優勝の夢よりもビジネスマンとしての成長を望んでいる。
蜂楽 優（ばちら ゆう）
声 - 甲斐田裕子
廻の母親。著名な芸術家で、廻からは「優」と名前で呼ばれている。
弐瓶 集作（にへい しゅうさく）
声 - 佐々木義人
「サッカージャーナル」の記者。冴や世一の取材を担当した。
レイ・ダーク
カイザーの回想に登場した、国際サッカー連合（PIFA）のエージェント。サッカーボールを象った形状のグリップがついた杖を突いている。
警察官相手にサッカーボールで大立ち回りをしたカイザーのニュースを聞いて、彼の身元引受を申し出る。バスタード・ミュンヘンの下部組織編入の手助けをした。作中で登場したPIFA会長と酷似していることから同一人物と思われる。

## 用語
青い監獄（ブルーロック）
W杯優勝を見据えた、世界一のストライカーを育成するための施設。
壱号棟から伍号棟の5つの棟から構成されている。「B」-「Z」の全25チームが参加。: B-Fが壱号棟、G-Kが弐号棟、L-Pが参号棟、Q-Uが肆号棟、V-Zチームが伍号棟に分かれて生活しているとされている。1チームは11人でアルファベットの若い順に高いランクとなっている。面識のある者同士が同じチームになる事例（潔と吉良、鰐間兄弟、玲王と凪）が複数あるが、意図的に仕組まれたものかどうかは不明。
選ばれた300人はここで共同生活を行い、トップトレーニングと選考をこなす。
実際は5つの棟全てが伍号棟であり、参加者全員が一番下のランクの棟にいると思い込まされていた。
ランキング
選手は一人一人ランキングされる。最初の棟では、チームVが221位〜231位、チームWが232位〜242位という風にランキングされ、試合後にゴールを決めた得点数や試合での活躍などでランキングが変動する。各選手の順位はユニフォームにワッペンとして貼られており、選考結果に応じてその都度更新されていく。
二次選考では今までのランキングの効果は無く、単に二次選考1stステージをクリアした順番がランキングとなる。
三次選考では、上位7名のみ明確に公表されている。
新英雄大戦では、各国のクラブチームが提示した入札年俸価格がそのままランキングとなる。
青い監獄プロジェクト（ブルーロックプロジェクト）
W杯優勝を見据えた、世界一のストライカーを育成することを目標に掲げたプロジェクト。選ばれた300人のうち1人のみを選抜する計画であり、脱落した選手達は永久に日本代表に入る権利を失う。1人1人にランクがつけられており、トレーニングや試合の結果で日々アップダウンする。当初は、ランキング上位5名は、無条件で半年後のU-20W杯のFW登録選手となるとされていた。特別壮行試合の結果、絵心がU-20W杯の全件を掌握することとなり、23名の登録選手全員を青い監獄で選抜するべく、新たなプロジェクト「新英雄大戦」を始動する。
日本フットボール連合
会長を不乱蔦宏俊（ぶらつたひろとし）におく組織。略称はJFU。サッカーを金儲けの手段としか考えておらず、予算を食う上に騒動を起こすブルーロックを忌み嫌い、絵心に対して青い監獄消滅を賭けた特別壮行試合を持ち掛けた。

## 選考
絵心甚八による、集めた300人の中から1人のストライカーを選抜するための選考。
入寮テスト「オニごっこ」
300人を25チーム12人に分け、PAエリアと同じ広さの部屋の中で行われた。制限時間は136秒で、最後にボールを当てられた者が失格となった。
失格の1人を除いた11人で「チーム」となり、次の選考に進んでいく。合計275名が通過可能。
一次選考「総当たりグループリーグマッチ」
25チームそれぞれ下位5チーム用の棟である伍号棟に入れられV～Zのチーム名を付けられランキングも低い順位になり、実力者も底辺と思い込まされる仕組みになっている。実際には1～4号の棟は存在せず伍号棟が5つあり、チームB～Uや人数的に合わない謎の最上位チームであるチームAは存在せずどの棟でもチームV～Zになっていた。
同じ棟内で5チームの総当たりを行う。チームに勝ち3点、負け0点、引き分け1点の勝点が与えられ、上位2チーム22名が勝ち残り、残り3チームは失格・強制退場となる。ただし、復活枠として敗れたチームの最多得点王1名ずつの3名も勝ち上がることができる。得点王が複数いる場合はフェアプレーポイント、ブルーロックランキングが高いほうが選ばれる。各棟25名ずつ、合計125名が通過可能。
二次選考「奪敵決戦（ライバルリー・バトル）」
5つのステージから構成されている。
1stステージ
世界トップレベルのゴールキーパーのデータを収集して作られた人工知能ホログラムGK 「BLUE LOCK MANシステム」を導入しており、1人でホログラムのゴールキーパーに対し、90分間で100ゴールすることがクリアの条件となる。ゴール数が増えるほどレベルがあがり、「Lv.1」「Lv.2」「Lv.MAX」まで段階がある。
クリアした者のみ2ndステージに進むことができる。
二次選考のブルーロックランキングは二次選考1stステージをクリアした順。突破人数は明かされていないが、二次選考のランキング111位の士道が居ることから、一次選考通過者125人のうち最低でも111人は突破している。
2ndステージ-5thステージ
3人1組を作り、初めは3rdステージからのスタートとなる。
各チームのゴールキーパーにはBLUE LOCK MANを採用し、5点先取したチームの勝利とする。勝利したチームは相手チームから1人を指名して新たに4人のチームを作り、同じルールで4thステージも勝利し、5人組を作ったチームが二次選考クリアとなる。
ただし負けたチームは下のステージに戻る必要があり、2ndステージで敗れて相手チームに選ばれなかった場合、失格となる。
2ndステージ-4thステージでもトレーニングルームに加え食堂や寝室、風呂場等の生活設備があり、ステージが進むにつれて生活する環境も良くなっている。
5thステージに進出することで、三次選考一次ノルマとして世界選抜と対戦する権利を得られる。
2ndステージを敗退し、失格となった選手はそのまま脱落するか、「敗者復活戦(ワイルドカード)」に挑戦するかの選択権が与えられる。
三次選考一次ノルマ「世界選抜戦」
二次選考5thステージ進出時点のチームで、ジュリアン・ロキ他世界選抜チーム5人との5vs5マッチを行う。
二次選考同様BLUE LOCK MANがゴールキーパーとなり、5点先取が勝利条件となる。
なお、この試合は勝ち負けに関わらず、世界選抜チームによる査定が目的である。第58話で蟻生・時光から、対戦を断った選手が三次選考進出者の中に一人もいなかった。
三次選考2ndノルマ「語学学習」
まずは英語から勉強する。
三次選考「適性試験（トライアウト）」
ここまでの通過者は7組35名。二次選考1stステージのクリア人数からすれば、もっと多数が二次選考を通過可能だが、どの段階で多数脱落しているかは不明。
元々は違う選考内容を予定していたが、日本フットボール連合との対立の結果、絵心がU-20を乗っ取る計画を考え、急遽選考内容を変更する流れとなり、適性試験によって11傑（レギュラー）とベンチ入り選手のブルーロック選抜を決めて、糸師冴を加えたU-20日本代表チームと対決することとなる。
固定選手2名を代表とした3チームによる5vs5マッチ。試合ルールは二次選考と同様。
各チームの代表は、世界選抜戦を終えた時点で新たに査定したランキングの上位6名が担い、1～2位をチームAの固定選手、3～4位をチームBの固定選手、5～6位をチームCの固定選手に振り分け。残りの選手29名は3チームのうち1チームを選択し、1人につき1試合のみ加入する形式となる。なお、人数の端数対策として、暫定7位の選手のみ2試合参加というシード権が与えられ、蜂楽がそれを担うこととなった。選手は皆、試合前日まではモニターで他の選手の試合を確認することが出来る。
U-20日本代表 VS. 青い監獄選抜「特別壮行試合（スペシャル・ビッグマッチ）」
ブルーロックの存続がかかっており、負ければブルーロックは解体される。
敗者復活戦（ワイルドカード）
二次選考2ndステージにて敗北し、かつ相手に選ばれなかった選手が挑戦可能なステージ。
詳しい選考内容は明かされていないが、世界一のストライカー、ノエル・ノアと同じ肉体を創り出す実験の場として設けられた。
「数値上」ノエル・ノアの肉体に最も近づくことが出来た一名のみを通過者とし、國神がそれに該当したとされる。
最終選考「新英雄大戦（ネオ・エゴイスト・リーグ）」
イングランド、スペイン、イタリア、フランス、ドイツの5ヶ国を代表する各チームいずれかとの合同訓練に参加し、チームの中でレギュラーを勝ち取ることが第一条件となる。その後、各チームのレギュラー同士でリーグ戦を行う。3点先取制で、スタメンの交代は無制限。また、FW以外のポジションの志望も可能とされている。
また、各チームにはノエル・ノアやジュリアン・ロキを始めとしたスター選手が指導者として就く。指導者は特別ルールに基づき、一試合につき3分だけ出場可能。
本選考は「ブルーロック・ティービー（BLTV）」を通して、全世界に中継配信されている。試合後に各国のチームによる選手入札が行われ、その落札額が年俸として扱われる。
その年俸が直接ブルーロックランキングに反映され、全ての試合を終えた時の上位者23名はU-20選手として登録される。
本選考は二次選考通過者35名に、U-20選抜チームから10名、敗者復活戦から國神を加えた46名により行われる。

## 評価
- ライターのちゃんめいは本作が「史上最もイカれたサッカー漫画」と呼ばれる3つの理由について以下のように述べている。
  1. 主人公たちが挑む選考の数々は、従来のサッカー漫画の指導とはかけ離れたまさに「実験」的な内容となっている[14]。
  2. 従来のスポーツの魅力だった作中で描かれる「仲間との助け合いや友情」を真っ向から否定し「圧倒的な個性」が求められている[14]。
  3. サッカー漫画の見所である奇跡的な勝利が本作では評価されず、もう一度同じように勝利する「成功の再現性」が本作では求められている[49]。

また、従来のサッカー漫画とは一風変わったストーリーを描く本作についてちゃんめいは「エゴイストとしての頭角を現し心身ともに強くなっていく潔世一やストライカーたちの姿は読者の目にとても魅力的に映る。そして何より、作中に登場するチーム論や考え方は現実社会を生きる私たちにとても役立つものになっている。」と評している。
- フリーライター兼編集者の青木圭介は本作について「題材は紛れもなくサッカーでありながら、”閉鎖された施設にて同じポジションの300人で戦い、負ければ夢破れる”というデスゲームの要素を色濃く取り入れている。原作者が『神さまの言うとおり』でお馴染みの金城宗幸なだけあり、その設定は非常に残酷で秀逸である。」と評している[10]。
- アニメ化決定の祝福コメントとしてプロサッカー選手の大久保嘉人は本作について「エゴイストFW育成という、これまでのサッカーマンガにはない尖ったテーマを貫き通す姿勢こそがエゴイストFWに必要なものであり、その信念が『ブルーロック』をより一層面白くしている。」と、同じくプロサッカー選手の岡崎慎司は本作について「特にFWとしてもう一度点取り屋としてゴールを取るために考えた思考と重なる事があり、潔世一の成長を自分と重ねてみることが出来て、いつも楽しみにしている。」とそれぞれ述べている[50]。

## 書誌情報

### 漫画
- 金城宗幸（原作） / ノ村優介（作画） 『ブルーロック』 講談社〈講談社コミックス〉、既刊35巻（2025年8月12日現在）
  1. 2018年11月16日発売[13]、ISBN 978-4-06-513400-9
  2. 2019年1月17日発売[51]、ISBN 978-4-06-514121-2
  3. 2019年3月15日発売[52]、ISBN 978-4-06-514447-3
  4. 2019年6月17日発売[53]、ISBN 978-4-06-515450-2
  5. 2019年8月16日発売[54]、ISBN 978-4-06-516336-8
  6. 2019年10月17日発売[55]、ISBN 978-4-06-517167-7
  7. 2020年1月17日発売[56]、ISBN 978-4-06-517887-4
  8. 2020年3月17日発売[57]、ISBN 978-4-06-518559-9
  9. 2020年5月15日発売[58]、ISBN 978-4-06-518854-5
  10. 2020年8月17日発売[59]、ISBN 978-4-06-520360-6
  11. 2020年10月16日発売[60]、ISBN 978-4-06-521018-5
  12. 2020年12月17日発売[61]、ISBN 978-4-06-521638-5
  13. 2021年3月17日発売[62]、ISBN 978-4-06-522073-3
  14. 2021年5月17日発売[63]、ISBN 978-4-06-523148-7
  15. 2021年8月17日発売[64]、ISBN 978-4-06-524479-1
  16. 2021年10月15日発売[65]、ISBN 978-4-06-525141-6
  17. 2021年12月17日発売[66]、ISBN 978-4-06-526286-3
  18. 2022年3月17日発売[67]、ISBN 978-4-06-527288-6
  19. 2022年5月17日発売[68]、ISBN 978-4-06-527913-7
  20. 2022年7月15日発売[69]、ISBN 978-4-06-528501-5
  21. 2022年10月17日発売[70]、ISBN 978-4-06-529489-5
  22. 2022年12月16日発売[71]、ISBN 978-4-06-529987-6
  23. 2023年3月16日発売[72]、ISBN 978-4-06-530927-8
  24. 2023年5月17日発売[73]、ISBN 978-4-06-531566-8
  25. 2023年7月14日発売[74]、ISBN 978-4-06-532183-6
    - 『潔・蜂楽サイン入り公式応援セット付き特装版』同日発売[75]、ISBN 978-4-06-532182-9

  26. 2023年9月14日発売[76]、ISBN 978-4-06-532844-6
    - 『國神・千切サイン入り公式応援セット付き特装版』同日発売[77]、ISBN 978-4-06-532839-2

  27. 2023年12月15日発売[78]、ISBN 978-4-06-533904-6
    - 『凪・玲王サイン入り公式応援セット付き特装版』同日発売[79]、ISBN 978-4-06-533940-4

  28. 2024年3月15日発売[80]、ISBN 978-4-06-534561-0
    - 『凛・冴サイン入り公式応援セット付き特装版』同日発売[81]、ISBN 978-4-06-533940-4

  29. 2024年5月16日発売[82]、ISBN 978-4-06-535506-0
    - 『カイザー・ネスサイン入り公式応援セット付き特装版』同日発売[83]、ISBN 978-4-06-535508-4

  30. 2024年8月16日発売[84]、ISBN 978-4-06-536520-5
    - 『氷織・黒名サイン入り公式応援セット付き特装版』同日発売[85]、ISBN 978-4-06-536525-0

  31. 2024年10月17日発売[86]、ISBN 978-4-06-537047-6
    - 『公式サイン入りエゴイストトランプ付き特装版』同日発売[87]、ISBN 978-4-06-537046-9

  32. 2024年12月17日発売[88]、ISBN 978-4-06-537769-7
    - 『公式サイン入り2025年カレンダー付き特装版』同日発売[89]、ISBN 978-4-06-537763-5

  33. 2025年3月17日発売[90]、ISBN 978-4-06-538708-5
    - 『ノ村優介執筆！SDステッカーセット付き特装版』同日発売[91]、ISBN 978-4-06-538709-2

  34. 2025年6月17日発売[92]、ISBN 978-4-06-539759-6
    - 『描き下ろし潔・蜂楽・千切学生服SDステッカー付き特装版』同日発売[93]、ISBN 978-4-06-539756-5

  35. 2025年8月12日発売[94]、ISBN 978-4-06-540365-5
    - 『描き下ろしカイザー・ネス・五十嵐日常着SDステッカー付き特装版』同日発売[95]、ISBN 978-4-06-540367-9
- 金城宗幸（原作） / 三宮宏太（漫画） / ノ村優介（キャラクターデザイン） 『ブルーロック-EPISODE 凪-』 講談社〈講談社コミックス〉、全8巻
  1. 2022年10月17日発売[96]、ISBN 978-4-06-528981-5
  2. 2023年3月16日発売[97]、ISBN 978-4-06-530930-8
  3. 2023年9月14日発売[98]、ISBN 978-4-06-532843-9
  4. 2024年4月17日発売[99]、ISBN 978-4-06-535171-0
  5. 2024年7月17日発売[100]、ISBN 978-4-06-536163-4
  6. 2024年11月15日発売[101]、ISBN 978-4-06-537432-0
  7. 2025年5月16日発売[102]、ISBN 978-4-06-539351-2
  8. 2025年8月12日発売[103]、ISBN 978-4-06-540366-2

### 小説
- 金城宗幸（原作） / 三宮宏太（イラスト） / ノ村優介（キャラクターデザイン） / もえぎ桃（小説） 『小説 ブルーロック 戦いの前、僕らは。』 講談社〈KCデラックス〉、既刊4巻（2024年7月17日現在）
  1. 『潔・凪・蜂楽』 2022年10月17日発売[104]、ISBN 978-4-06-529449-9
  2. 『千切・玲王・凛』 2023年1月17日発売[105]、ISBN 978-4-06-530251-4
  3. 『二子・國神・氷織』 2023年10月17日発売[106]、ISBN 978-4-06-532990-0
  4. 『蟻生・馬狼・雪宮』 2024年7月17日発売[107]、ISBN 978-4-06-536112-2

- 金城宗幸（原作） / ノ村優介（イラスト） / 吉岡みつる（小説） 『小説 ブルーロック』 講談社〈講談社KK文庫〉、既刊10巻（2025年1月17日現在）
  1. 2022年11月17日発売[108]、ISBN 978-4-06-529685-1
  2. 2023年1月14日発売[109]、ISBN 978-4-06-530695-6
  3. 2023年3月15日発売[110]、ISBN 978-4-06-531021-2
  4. 2023年7月18日発売[111]、ISBN 978-4-06-532136-2
  5. 2023年10月16日発売[112]、ISBN 978-4-06-533423-2
  6. 2024年2月15日発売[113]、ISBN 978-4-06-534442-2
  7. 2024年6月17日発売[114]、ISBN 978-4-06-535717-0
  8. 2024年8月19日発売[115]、ISBN 978-4-06-536575-5
  9. 2024年11月18日発売[116]、ISBN 978-4-06-537492-4
  10. 2025年1月17日発売[117]、ISBN 978-4-06-538133-5

- 金城宗幸（原作） / 三宮宏太（イラスト） / ノ村優介（キャラクターデザイン） / もえぎ桃（小説） 『小説 ブルーロック-EPISODE 凪-』 講談社〈講談社KK文庫〉、既刊2巻（2024年5月15日現在）
  1. 2024年4月17日発売[118]、ISBN 978-4-06-535155-0
  2. 2024年5月15日発売[119]、ISBN 978-4-06-535437-7

### その他
- 金城宗幸、ノ村優介、週刊少年マガジン編集部（監修） 『ブルーロック キャラクターブック EGOIST BIBLE』 講談社〈KCデラックス〉、既刊2巻（2024年10月17日現在）
  1. 2022年10月17日発売[120]、ISBN 978-4-06-529431-4
  2. 2024年10月17日発売[121]、ISBN 978-4-06-537222-7

## アニメ

### テレビアニメ
第1期は2022年10月から2023年3月までテレビ朝日系列『NUMAnimation』枠ほかにて、連続2クールで放送された。
第2期『ブルーロック VS. U-20 JAPAN』は2024年10月から12月までテレビ朝日系列『IMAnimation』枠にて全14話で放送された。

#### スタッフ
|                                           | 第1期                                                                            | 第2期                          |
| ----------------------------------------- | -------------------------------------------------------------------------------- | ------------------------------ |
| 原作・ストーリー監修                      | 金城宗幸                                                                         | 金城宗幸                       |
| 漫画                                      | ノ村優介                                                                         | ノ村優介                       |
| 監督                                      | 渡邉徹明                                                                         | 生原雄次                       |
| 副監督                                    | 石川俊介                                                                         | N/A                            |
| シリーズ構成・脚本                        | 岸本卓                                                                           | 岸本卓                         |
| コンセプトアドバイザー                    | 上村泰                                                                           | N/A                            |
| キャラクターデザイン                      | 田辺謙司                                                                         | 田辺謙司                       |
| キャラクターデザイン                      | 進藤優（メイン） 戸谷賢都                                                        | N/A                            |
| チーフアクション ディレクター             | 東島久志                                                                         | N/A                            |
| アクションディレクター                    | 坂本ひろみ                                                                       | 興村忠美、窪敏                 |
| チーフ3Dレイアウター                      | N/A                                                                              | 佐久間澪                       |
| プロップデザイン                          | 興津香織、東島久志、瀧原晶子 橋本明日美、小倉典子 杉村友和、齊藤めぐみ、福田歩美 | もりともこ、飯田香帆、興津香織 |
| 衣装デザイン                              | 中島裕里                                                                         | もりともこ、飯田香帆、興津香織 |
| 作画特殊効果                              | N/A                                                                              | あかね                         |
| 色彩設計                                  | 小松さくら                                                                       | 小松さくら                     |
| 美術設定                                  | 杉山晋史                                                                         | 佐久間澪                       |
| 美術監督                                  | 高木佐和子、小島俊彦 新井佳奈                                                    | 三宅昌和、東大地               |
| 撮影監督                                  | 浅黄康裕                                                                         | 浅黄康裕                       |
| 3DCGディレクター                          | 広沢範光                                                                         | 山下智基、生原雄次             |
| 3DCGチーフ アニメーター                   | N/A                                                                              | 広沢範光                       |
| スペシャルコンポジター グラフィックワーク | N/A                                                                              | 生原雄次                       |
| ビジュアルコンセプト                      | 山下敏幸                                                                         | N/A                            |
| 編集                                      | 長谷川舞                                                                         | 長谷川舞                       |
| 音響監督                                  | 郷文裕貴                                                                         | 郷文裕貴                       |
| 音響制作                                  | ビットグルーヴプロモーション                                                     | ビットグルーヴプロモーション   |
| 音楽                                      | 村山☆潤                                                                          | 村山☆潤                        |
| 音楽制作                                  | ランティス                                                                       | ランティス                     |
| 音楽プロデューサー                        | 庄司夕紀                                                                         | 手塚祐貴                       |
| プロデューサー                            | 有澤亮哉                                                                         | 有澤亮哉                       |
| プロデューサー                            | 古川慎、森悠紀→柳井寛史                                                          | 佐藤尚哉、川勝宥典、岩田皐希   |
| アニメーション プロデューサー             | 平野強                                                                           | 小菅秀徳                       |
| アニメーション制作                        | エイトビット                                                                     | エイトビット                   |
| 製作                                      | 「ブルーロック」製作委員会                                                       | 「ブルーロック」製作委員会     |

#### 主題歌
「カオスが極まる」
UNISON SQUARE GARDENによる第1期第1クールオープニングテーマ。作詞・作曲は田淵智也、編曲はUNISON SQUARE GARDEN、SEアレンジメントはeba。
「Judgement」
ASH DA HEROによる第1期第2クールオープニングテーマ。作詞はASH、編曲はNarukaze、作曲は両者の共作。
「WINNER」
仲村宗悟による第1期第1クールエンディングテーマ。作詞・作曲は仲村、編曲は村山☆潤。
「Numbness like a ginger」
UNISON SQUARE GARDENによる第1期第2クールエンディングテーマ。作詞・作曲は田淵智也、編曲はUNISON SQUARE GARDEN。
「傍若のカリスマ」
UNISON SQUARE GARDENによる第2期オープニングテーマ。作詞・作曲は田淵智也、編曲はUNISON SQUARE GARDEN。
「One」
Snow Manによる第2期エンディングテーマ。作詞はJUN (Blue Vintage)、作曲・編曲はSunny、D&H (PURPLE NIGHT)。

#### 各話リスト
| 話数                    | サブタイトル     | 絵コンテ                              | 演出                           | 作画監督 | アクション作画監督         | 総作画監督                                              | 初放送日       |       |       |       |       |       |       |       |       |       |       |       |       |       |       |       |       |       |
| 第1期                   | 第1期            | 第1期                                 | 第1期                          | 第1期 | 第1期                      | 第1期                                                   | 第1期          | 第1期 | 第1期 | 第1期 | 第1期 | 第1期 | 第1期 | 第1期 | 第1期 | 第1期 | 第1期 | 第1期 | 第1期 | 第1期 | 第1期 | 第1期 | 第1期 | 第1期 |
| ----------------------- | ---------------- | ------------------------------------- | ------------------------------ | --- | -------------------------- | ------------------------------------------------------- | -------------- | ----- | ----- | ----- | ----- | ----- | ----- | ----- | ----- | ----- | ----- | ----- | ----- | ----- | ----- | ----- | ----- | ----- |
| 第1話                   | 夢               | 渡邉徹明                              | 渡邉徹明 川瀬まさお 横山和基   | もりともこ 橋本明日美 小倉典子 松本剛彦 | 東島久志 坂本ひろみ        | 田辺謙司 進藤優 戸谷賢都                                | 2022年 10月9日 |       |       |       |       |       |       |       |       |       |       |       |       |       |       |       |       |       |
| 第2話                   | かいぶつ         | 石川俊介                              | 石川俊介                       | 坂本ひろみ 橋本明日美 もりともこ 中島裕里 松本剛彦 | 東島久志 坂本ひろみ        | 田辺謙司 進藤優 戸谷賢都                                | 10月16日       |       |       |       |       |       |       |       |       |       |       |       |       |       |       |       |       |       |
| 第3話                   | サッカーの0      | 渡邉徹明 石山タカ明                   | 横山和基                       | 橋本明日美 中島裕里 シノミン 隣アニメーション RadPlus STUDIO MASSKET | 東島久志                   | 小谷杏子 田辺謙司                                       | 10月23日       |       |       |       |       |       |       |       |       |       |       |       |       |       |       |       |       |       |
| 第4話                   | 予感と直感       | 石川俊介                              | 榎田敬宏                       | 田辺謙司 橋本明日美 もりともこ 長沼智也 香田智樹 | 東島久志                   | 田辺謙司                                                | 10月30日       |       |       |       |       |       |       |       |       |       |       |       |       |       |       |       |       |       |
| 第5話                   | 生まれ変わるのは | 渡邉徹明 石山タカ明                   | 熊野千尋                       | 坂本ひろみ もりともこ 中島裕里 松本剛彦 橋本明日美 小谷杏子 中山みゆき 南伸一郎 ビッグオウル RadPlus | 東島久志                   | 田辺謙司 戸谷賢都                                       | 11月6日        |       |       |       |       |       |       |       |       |       |       |       |       |       |       |       |       |       |
| 第6話                   | ごめん           | 清水聡                                | 石黒達也                       | 北條真純 篠原健二 𠮷田肇 服部憲知 飯飼一幸 日根野優子 | 東島久志                   | 田辺謙司 戸谷賢都 もりともこ                            | 11月13日       |       |       |       |       |       |       |       |       |       |       |       |       |       |       |       |       |       |
| 第7話                   | 滾り             | 渡邉徹明 石川俊介 石山タカ明          | 美甘義人 鳥羽聡                | 坂本ひろみ 橋本明日美 石黒美知子 大槻ちえ 佐藤好恵 Limeros Double Swordsアニメーション | 東島久志                   | 田辺謙司 戸谷賢都 もりともこ                            | 11月20日       |       |       |       |       |       |       |       |       |       |       |       |       |       |       |       |       |       |
| 第8話                   | 成功の方程式     | 古川知宏                              | 杉本研太郎                     | 小美野雅彦 米澤優 モリタユーシ Double Swordsアニメーション | -                          | 小美野雅彦                                              | 11月27日       |       |       |       |       |       |       |       |       |       |       |       |       |       |       |       |       |       |
| 第9話                   | 覚醒             | 奥山潔 新田千尋 生原雄次              | 田中タカユキ                   | 橋本明日美 中島裕里 シノミン Henry Kuan Porkchop! Double Swordsアニメーション | 東島久志 諸貫哲朗 松本剛彦 | 田辺謙司 戸谷賢都 もりともこ                            | 12月4日        |       |       |       |       |       |       |       |       |       |       |       |       |       |       |       |       |       |
| 第10話                  | このままで       | 横山和基                              | 横山和基                       | 橋本明日美 中島裕里 シノミン 石黒美知子 菊地康仁 Big Owl 王建 郭成甲 徐晓民 シード Jed Panulin RVEN 陳亮 | 東島久志 松本剛彦          | 田辺謙司 戸谷賢都 もりともこ                            | 12月11日       |       |       |       |       |       |       |       |       |       |       |       |       |       |       |       |       |       |
| 第11話                  | 最後の欠片       | 森川滋                                | 鹿島典夫                       | 橋本明日美 坂本ひろみ 中島裕里 シノミン 石黒美知子 菅原裕幸 田中亜優 大槻ちえ 武永一輝 平田彰子 菊地康仁 | 東島久志 松本剛彦          | 田辺謙司 戸谷賢都 もりともこ                            | 12月18日       |       |       |       |       |       |       |       |       |       |       |       |       |       |       |       |       |       |
| 第12話                  | 二次選考         | 小島正士                              | 小野田雄亮                     | シノミン 橋本明日美 中島裕里 石黒美知子 スタジオリングス Double Swordsアニメーション ECHELLE Animation | 松本剛彦                   | 田辺謙司 戸谷賢都 もりともこ                            | 12月25日       |       |       |       |       |       |       |       |       |       |       |       |       |       |       |       |       |       |
| 第13話                  | TOP3             | 横山和基                              | 室谷靖                         | 坂本ひろみ 小谷杏子 小澤和則 中島裕里 大槻ちえ シノミン 石黒美知子 大清水瑛良 スタジオリングス 橋本明日美 佐藤好恵 Double Swordsアニメーション RadPlus | 東島久志                   | 田辺謙司 戸谷賢都 もりともこ                            | 2023年 1月8日  |       |       |       |       |       |       |       |       |       |       |       |       |       |       |       |       |       |
| 第14話                  | 天才と凡才       | 奥山潔 新田千尋                       | 木村寛 服部福太郎              | 雨咲和 朱央 スタジオ・ミュウ | 東島久志 松本剛彦          | 田辺謙司 もりともこ 戸谷賢都 清水空翔                   | 1月15日        |       |       |       |       |       |       |       |       |       |       |       |       |       |       |       |       |       |
| 第15話                  | 喰               | 関野関十                              | 美甘義人 井之川慎太郎          | シノミン 橋本明日美 中島裕里 スタジオリングス Double Swordsアニメーション | 東島久志 松本剛彦          | 田辺謙司 もりともこ 戸谷賢都 清水空翔 小美野雅彦        | 1月22日        |       |       |       |       |       |       |       |       |       |       |       |       |       |       |       |       |       |
| 第16話                  | 三者融合         | 森川滋                                | 倉富康平                       | 田中亜優 坂本ひろみ 中島裕里 シノミン 小谷杏子 はまだまこと スタジオリングス RadPlus サイゲームピクチャーズ Double Swordsアニメーション | 東島久志 松本剛彦          | 田辺謙司 もりともこ 戸谷賢都 清水空翔                   | 1月29日        |       |       |       |       |       |       |       |       |       |       |       |       |       |       |       |       |       |
| 第17話                  | ヘタクソ         | 奥山潔 新田千尋                       | 小野田雄亮 井之川慎太郎        | 橋本明日美 伊藤智子 田中亜優 シノミン Double Swordsアニメーション | 東島久志 松本剛彦          | 田辺謙司 もりともこ 戸谷賢都 清水空翔                   | 2月5日         |       |       |       |       |       |       |       |       |       |       |       |       |       |       |       |       |       |
| 第18話                  | 主役の座         | エッジワークス いそわゆり             | 木村寛 服部福太郎              | 坂本ひろみ 中島裕里 橋本明日美 小澤和則 シノミン 大槻ちえ 石黒美知子 田中亜優 スタジオリングス RadPlus STUDIO MASSKET Double Swordsアニメーション | 東島久志                   | 田辺謙司 もりともこ 戸谷賢都                            | 2月12日        |       |       |       |       |       |       |       |       |       |       |       |       |       |       |       |       |       |
| 第19話                  | Dancing Boy      | 室谷靖                                | 鹿島典夫                       | 菊地康仁 橋本明日美 富岡隆司 入江篤 高岡淳一 田中亜優 安彦守 梅澤茉里 山口葵 エイトビット メーシエ・タイス モリタユーシ 白幡裕二 石山直美 渡辺朋子 Double Swordsアニメーション                                                                               | 東島久志                   | 田辺謙司 もりともこ 戸谷賢都 清水空翔                   | 2月19日        |       |       |       |       |       |       |       |       |       |       |       |       |       |       |       |       |       |
| 第20話                  | 超連動           | 奥山潔 新田千尋                       | 田中タカユキ 佐々木勅嘉        | 坂本ひろみ 中島裕里 小谷杏子 高岡淳一 牛ノ濱由惟 田中亜優 橋本明日美 小澤和則 スタジオリングス Double Swordsアニメーション | 東島久志 松本剛彦 諸貫哲朗 | 田辺謙司 もりともこ 戸谷賢都 清水空翔                   | 2月26日        |       |       |       |       |       |       |       |       |       |       |       |       |       |       |       |       |       |
| 第21話                  | 俺がいない       | バーンストーム・デザインラボ 宮尾佳和 | 倉富康平                       | 菊地康仁 シノミン 白幡裕二 田中亜優 メーシエ・タイス 吉野美貴 郁山想 RadPlus Double Swordsアニメーション | 東島久志 松本剛彦          | 田辺謙司 もりともこ 戸谷賢都 清水空翔 小美野雅彦        | 3月5日         |       |       |       |       |       |       |       |       |       |       |       |       |       |       |       |       |       |
| 第22話                  | 声               | 奥山潔 新田千尋                       | 横山和基                       | 阿部友葉 飯田香帆 関美帆乃 中島裕里 四野見謙治 メーシエ・タイス 橋本明日美 石黒美知子 坂本ひろみ レジェ・ランベル メロディ グラシ ポーリン RadPlus スタジオリングス                                                                                          | 東島久志 松本剛彦          | 田辺謙司 もりともこ 戸谷賢都 清水空翔                   | 3月12日        |       |       |       |       |       |       |       |       |       |       |       |       |       |       |       |       |       |
| 第23話                  | LUCK             | 倉富康平                              | 木村寛 服部福太郎              | 雨咲和 朱央 スダジオ・ミュウ | 東島久志 松本剛彦          | 田辺謙司 もりともこ 戸谷賢都 清水空翔 小谷杏子          | 3月19日        |       |       |       |       |       |       |       |       |       |       |       |       |       |       |       |       |       |
| 第24話                  | 時は来たり       | 奥山潔 新田千尋 渡邉徹明              | 井之川慎太郎 倉富康平 渡邉徹明 | もりともこ 坂本ひろみ 中島裕里 小谷杏子 菊地康仁 シノミン 橋本明日美 田中亜優 大槻ちえ 石黒美知子 佐藤好恵 飯田香帆 メーシエ・タイス 松本剛彦 梅澤茉里 レジェ・ランベル メロディ グラシ ポーリン STUDIO MASSKET RadPlus Double Swordsアニメーション ノ村優介 | 東島久志                   | 田辺謙司 戸谷賢都 清水空翔                              | 3月26日        |       |       |       |       |       |       |       |       |       |       |       |       |       |       |       |       |       |
| 第2期『VS. U-20 JAPAN』 |                  |                                       |                                | |                            |                                                         |                |       |       |       |       |       |       |       |       |       |       |       |       |       |       |       |       |       |
| 第25話                  | 適性試験         | 奥山潔 新田千尋                       | 天野正博 本田遼太郎            | 吉田正幸 橋本真希 MIGHTY MAX MOVIE 飯田香帆 | 興村忠美 窪敏              | 田辺謙司 清水空翔                                       | 2024年 10月6日 |       |       |       |       |       |       |       |       |       |       |       |       |       |       |       |       |       |
| 第26話                  | 殺し屋と忍者     | 佐藤千沙紀 中島明美 新田千尋          | 木村寛 服部福太郎              | 雨咲和 Igor Oleyniko Aleksei Iatsutko LUNARGHOST 胡琳琳 冯菊 吴龙珠 | 窪敏                       | 清水空翔 小峰正頼                                       | 10月12日       |       |       |       |       |       |       |       |       |       |       |       |       |       |       |       |       |       |
| 第27話                  | 感じる世界       | 奥山潔 新田千尋                       | サトウ光敏                     | 橋本真希 シノミン 橋本明日美 渡辺一平太 小沼よしい 白幡裕二 今中俊輔 吉田正幸 ソ・ウンジ キム・ヒョンア | 興村忠美                   | 田辺謙司 清水空翔 群青広瀬                              | 10月19日       |       |       |       |       |       |       |       |       |       |       |       |       |       |       |       |       |       |
| 第28話                  | カメレオン       | 佐藤千沙紀 奥山潔 新田千尋            | 西山祐樹                       | 渡辺一平太 橋本真希 吉田正幸 白幡裕二 小谷杏子 橋本明日美 飯田香帆 帆利竜弥 キム・ヒョンア 株式会社パンダタワー SenYouHui Pupa PARTNER CandyApple Lenore Asazumi Jessica                                                                                     | 興村忠美 窪敏              | 清水空翔 田辺謙司 群青広瀬 小峰正頼                     | 10月26日       |       |       |       |       |       |       |       |       |       |       |       |       |       |       |       |       |       |
| 第29話                  | FLOW             | 佐藤千沙紀                            | 木村寛 服部福太郎              | 雨咲和 Igor Oleyniko Aleksei Iatsutko LUNARGHOST 胡琳琳 冯菊 吴龙珠 | 窪敏 阿蒜晃士              | 清水空翔 群青広瀬 小峰正頼 もりともこ                   | 11月2日        |       |       |       |       |       |       |       |       |       |       |       |       |       |       |       |       |       |
| 第30話                  | 大舞台           | 奥山潔 新田千尋 吉田鈴花              | 安田賢司                       | 瀧原晶子 宮川茜 シノミン しまだひであき 下畑進 北畠久美子 古田雅俊 酒井真紀 西端花恋 藪中美代 山田芹香 | -                          | 田辺謙司 小峰正頼 もりともこ                            | 11月9日        |       |       |       |       |       |       |       |       |       |       |       |       |       |       |       |       |       |
| 第31話                  | 糸師 冴          | 寺東克己                              | 鎌田祐輔 杉本研太郎            | 平原みなみ 宮川智恵子 高野和史 大野勉 李子奕 ラプラス・アニメーション | 窪敏                       | 清水空翔 小峰正頼 渡辺一平太                            | 11月16日       |       |       |       |       |       |       |       |       |       |       |       |       |       |       |       |       |       |
| 第32話                  | 青の遺伝子       | 奥山潔 新田千尋                       | サトウ光敏                     | 橋本真希 シノミン 橋本明日美 小沼よしい 白幡裕二 今中俊輔 香田知樹 稲吉朝子 山田龍太郎 キム・ヒョンア | 窪敏                       | 田辺謙司 小峰正頼 もりともこ 渡辺一平太                 | 11月23日       |       |       |       |       |       |       |       |       |       |       |       |       |       |       |       |       |       |
| 第33話                  | ナイトスノウ     | 小島正士                              | 木村寛 服部福太郎              | 雨咲和 Igor Oleynikov Aleksei Iatsutko Xnos Soux Soemy Yuka 胡琳琳 冯菊 吴龙珠 | -                          | 清水空翔 田辺謙司 小峰正頼 渡辺一平太                   | 12月1日        |       |       |       |       |       |       |       |       |       |       |       |       |       |       |       |       |       |
| 第34話                  | 交代劇           | 佐藤千沙紀                            | 池田絢                         | 山﨑秀樹 瀧原晶子 持田真治 宮川茜 シノミン しまだひであき 下畑進 北畠久美子 古田雅俊 酒井真紀 西端花恋 藪中美代 林春花 山田芹香 | -                          | 田辺謙司 もりともこ 渡辺一平太                          | 12月8日        |       |       |       |       |       |       |       |       |       |       |       |       |       |       |       |       |       |
| 第35話                  | 教えた感情       | 奥山潔 新田千尋                       | 登坂晋                         | 橋本真希 白幡裕二 田中志穂 小沼よしい 松尾真彦 吉田正幸 | 窪敏 興村忠美              | 清水空翔 小峰正頼 群青広瀬 田辺謙司 もりともこ          | 12月14日       |       |       |       |       |       |       |       |       |       |       |       |       |       |       |       |       |       |
| 第36話                  | 花               | 奥山潔 新田千尋                       | サトウ光敏                     | 橋本明日美 吉田正幸 白幡裕二 橋本真希 山本径子 シノミン 亀田朋幸 下畑進 北畠久美子 古田雅俊 酒井真紀 西端花恋 キム・ヒョンア 藪中美代 山田芹香 | -                          | 田辺謙司 小峰正頼 もりともこ 渡辺一平太 群青広瀬        | 12月21日       |       |       |       |       |       |       |       |       |       |       |       |       |       |       |       |       |       |
| 第37話                  | ひとりじゃない   | 奥山潔 新田千尋 佐藤千沙紀            | 鎌田祐輔 筑紫大介              | 橋本真希 和田伸一 亀田朋幸 松尾真彦 金丸綾子 山本径子 稲吉朝子 吉田正幸 田邉真帆 紺野美喜 キム・ヒョンア 下畑進 北畠久美子 古田雅俊 酒井真紀 西端花恋 | 窪敏 大平剛生              | 清水空翔 渡辺一平太 群青広瀬 小峰正頼                   | 12月28日       |       |       |       |       |       |       |       |       |       |       |       |       |       |       |       |       |       |
| 第38話                  | 終撃             | 佐藤千沙紀 奥山潔 仁平肇              | 杉本研太郎 仁平肇              | 持田真治 橋本明日美 シノミン 吉田正幸 宮川茜 橋本真希 今中俊輔 稲吉朝子 山田龍太郎 松尾真彦 小沼よしい 下畑進 北畠久美子 古田雅俊 酒井真紀 西端花恋 藪中美代 山田芹香 村形まゆ                                                                               | 窪敏                       | 田辺謙司 小峰正頼 もりともこ 群青広瀬 清水空翔 石田可奈 | 12月28日       |       |       |       |       |       |       |       |       |       |       |       |       |       |       |       |       |       |

#### 放送局
| 放送期間                      | 放送時間                     | 放送局                               | 対象地域・備考              |
| ----------------------------- | ---------------------------- | ------------------------------------ | --------------------------- |
| 2022年10月9日 - 2023年3月26日 | 日曜 1:30 - 2:00（土曜深夜） | テレビ朝日（製作参加）ほか系列全24局 | 日本国内 『NUMAnimation』枠 |
|                               | 日曜 2:00 - 2:30（土曜深夜） | BS朝日                               | BS/BS4K放送 / 『アニメA』枠 |
|                               | 日曜 21:00 - 21:30           | AT-X                                 | CS放送 / リピート放送あり   |
| 全放送局で字幕放送を実施。    |                              |                                      |                             |

| 配信開始日     | 配信時間                   | 配信サイト |
| -------------- | -------------------------- | --- |
| 2022年10月9日  | 日曜 2:00（土曜深夜） 更新 | アニメ放題 ABEMAビデオ （ABEMAプレミアム） Amazon Prime Video dアニメストア Disney+ Netflix バンダイチャンネル Hulu U-NEXT GYAO!ストア ニコニコチャンネル HAPPY!動画 ビデオマーケット music.jp ムービーフルplus Rakuten TV |
|                | 日曜 20:00 - 20:30         | ABEMA |
| 2022年10月11日 | 火曜 12:00 更新            | auスマートパスプレミアム J:COMオンデマンド メガパック TELASA ひかりTV milplus見放題パックプライム |
| 2022年10月14日 | 金曜 20:00 更新            | GYAO! |

| 放送期間                                         | 放送時間                     | 放送局                               | 対象地域・備考               |
| ------------------------------------------------ | ---------------------------- | ------------------------------------ | ---------------------------- |
| 2024年10月6日 - 12月28日                         | 土曜 23:30 - 日曜 0:00       | テレビ朝日（製作参加）ほか系列全24局 | 日本国内 『IMAnimation』枠   |
| 2024年10月6日 - 12月29日                         | 日曜 21:00 - 21:30           | AT-X                                 | CS放送 / リピート放送あり    |
| 2024年10月7日 - 12月29日                         | 月曜 1:00 - 1:30（日曜深夜） | BS朝日                               | BS/BS4K放送 / 『アニメA』枠  |
| 2024年11月9日 -                                  | 土曜 20:00 - 20:30           | アニマックス                         | BS/CS放送 / リピート放送あり |
| テレビ朝日系列・AT-X・BS朝日では字幕放送を実施。 |                              |                                      |                              |

| 配信開始日    | 配信時間                   | 配信サイト |
| ------------- | -------------------------- | --- |
| 2024年10月6日 | 日曜 0:00（土曜深夜） 更新 | アニメ放題 ABEMAビデオ（ABEMAプレミアム） Amazon Prime Video dアニメストア DMM TV Netflix Hulu U-NEXT Lemino milplus カンテレドーガ ニコニコチャンネル HAPPY!動画 ビデオマーケット music.jp ムービーフル |
|               | 日曜 20:00 更新            | ABEMA TVer |
| 2024年10月9日 | 水曜 0:00（火曜深夜） 更新 | Disney+ バンダイチャンネル auスマートパスプレミアム J:COM STREAM TELASA milplus見放題パックプライム |

### 短編アニメ
『ブルーロック あでぃしょなる・たいむ！』のタイトルで、2022年10月9日より日曜2時（土曜深夜）にYouTubeで配信。地上波でもテレビアニメ放送後に不定期に放送されるほか、配信サイトでは本編とまとめて配信される。コンテ・演出・編集はくだ ゆうた、アニメーション制作はポイント・ピクチャーズ。原案・ネームは原作者自身が担当するほか、アニメ本編でカットされた原作のエピソードも映像化された。劇場版『EPISODE 凪』公開時にも新作が制作され、週替わりで同時上映された。第2期においても本編の放送終了後に新作が配信されている。
| 第1期  | 第1期                         | 第1期          |
| 話数   | サブタイトル                  | 配信日         |
| ------ | ----------------------------- | -------------- |
| #1     | 潔世一の夢                    | 2022年 10月9日 |
| #2     | 監獄で迷子                    | 10月16日       |
| #3     | “青い監獄”1日のスケジュール   | 10月23日       |
| #4     | ブルーロックの食事            | 10月30日       |
| #5     | ブルーロックの支給品大紹介！  | 11月6日        |
| #6     | 裏切者                        | 11月13日       |
| #7     | お嬢の髪型                    | 11月20日       |
| #8     | 押しかけ女房玲王              | 11月27日       |
| #9     | チームZモノマネ王決定戦 その① | 12月4日        |
| #10    | チームZモノマネ王決定戦 その② | 12月11日       |
| #11    | 二次セレクションじゃんけん    | 12月18日       |
| #12    | お兄、喋る！                  | 12月25日       |
| #13    | TOP3のチーム結成秘話          | 2023年 1月8日  |
| #14    | TOP3と蜂楽                    | 1月15日        |
| #15    | 恋する乙女？玲王              | 1月22日        |
| #16    | メイドカフェ・きんぐ・ばろう  | 1月29日        |
| #17    | それぞれの三人一組            | 2月5日         |
| #18    | 帝襟アンリのBLUELOCK日誌！    | 2月12日        |
| #19    | 出遅れ組                      | 2月19日        |
| #20    | 凪の学園生活                  | 2月26日        |
| #21    | それぞれの三人一組 その②      | 3月5日         |
| #22    | 蟻生の勝手なオシャ対決        | 3月12日        |
| #23    | ダメな方の化学反応            | 3月19日        |
| 劇場版 |                               |                |
| 話数   | サブタイトル                  | 上映開始日     |
| #01    | 凪のともだち                  | 2024年 4月19日 |
| #02    | 玲王の帝王学                  | 4月26日        |
| #03    | 斬鉄のメガネ                  | 5月3日         |
| #04    | 光の射す方へ                  | 5月10日        |
| 第2期  |                               |                |
| 話数   | サブタイトル                  | 配信日         |
| #24    | セレクション通過者            | 2024年 10月6日 |
| #25    | TOP6の部屋                    | 2024年 10月6日 |
| #26    | それぞれの世界線              | 10月13日       |
| #27    | 忍びの極意                    | 10月20日       |
| #28    | っぽい                        | 10月27日       |
| #29    | 天然コミュニケーション        | 11月3日        |
| #30    | 予習                          | 11月10日       |
| #31    | 多重人格                      | 11月17日       |
| #32    | 凡でも鑑定団                  | 11月24日       |
| #33    | 兄ちゃんの心得                | 12月1日        |
| #34    | ハーフ・タイムにて            | 12月8日        |
| #35    | 私物チェック                  | 12月15日       |
| #36    | おかえりバロバロキュン❤       | 12月22日       |
| #37    | セルフにらめっこ              | 12月29日       |

| テレビ朝日系列 NUMAnimation                    | テレビ朝日系列 NUMAnimation                              | テレビ朝日系列 NUMAnimation |
| 前番組                                         | 番組名                                                   | 次番組                      |
| ---------------------------------------------- | -------------------------------------------------------- | --------------------------- |
| カッコウの許嫁（第1期）                        | ブルーロック（第1期）                                    | 僕の心のヤバイやつ（第1期） |
| テレビ朝日系列 IMAnimation                     |                                                          |                             |
| （新設前）                                     | ブルーロック VS. U-20 JAPAN                              | ババンババンバンバンパイア  |
| テレビ朝日系列 土曜 23:30 - 0:00               |                                                          |                             |
| 顔に泥を塗る - ※同番組まで『土曜ナイトドラマ』 | ブルーロック VS. U-20 JAPAN - ※本番組より『IMAnimation』 | ババンババンバンバンパイア  |

### 劇場アニメ
テレビアニメ放送終了後には『EPISODE 凪』を原作とする劇場アニメの制作が発表された。2024年4月19日にバンダイナムコフィルムワークス配給で公開された。
2024年10月5日22時より、『超エゴい2本立て！【ブルーロック】 スペシャルナイト！』と称してテレビアニメ第2期第1話と連続編成となる形でテレビ朝日系列にて地上波放送される。

#### スタッフ（劇場アニメ）
- 原作 - 金城宗幸[141]
- 漫画 - 三宮宏太[141]
- キャラクターデザイン - ノ村優介[141]
- 監督 - 石川俊介[141]
- シリーズ構成・脚本 - 岸本卓[141]
- ストーリー監修 - 金城宗幸[141]
- キャラクターデザイン - 新藤優、清水空翔[143]
- 総作画監督 - 田辺謙司、もりともこ、清水空翔[143]
- アクションディレクター - 東島久志[143]
- 特殊効果 - あかね[143]
- 色彩設計 - 小松さくら[143]
- 美術設定・美術監督 - 廣澤晃[143]
- 背景 - Creative Freaks[143]
- 撮影監督 - 浅黄康裕[143]
- 撮影 - チップチューン[143]
- 3DCG - オーラスタジオ[143]
- 編集 - 長谷川舞[143]
- 音響監督 - 郷文裕貴[143]
- 音響制作 - ビットグルーヴプロモーション[143]
- 音楽 - 村山☆潤[141]
- プロデューサー - 有澤亮哉、佐藤尚哉、川勝宥典、柳井寛史[143]
- アニメーションプロデューサー - 小菅秀徳[143]
- アニメーション制作 - エイトビット[141]
- 配給 - バンダイナムコフィルムワークス[141]

#### 主題歌（劇場アニメ）
「Stormy」
Nissy × SKY-HIによる主題歌。作詞はTakahiro Nishijima、SKY-HI、作曲はRyosuke “Dr.R” Sakai、Daisuke Nakamura、Takahiro Nishijima、SKY-HI、編曲はRyosuke “Dr.R” Sakai。

## ゲーム
スマートフォン用ゲーム『ブルーロック Project:World Champion』（ブルーロック プロジェクト:ワールドチャンピオン）が、2022年12月30日より配信中。略称は「ブルーロックPWC」。開発・運営はルーデル。
テレビCMにプロサッカー選手の三笘薫を起用するほか、ゲーム内にも三笘がキャラクターとして登場する。
スマートフォン用3Dサッカー対戦ゲーム『ブルーロック BLAZE BATTLE』(ブレバト)が、2024年3月1日より配信中。登場キャラクターが3Dモデルで再現されている。開発・運営は株式会社BAEL。

## 舞台

### 公演タイトル
舞台『ブルーロック』
2023年5月4日から7日までサンケイホールブリーゼ（大阪府）、同月11日から14日までサンシャイン劇場にてそれぞれ上演された。公式略称は「ブルステ」。
舞台『ブルーロック』2nd STAGE
2024年1月18日から21日まで京都劇場、同月25日から31日までヒューリックホール東京にてそれぞれ上演された。凪誠士郎役は國島直希が予定されていたが体調不良が続き降板、雷市陣吾役でゲスト出演が予定されていた佐藤たかみちが代役となる。
舞台『ブルーロック』3rd STAGE
2024年8月9日から12日まで東大阪市文化創造館大ホール、同月17日から25日までシアターHにてそれぞれ上演された。
舞台「ブルーロック」4th STAGE
2025年5月15日から25日までTHEATER MILANO-Za、同月30日から6月1日まで東大阪市文化創造館 Dream House 大ホールにてそれぞれ上演された。

### キャスト（舞台）
|                       | 初演         | 2nd STAGE    | 3rd STAGE    | 4th STAGE            | EPISODE 凪   |
| --------------------- | ------------ | ------------ | ------------ | -------------------- | ------------ |
| 潔世一                | 竹中凌平     | 竹中凌平     | 竹中凌平     | 竹中凌平             | 竹中凌平     |
| 蜂楽廻                | 佐藤信長     | 佐藤信長     | 佐藤信長     | 佐藤信長             | 佐藤信長     |
| 國神錬介              | 松田昇大     | 織部典成     | 織部典成     | -                    | -            |
| 千切豹馬              | 佐伯亮       | 佐伯亮       | 佐伯亮       | 佐伯亮               | 佐伯亮       |
| 久遠渉                | 佐織迅       | -            | -            | -                    | -            |
| 雷市陣吾              | 佐藤たかみち | -            | -            | -                    | -            |
| 我牙丸吟              | 村松洸希     | 村松洸希     | 村松洸希     | 村松洸希             | -            |
| 伊右衛門送人          | 澤田拓郎     | 澤田拓郎     | -            | -                    | -            |
| 五十嵐栗夢            | 書川勇輝     | 書川勇輝     | 書川勇輝     | -                    | -            |
| 馬狼照英              | 井澤勇貴     | 井澤勇貴     | -            | 伊万里有             | 伊万里有     |
| 二子一揮              | 坪倉康晴     | -            | -            | 前嶋曜               | 前嶋曜       |
| 鰐間淳壱              | 船木政秀     | -            | -            | -                    | -            |
| 鰐間計助              | 川井雅弘     | -            | -            | -                    | -            |
| 凪誠士郎              | 小坂涼太郎   | 佐藤たかみち | 佐藤たかみち | 佐藤たかみち         | 佐藤たかみち |
| 御影玲王              | 菊池修司     | 菊池修司     | 菊池修司     | 菊池修司             | 菊池修司     |
| 剣城斬鉄              | 益永拓弥     | 松井健太     | 松井健太     | 松井健太             | -            |
| 絵心甚八              | 横井翔二郎   | 横井翔二郎   | 横井翔二郎   | 横井翔二郎           | 横井翔二郎   |
| 成早朝日              | 伊崎龍次郎   | -            | -            | -                    | -            |
| 蟻生十兵衛            | -            | 磯野大       | 磯野大       | 磯野大               | -            |
| 時光青志              | -            | 中林登生     | 中林登生     | -                    | -            |
| 糸師凛                | -            | 長田光平     | 草地稜之     | 草地稜之             | 草地稜之     |
| 士道龍聖              | -            | -            | 松田岳       | 松田岳               | -            |
| 烏旅人                | -            | -            | 宇野結也     | 宇野結也             | 宇野結也     |
| 乙夜影汰              | -            | -            | 健人         | 健人                 | 健人         |
| 雪宮剣優              | -            | -            | 遊馬晃祐     | 遊馬晃祐             | -            |
| 氷織羊                | -            | -            | 三浦海里     | 三浦海里             | -            |
| 七星虹郎              | -            | -            | 七星虹郎     | -                    | -            |
| 時光青志              | -            | -            | 中林登生     | -                    | -            |
| ジュリアン・ロキ      | -            | -            | 上山航平     | -                    | -            |
| レオナルド・ルナ ほか | -            | -            | 土居健蔵     | -                    | -            |
| アダム・ブレイク ほか | -            | -            | 牧野裕夢     | -                    | -            |
| パブロ・カバソス ほか | -            | -            | 窪寺直       | -                    | -            |
| ダダ・シウバ ほか     | -            | -            | 秋山皓郎     | -                    | -            |
| オリヴァ・愛空        | -            | -            | -            | 桜庭大翔             | -            |
| 閃堂秋人              | -            | -            | -            | 松本岳               | -            |
| 蛇来弥勒              | -            | -            | -            | ジョエル・ショウヘイ | -            |
| 蛇来弥勒              | -            | -            | -            | 影山達也             | -            |
| 音留徹平              | -            | -            | -            | 中土井俊允           | -            |
| 糸師冴                | -            | -            | -            | 猪野広樹             | -            |
| 清羅刃                | -            | -            | -            | -                    | 中西智也     |
| 日不見愛基            | -            | -            | -            | -                    | 関隼汰       |
| 柊零次                | -            | -            | -            | -                    | 坂田大夢     |

### スタッフ（舞台）
（出典：）
- 原作 - 金城宗幸
- 漫画 - ノ村優介『ブルーロック』 （講談社 週刊少年マガジン連載）
- 脚本・演出 - 伊勢直弘【初演・2nd・3rd・4th】
- 演出補 - 村松洸希【2nd・3rd】
- 演出助手 - 入江浩平【初演・2nd・3rd・4th】
- 美術 - 乘峯雅寛【初演・2nd・3rd・4th】
- 主題歌歌唱
  - Kradness【初演】
  - Kradness×un:c【3rd】
- 舞台音楽
  - 早川博隆（Rebrast） / 関根佑樹（Rebrast）【初演・2nd】
  - 関根佑樹（Rebrast）・Tsubasa（Rebrast）【3rd】
  - Rebrast【4th】
- 技術監督 - 寅川英司【初演・2nd・3rd・4th】
- 舞台監督 -
  - 田中翼【初演・2nd・3rd】
  - 田中翼・冨岡伸夫【4th】
- 音響 - 前田規寛（ロア）【初演・2nd・3rd・4th】
- 照明 - 大波多秀起（デイライト）【初演・2nd・3rd・4th】
- 映像 - O-beron inc.【初演・2nd・3rd・4th】
- 衣裳 - 雲出三緒【初演・2nd・3rd・4th】
- 衣裳協賛 - umbro【2nd・3rd・4th】
- ヘアメイク - 木村美和子（dot）【初演・2nd・3rd・4th】
- 小道具 - 枦山兼【初演】
- 撮影小道具 - 平野雅史【3rd・4th】
- アンダースタディ - 荒牧大矢・中土井俊允【3rd】
- ステージング
  - 船木政秀【3rd】
  - 船木政秀・吉田拓也【4th】
- サッカー指導
  - 牧野裕夢 / エリース東京（豊島区国際アート・カルチャー特命大使 / SDGs特命大使）【初演・2nd・3rd】
  - エリース東京(豊島区国際アート・カルチャー特命大使/SDGs 特命大使)
- 大道具 - 俳優座劇場【4th】
- 宣伝美術・WEBデザイン
  - 遠藤嘉人 / 岡部哲也（EAST END CREATIVE）【初演】
  - EAST END CREATIVE【2nd・3rd・4th】
- 物販デザイン（グッズデザイン）【2nd】
  - 遠藤嘉人 / 岡部哲也（EAST END CREATIVE）【初演】
  - EAST END CREATIVE / flyer-ya【2nd・3rd・4th】
- 宣伝写真 - 渡邉和弘【初演・2nd・3rd・4th】
- 制作協力 - 上野志津華 （KURAN）【初演】
- プロデューサー（クリエイティブプロデューサー） - 下浦貴敬（豊島区国際アート・カルチャー特命大使/SDGs特命大使）【初演・2nd】
- 制作 - Office ENDLESS（豊島区国際アート・カルチャー特命大使 / SDGs特命大使）【初演・2nd・3rd（3rd以降は括弧内の記述無し）】
- 協力 - 豊島区、DESCENTE UMBRO、メイコー化粧品【2nd】
- 主催
  - 舞台『ブルーロック』製作委員会【初演】
  - 舞台『ブルーロック』2nd STAGE 製作委員会【2nd】
  - 舞台『ブルーロック』3rd STAGE 製作委員会【3rd】
  - 舞台『ブルーロック』4th STAGE 製作委員会【4th】

## コラボレーション
富士急ハイランド
2022年9月23日から11月13日にかけてコラボレーションキャンペーン、『ブルーロック IN FUJI-Q HIGHLAND』を開催。
各アトラクションとのコラボレーションや出演声優による園内アナウンス、限定グッズやコラボレーションフードの販売などが行われる。また、グループの富士山麓電気鉄道富士急行線及び富士急バスでも連動したコラボが行われ、6000系電車と高速バス車両にもラッピングが施行されている。
アディダス×スポーツデポ・アルペン
2022年11月1日より、サッカー日本代表ユニフォームをスポーツデポ・アルペンで購入すると、先着でオリジナルステッカーやトートバッグが配布されるキャンペーンが開催された。
東京タワー
2024年9月4日から9月30日まで、『Co・Lab-TOKYO-』にて、コラボチケットやミニゲーム、コラボグッズの販売などを行う「TVアニメ『ブルーロック』in東京タワー」を開催。
くら寿司
2025年1月10日から2月2日までコラボメニューやオリジナル恵方巻き、オリジナルノベルティグッズ入りのガチャポン等が発売された。
カラオケ本舗まねきねこ
2025年1月16日から2月24日までコラボドリンクやコラボグッズ・コラボ歌唱・コラボルーム企画を実施
青い鳥文庫
2025年7月10日頃より本レーベルの『走れメロス』、『怪人二十面相』、『耳なし芳一・雪女』、『十五少年漂流記』、『レ・ミゼラブル』、『さかなクンの一魚一会』、『世界一のパンダファミリー』といった名作にブルーロックの限定カバー風フル帯が付くなどといった『エゴイストたちが読んだ青い檻文庫』フェアが行われた。